# Chevet
Pour les articles homonymes, voir Chevet (homonymie).

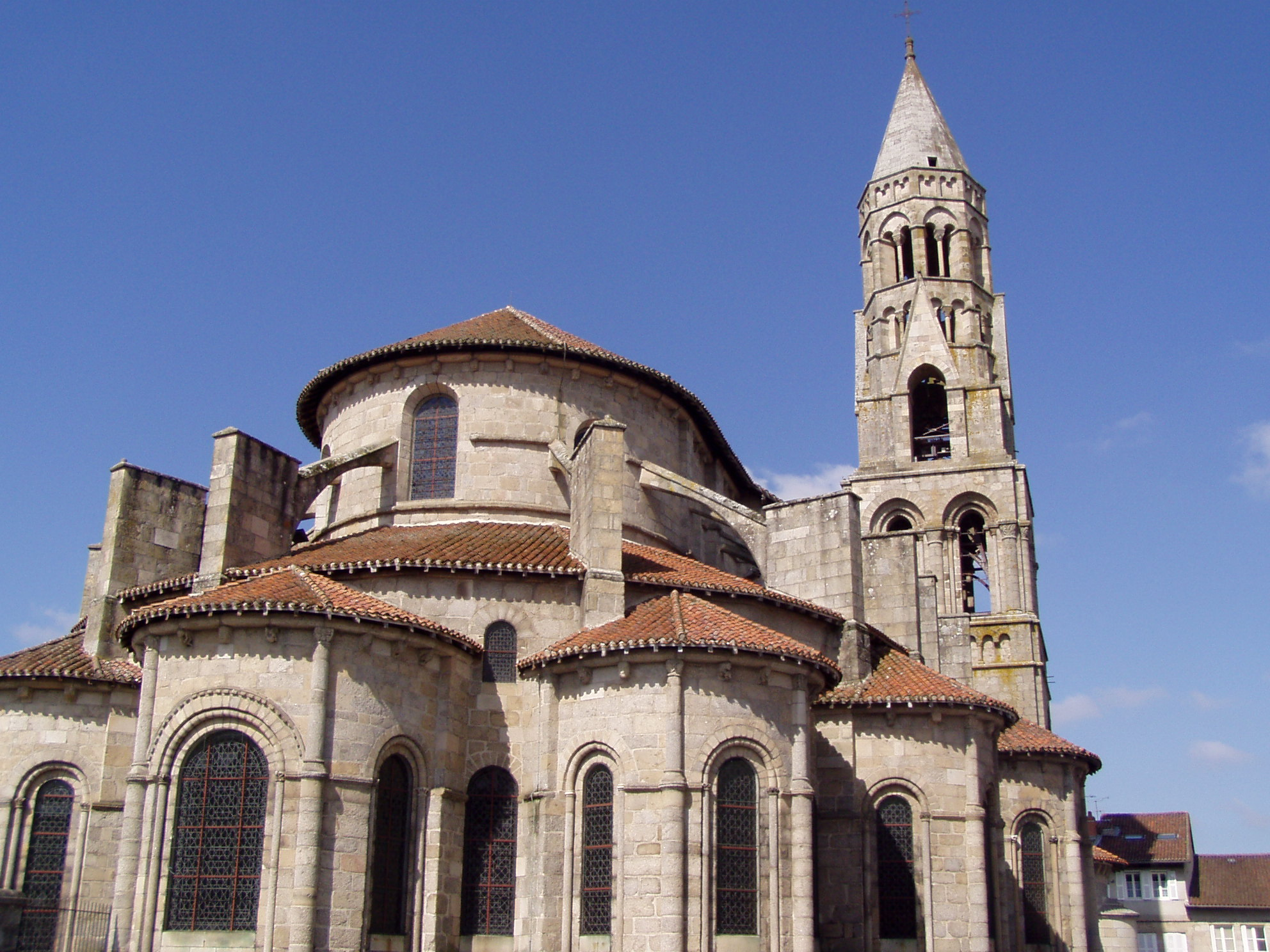
Chevet de style roman de l'église de Saint-Léonard-de-Noblat.

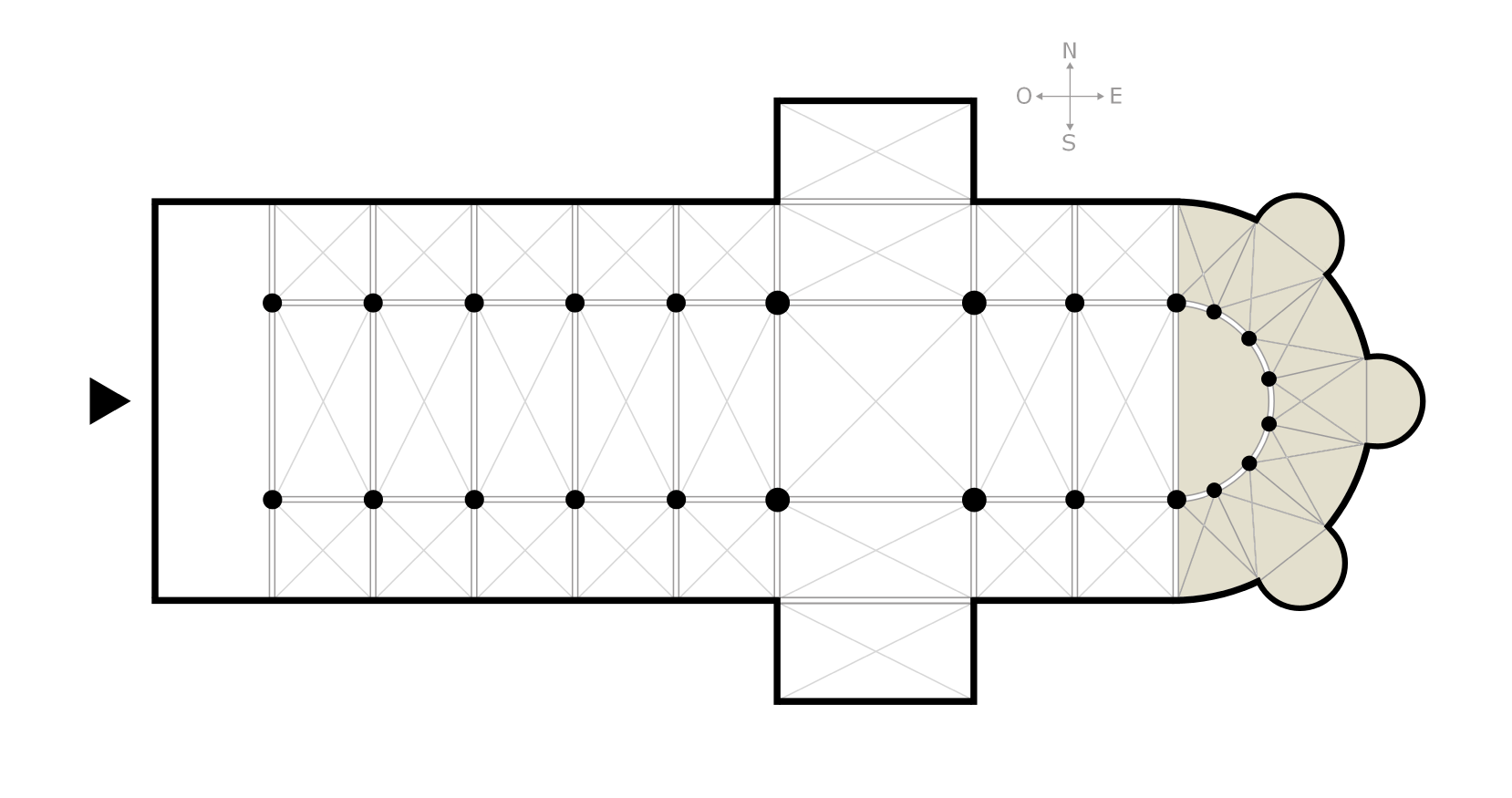
Plan type d'église avec son chœur à travées droites, prolongé par le rond-point et le chevet à pans.

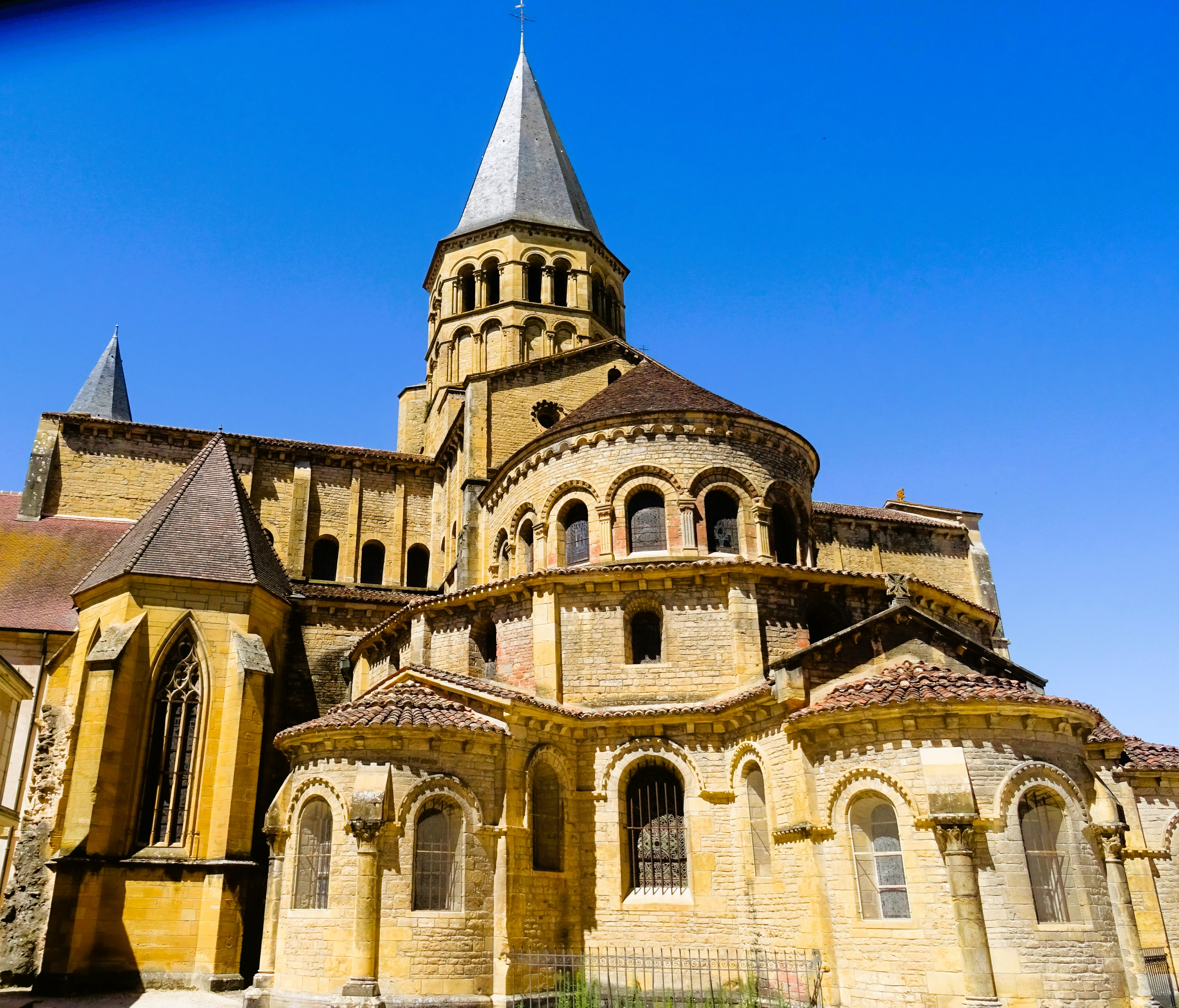
Chevet de la basilique de Paray le Monial.

En architecture religieuse, le chevet (du latin capitium, ouverture supérieure de la tunique pour passer la tête, mot dérivé de caput, « tête » qui évoque la présence du maître-autel dans le chœur) désigne généralement l'extrémité du chœur d'une église derrière le maître-autel et le sanctuaire de l'église, parce que dans les édifices au plan en croix latine, le chevet correspond à la partie de la croix sur laquelle le Christ crucifié posa sa tête.
C'est l'extrémité de l'église, vue par un observateur placé dans l'axe longitudinal, du côté du maître-autel. Il comprend l’ensemble des murs, fenêtres et toiture du chœur, du déambulatoire s'il y en a un et, éventuellement, de la ou des chapelles, rayonnantes avec absidioles, ou échelonnées.

## L'évolution du chevet au cours des temps

### La préfiguration, leXesiècle
Cette période se caractérise par la mise en place progressive de principes architecturaux qui ne seront plus remis en cause par la suite.
Le plan se composant d'une abside encadrée de deux absidioles, répandu depuis l'époque carolingienne, connaît et connaîtra encore un vif succès au cours des siècles, plus particulièrement dans les édifices de dimension moyenne (c'est-à-dire l'église de Saint-Généroux et l'église Saint-André-de-Sorède). Toutefois, ce plan évolue : on pourra ainsi constater que les absidioles soit touchent l'abside, soit en sont séparées. Cette dernière caractéristique, propre à l'époque carolingienne et plus particulièrement aux édifices dotés d'un transept, tend à disparaître au cours de ce Xe siècle.
Par ailleurs, avec l'importance grandissante accordée aux reliques depuis l'époque carolingienne et l'augmentation spectaculaire des objets de vénération (à partir surtout du XIe siècle), est apparu le besoin de consacrer un endroit de l'église à leur exposition. Ainsi s'amorça la tendance à regrouper les autels et les reliques dans des chapelles accolées au chœur, partie la plus sacrée de l'édifice, mais aussi par l'adjonction, de part et d'autre de l'abside, sur les bras du transept, de plusieurs absidioles alignées : abbatiale de Saint-Michel-de Cuxa, la collégiale Saint-Vorles, l'abbatiale de Ripoll en Catalogne, l'abbatiale de Saint-Arnould de Metz ou l'abbatiale de Saint-Remi à Reims, etc. Les chevets à chapelles orientées sont nés.
Autre évolution qui apparaît au cours de cette période, les chevets à chapelles échelonnées où celles-ci sont de profondeur décroissante : église abbatiale de Déols, église de Bernay[Laquelle ?], église priorale de Perrecy-les-Forges, etc. Ce plan connut un grand succès au cours du XIe siècle.
C'est aussi au cours de ce Xe siècle que les architectes créèrent un type de chevet associant un couloir de circulation semi-circulaire et un certain nombre de chapelles ouvrant sur le pourtour de celui-ci : le chevet à déambulatoire et à chapelles rayonnantes. Le déambulatoire est la solution idéale trouvée par les architectes romans pour faire face au nombre toujours grandissant des pèlerins. Le déambulatoire permet à ceux-ci de défiler devant les chapelles sans perturber la messe se déroulant dans la nef principale : abbatiale de Saint-Philibert de Tournus qui présente certes un chevet du XIIe siècle mais dont le plan reprend fidèlement celui du Xe, la crypte de l'église Saint-Aignan d'Orléans, etc. Ce plan sera adopté dans beaucoup d'édifices ambitieux accueillant des pèlerins.
La hiérarchie des volumes apparaît comme le seul élément stable et est souvent la même : l'abside est plus haute et plus large que les absidioles. L'abside est aussi souvent précédée d'une travée. Ce ne sera plus le cas au siècle suivant.

### La création de l'art roman, leXIesiècle
Les vestiges de chevets de cette époque sont relativement rares : église Saint-Étienne de Vignory, église Saint-Savin-sur-Gartempe, etc. Toutefois, il est possible de constater que les formes inventées au Xe siècle sont parachevées au cours du XIe siècle.
Ainsi, la forme du chevet à chapelles échelonnées se maintient dans sa diversité même si une certaine uniformisation apparait : nombre de chapelles limité à cinq, profondeur du chœur limitée à deux travées. Mais d'un édifice à l'autre, le plan peut toutefois varier considérablement : église de Saint-Pierre de Meobecq, abbatiale de Saint-Pierre de Gigny, abbatiale de Notre-Dame de Bernay ou l'église de Saint-Nazaire de Bourbon-Lancy.
Exceptionnellement, des églises vont comporter jusqu'à sept chapelles échelonnées. Les plans de ces édifices ne sont connus souvent que grâce à des sondages archéologiques ou à des vestiges trop limités : abbatiale de Saint-Sever, abbatiale de La Charité-sur-Loire, église de Saint-Ouen de Rouen, église St Mary d'York, etc. Ce type de plan disparaît au cours du XIIe siècle sauf pour quelques rares exemples, les églises de Chateaumeillant et de Glastonbury.
Par ailleurs, au cours de la première moitié du XIe siècle, les chevets connaissent des modifications significatives, non pas dans leur plan, mais dans leur élévation et dans le traitement des espaces internes.
Enfin et surtout, les édifices importants adoptent quasiment systématiquement le plan à déambulatoire et à chapelles rayonnantes : église de Saint-Sernin de Toulouse, église de Saint-Jean de Montierneuf de Poitiers, église de Saint-Benoît-sur-Loire, église Notre-Dame de la Couture du Mans, église Notre-Dame du Port de Clermont-Ferrand ou la crypte de l'église Saint-Eutrope de Saintes.

### De la maturité à la rupture, leXIIesiècle
On peut constater que depuis les premiers édifices romans, les architectes avaient accordé à la courbe un rôle privilégié dans le dessin des chevets. Il n'y a eu que de rares exemples isolés de chevets polygonaux au cours du XIe siècle : église de Sainte-Radegonde à Poitiers ou l'église de Nant.
Les chevets à pans coupés commencent à se multiplier à partir de 1130 avant de se répandre à partir des années 1150 dans toute l'Europe. Toutefois, ce modèle de chevet ne supplanta jamais les chevets à forme arrondie (collégiale d'Auzon, l'église Notre-Dame de l'abbaye de Montmajour, l'église de Meymac ou l'église Notre-Dame de Mont-devant-Sassey).
Les variations de forme sur ces chevets polygonaux sont nombreuses :
- angles soulignés par des colonnes engagées ou de petits contreforts,
- arcades enveloppant les fenêtres,
- variation du nombre de pans (trois, cinq, etc.),
- surenchère décorative (par exemple l'église Notre-Dame de Rioux).

### Le gothique, lesXIIIeetXIVesiècles
Les chevets gothiques suivent une évolution, comme pour le reste du bâtiment, qui va vers un allégement, vers une recherche constante de la lumière, vers une élévation de plus en plus importante.
Avec le développement en hauteur des nefs, le chevet, situé à la tête de l'église, participe à cette impression de vaisseau s'élançant vers le ciel.
Autre évolution : alors que dans les édifices romans, les chapelles sont greffées sur le chœur indépendamment les unes des autres, elles sont dans les cathédrales gothiques soudées entre elles en une succession continue formant comme une couronne. Toutefois, ce parti pris architectural peut se retrouver exceptionnellement dans des églises romanes dès le XIe siècle. C'est notamment le cas pour l'église Saint-Gilles de Puypéroux où le chœur est entouré de sept absidioles non pas isolées les unes par rapport aux autres comme le voudrait la tradition romane, mais soudées entre elles.

## Une typologie des chevets

### Le chevet pré-roman

#### Le chevet wisigothique
Les églises et chapelles relevant de l'architecture wisigothique présentent un chevet plat, dit aussi quadrangulaire : cette caractéristique se retrouve tant sur les imposantes églises wisigothiques d'Espagne (église Sainte-Marie de Quintanilla de las Viñas, église de San Pedro de la Nave, Santa Comba de Bande, église Santa María de Melque) que sur les modestes chapelles rurales wisigothiques qui subsistent en Languedoc (chapelle Saint-Christol de Nissan-lez-Enserune et chapelle Notre-Dame-de-la-Miséricorde de Nissan-lez-Enserune).

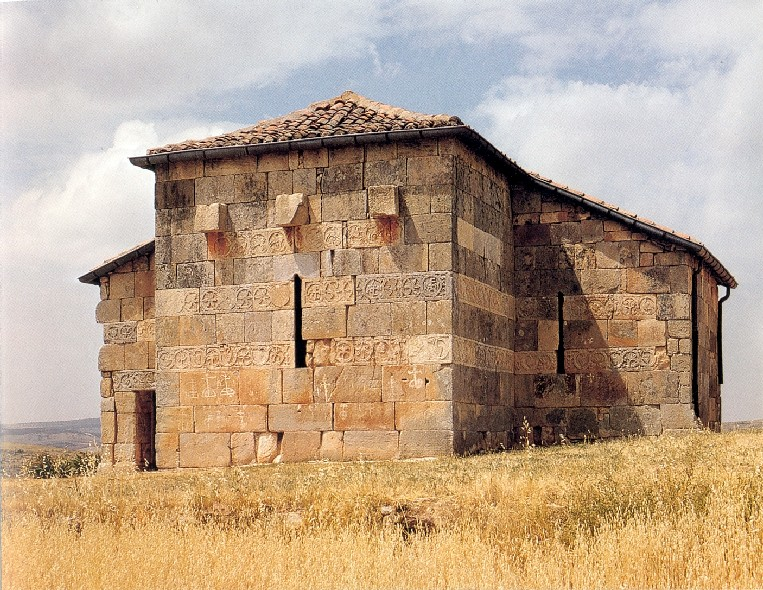
Église Sainte-Marie de Quintanilla de las Viñas.
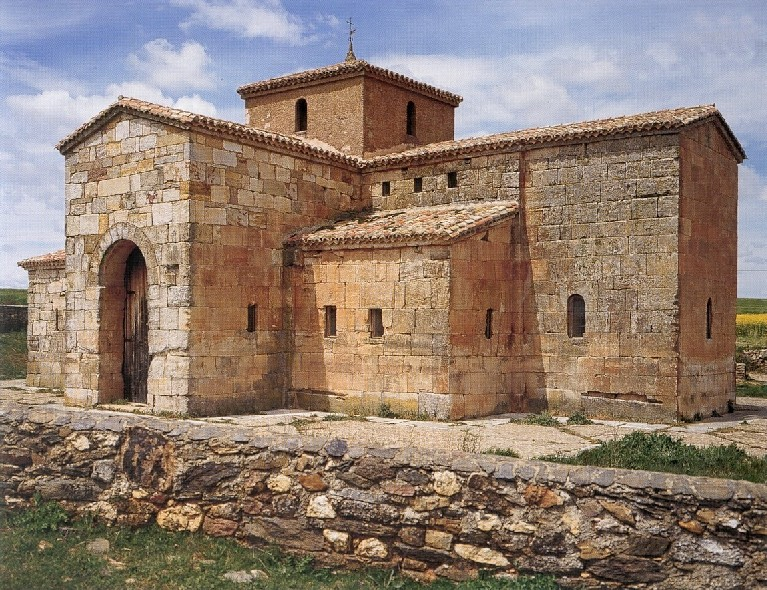
Église de San Pedro de la Nave.
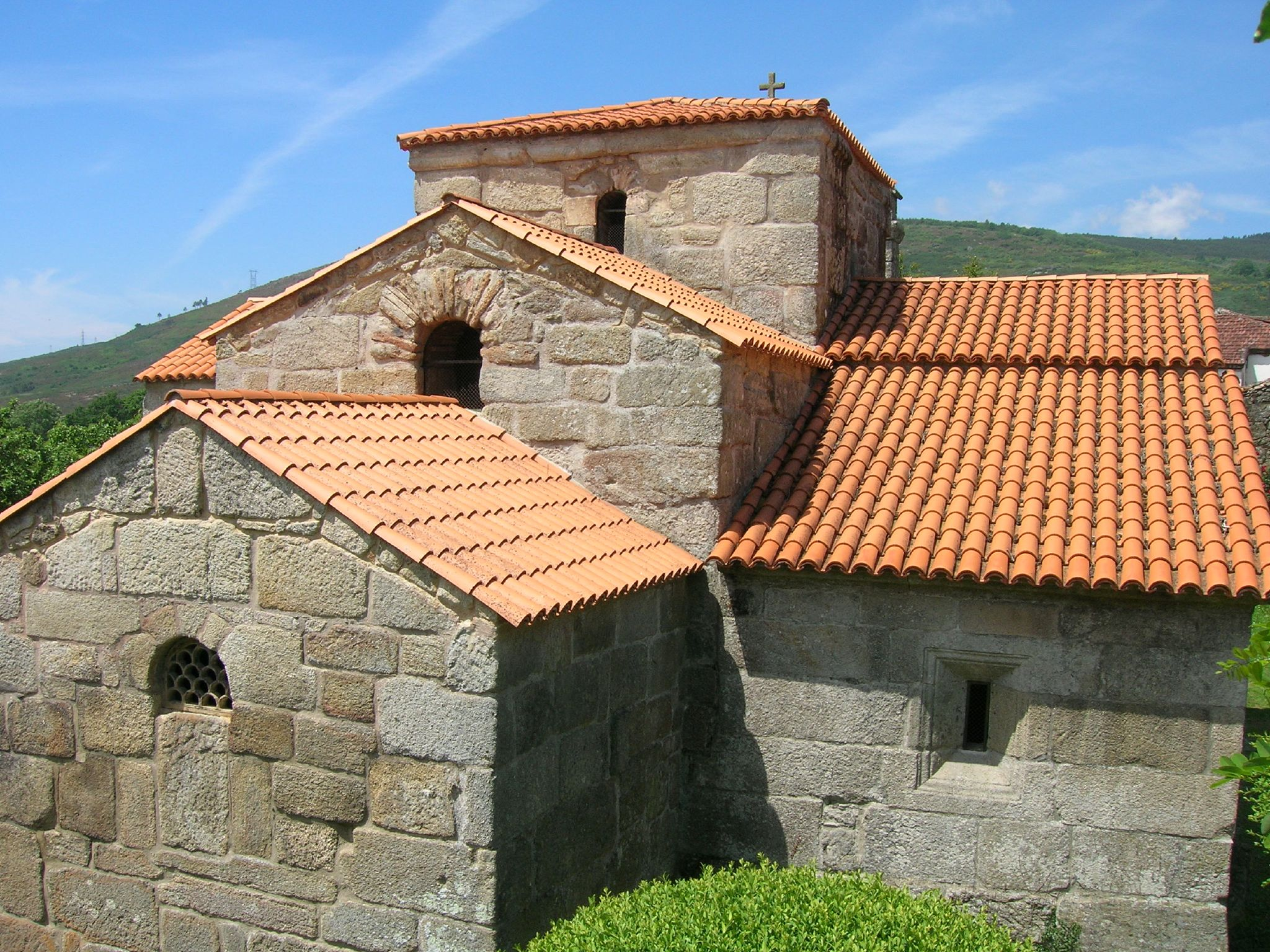
Santa Comba de Bande.

#### Le chevet dans l'architecture préromane de tradition wisigothique
Le chevet plat caractéristique de l'architecture wisigothique se retrouve ensuite dans les chapelles relevant de l'architecture préromane de tradition wisigothique telles Saint-Laurent de Moussan et Saint-Nazaire de Roujan.

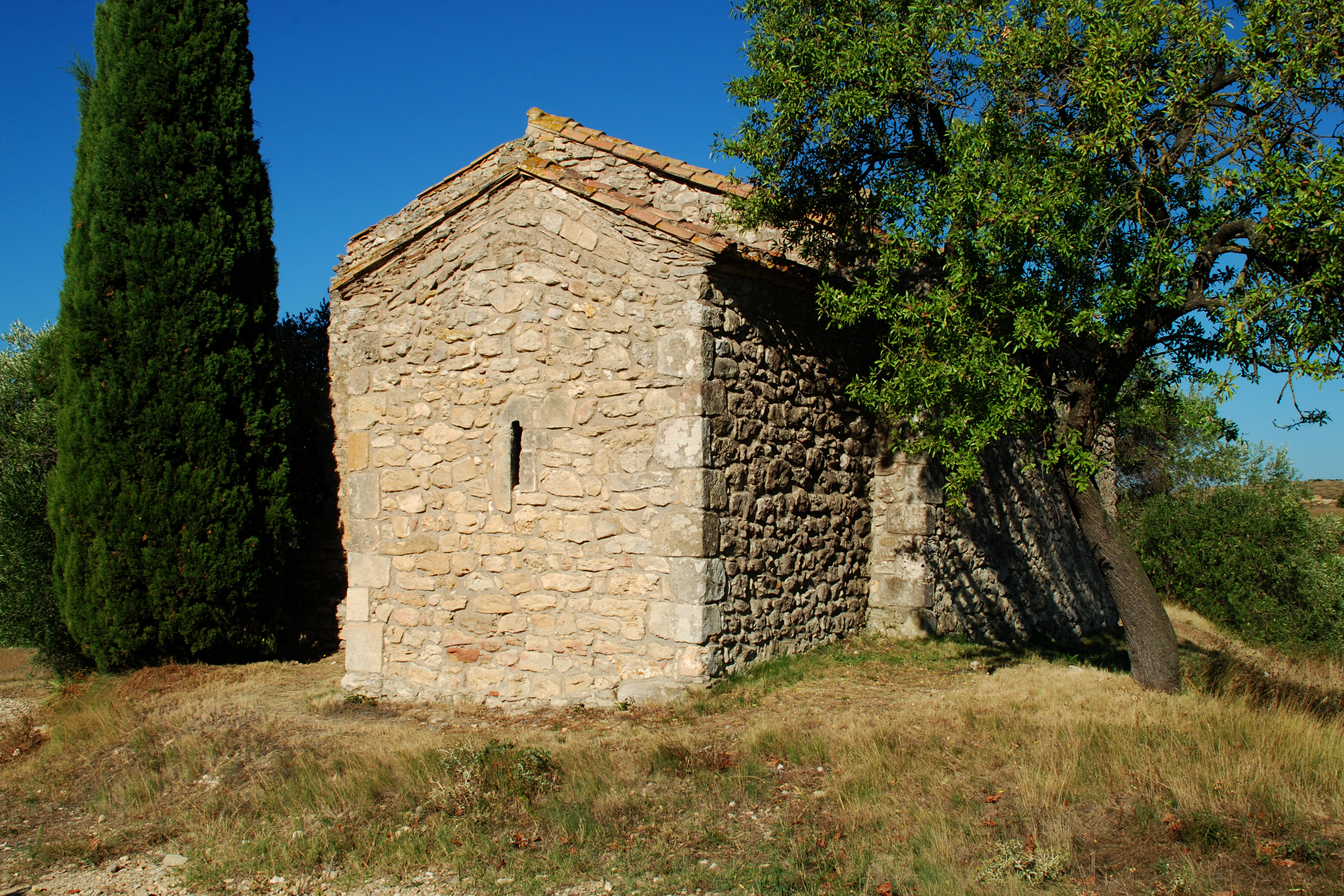
Chapelle Saint-Laurent de Moussan.
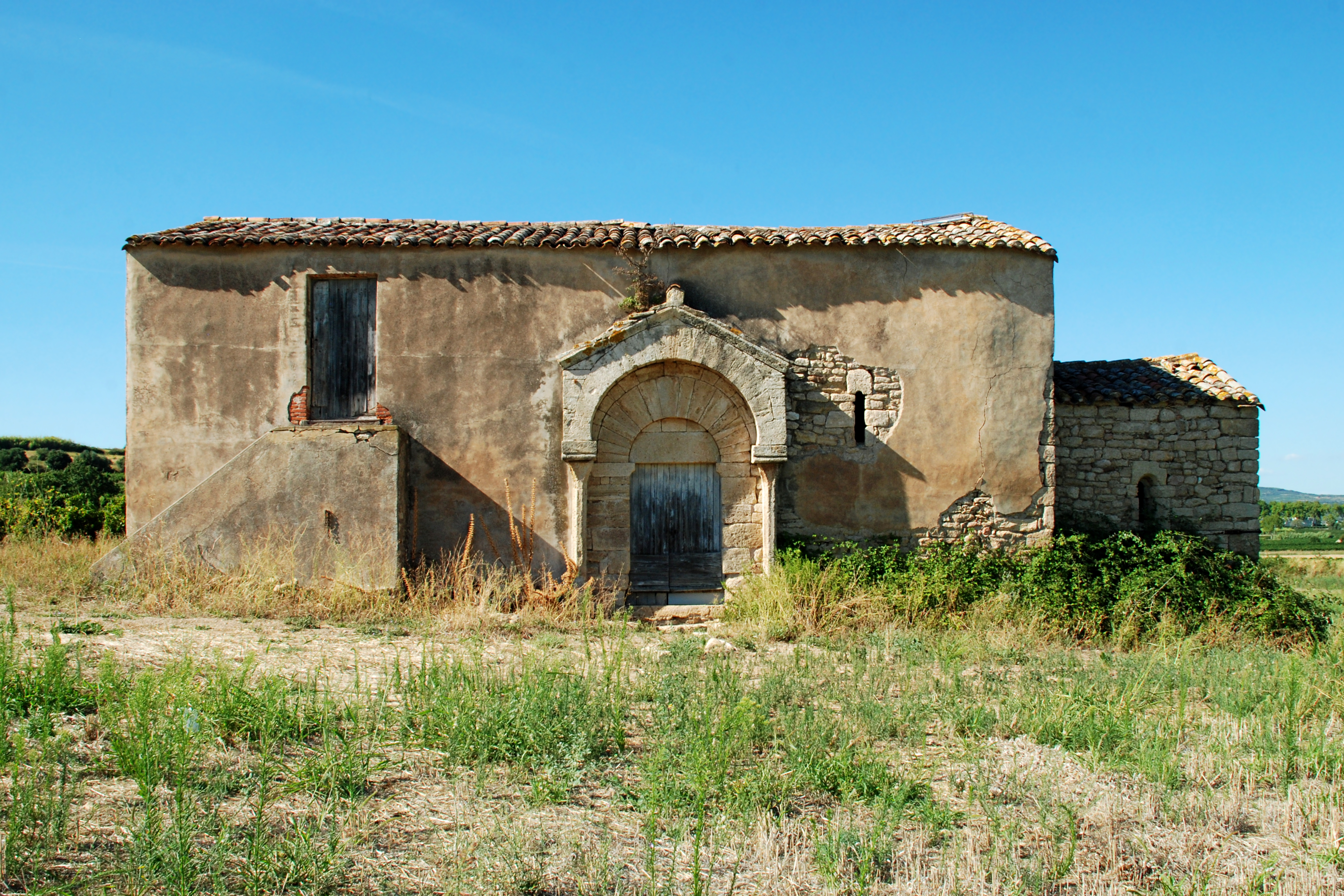
Chapelle Saint-Nazaire de Roujan.

### Le chevet roman

#### Le chevet roman lombard

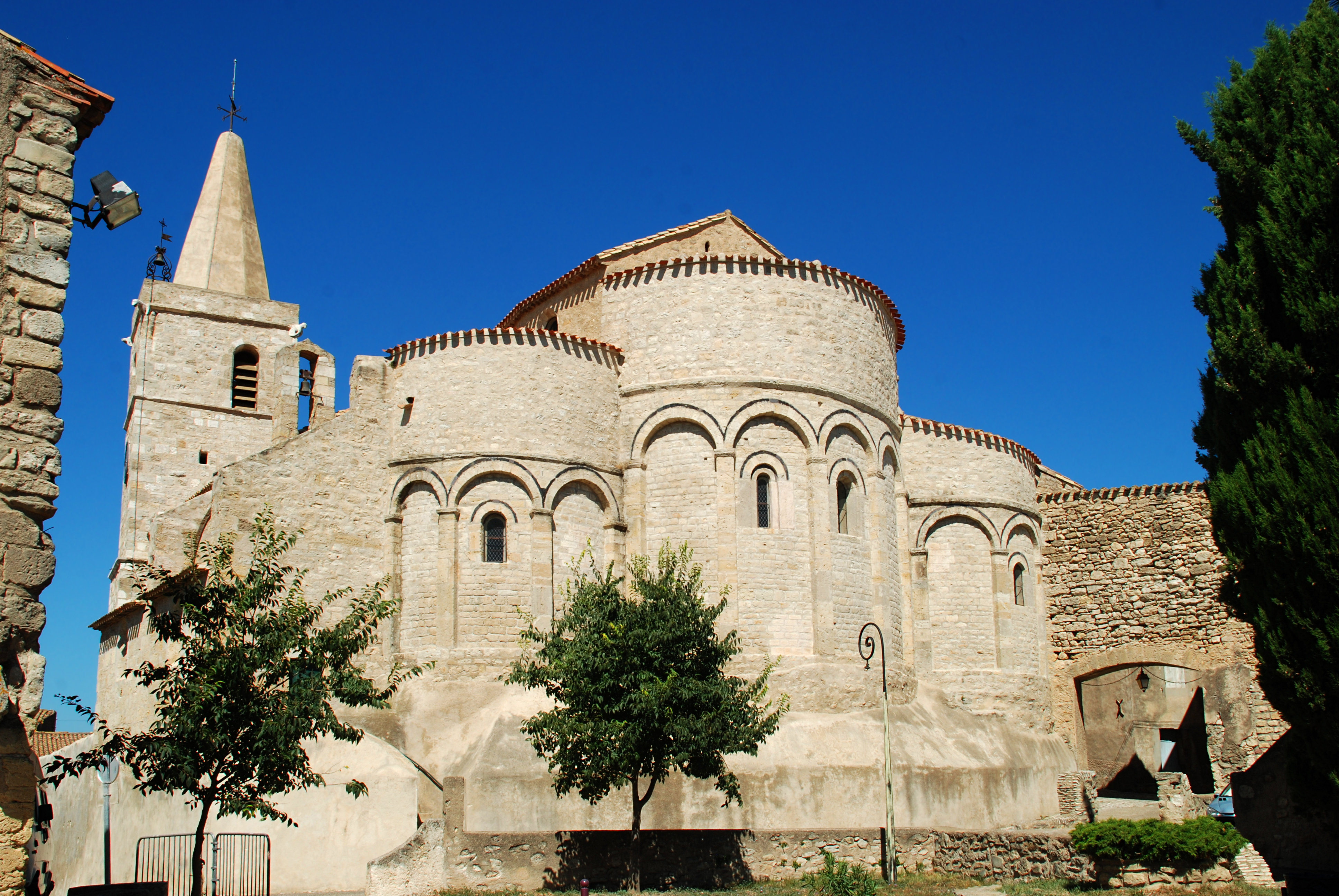
Ouveillan.

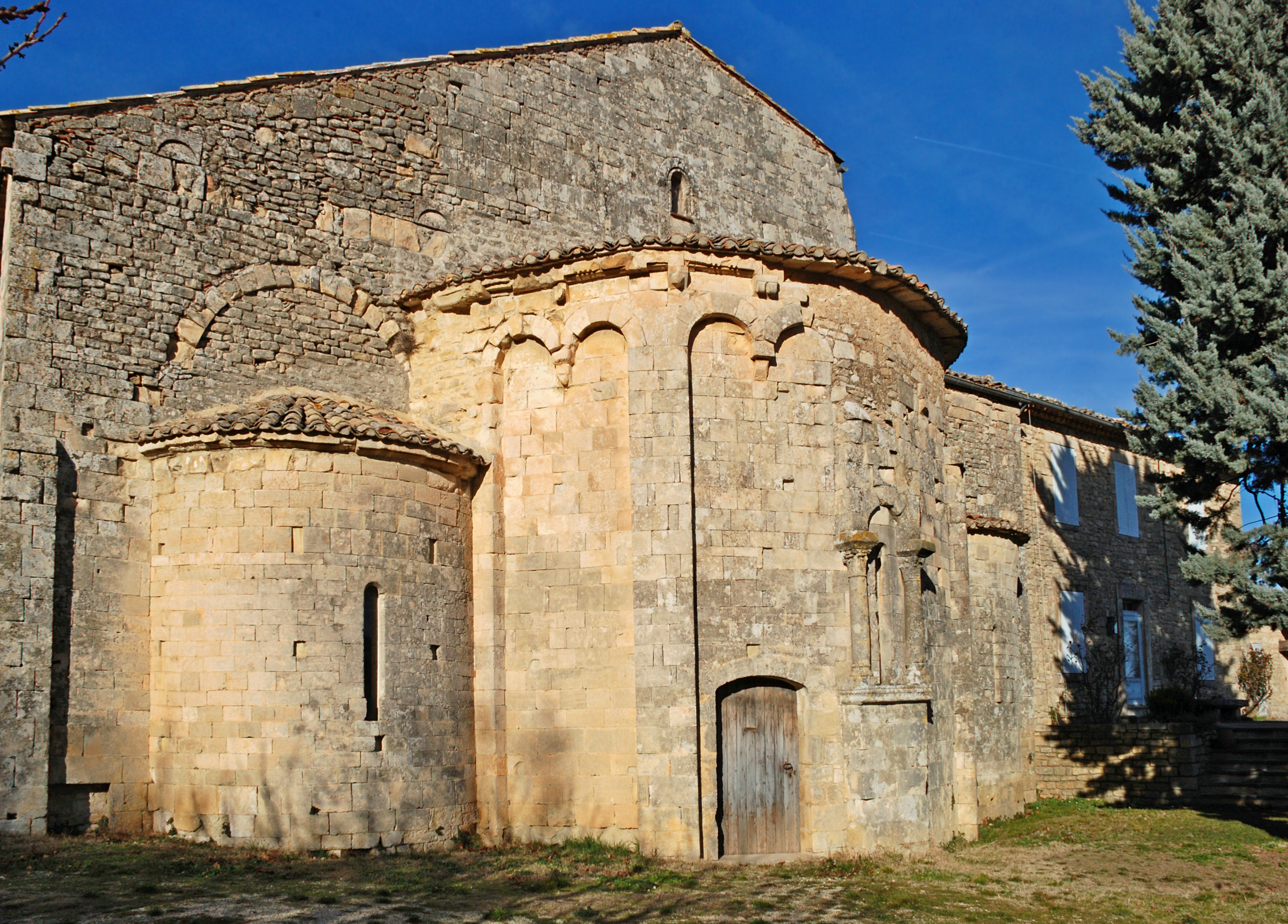
Saignon.

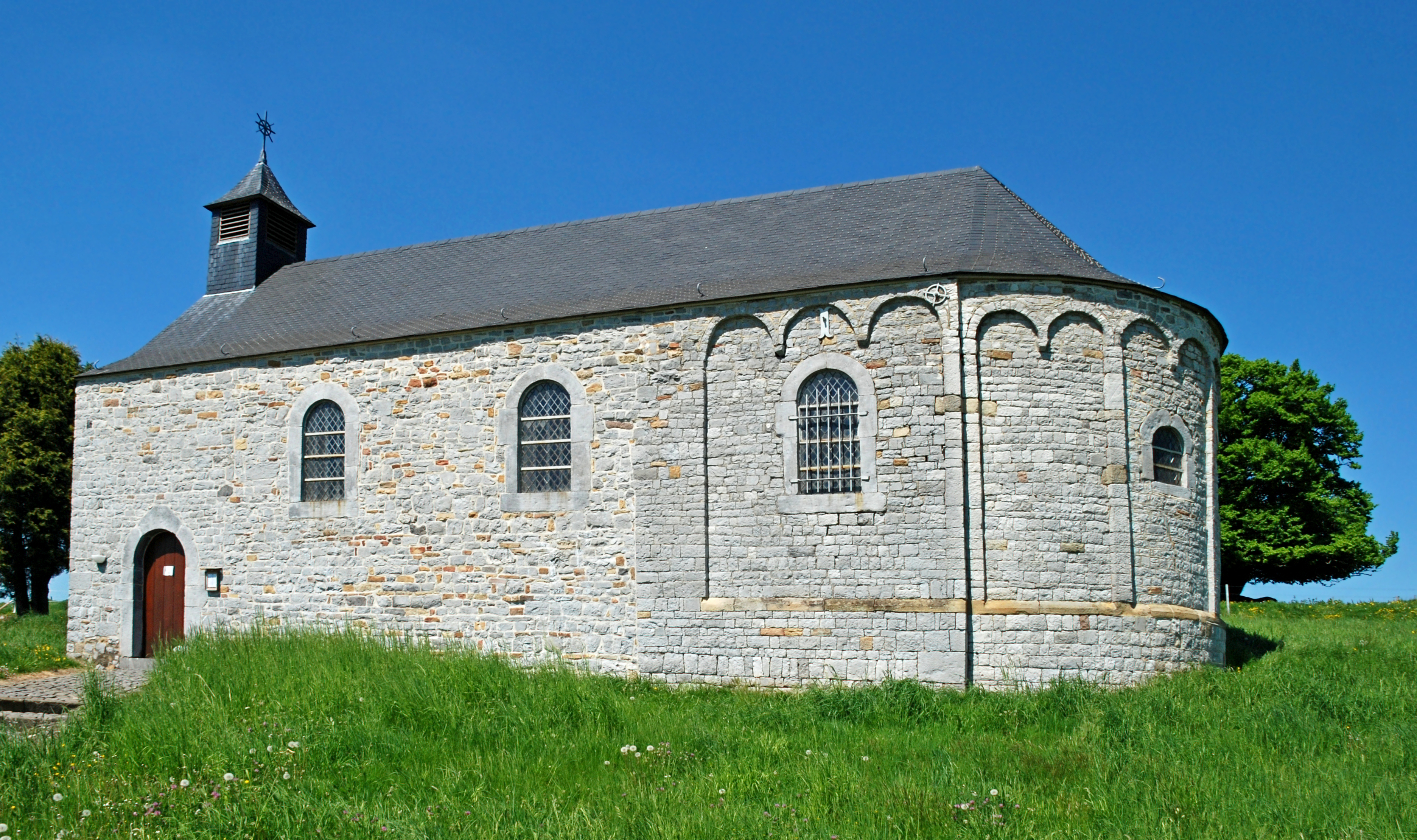
Limet.

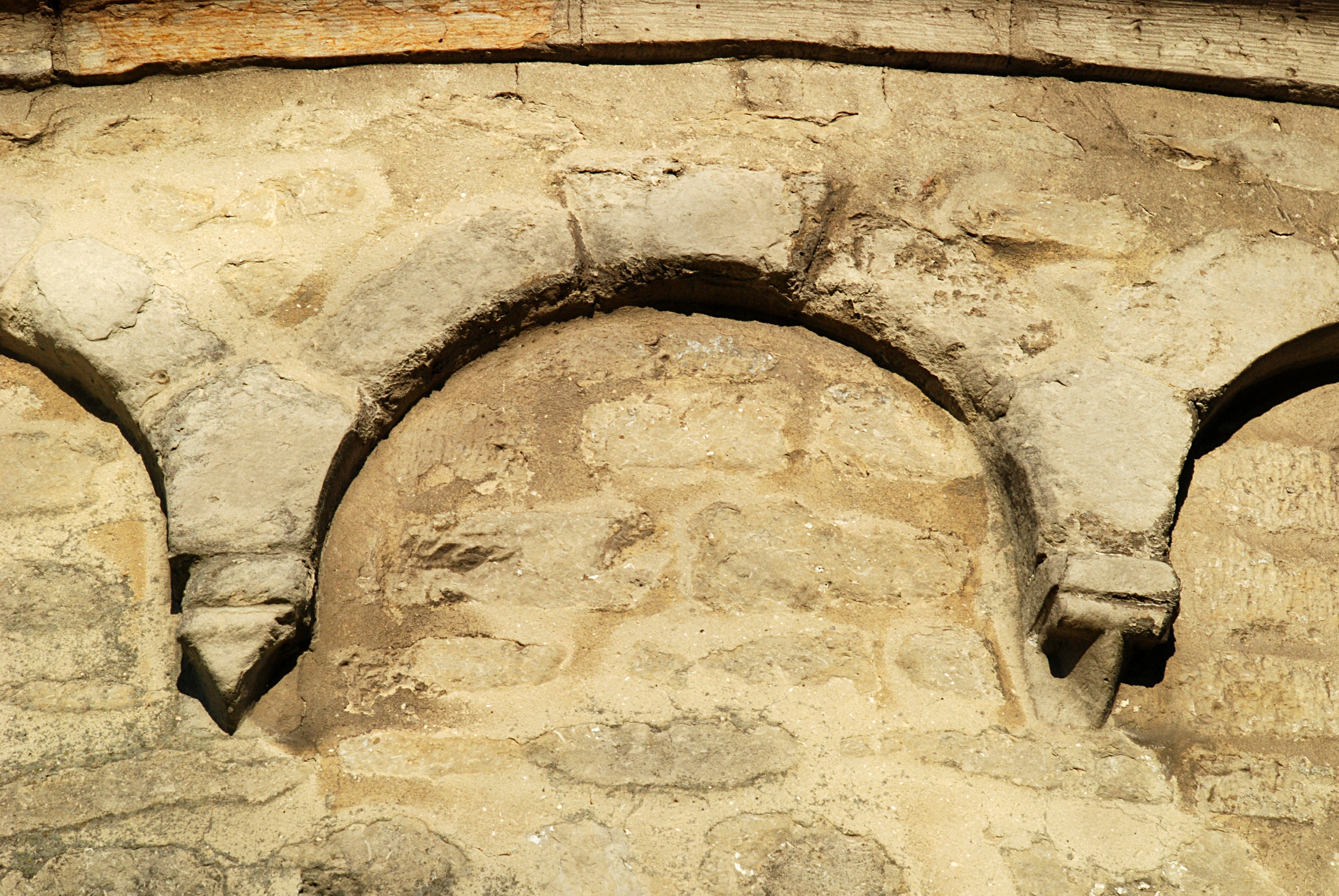
Notre-Dame du Roux.

Le chevet de style roman lombard apparaît au début du XIe siècle. Il présente une décoration de bandes lombardes composées de lésènes et d'arcatures constituées de petits arcs groupés généralement par deux ou par trois mais parfois par cinq, comme à Saint-André-de-Buèges.

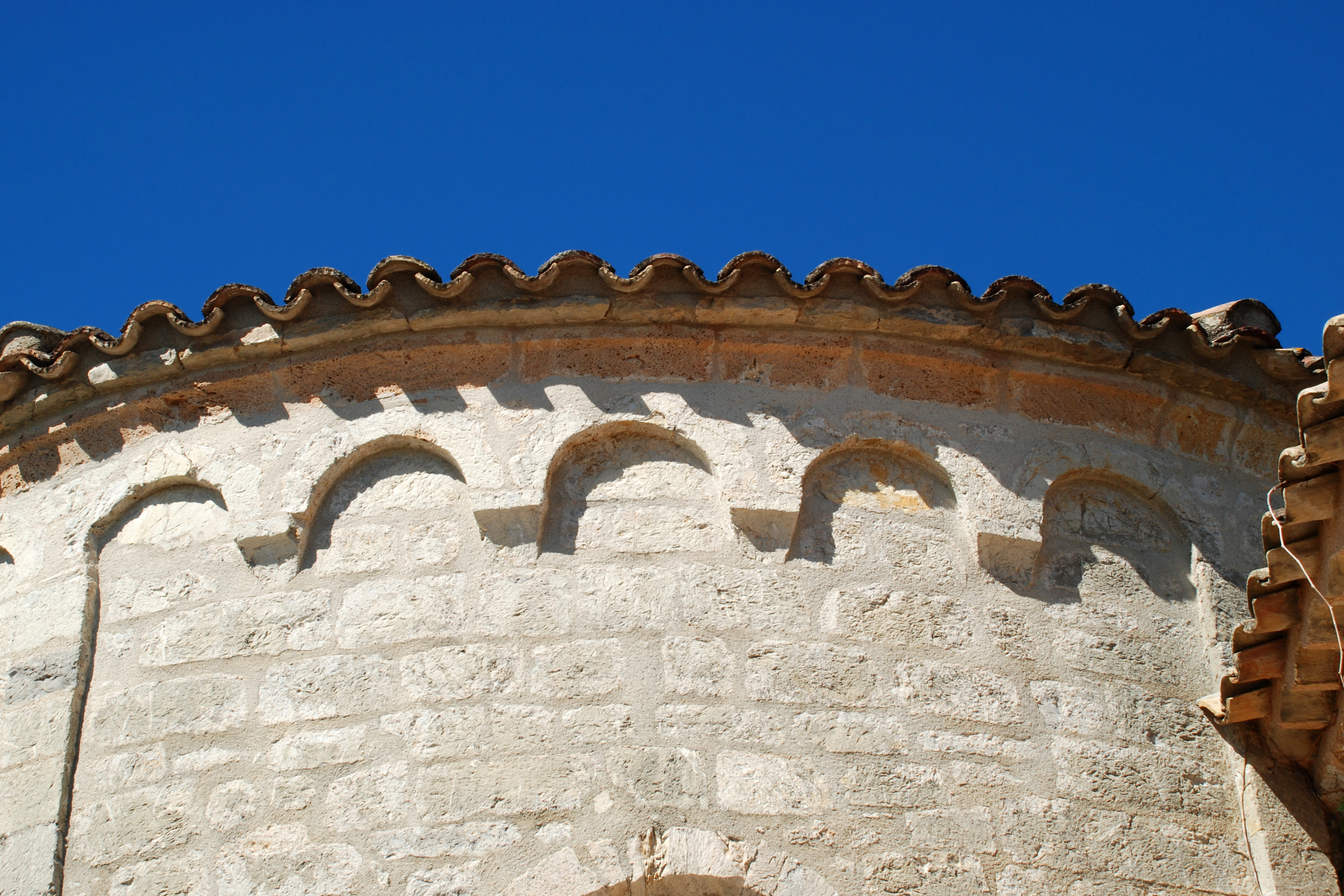
Saint-André-de-Buèges.

Les chevets de style roman lombard édifiés durant la première moitié du XIe siècle (« premier art roman » ou « premier âge roman ») présentent une maçonnerie de moellons (comme à Cesseras) tandis que ceux qui leur sont postérieurs présentent une maçonnerie faite de blocs de pierre de taille soigneusement appareillée (exemples : Saint-Pierre-de-Rhèdes et Valergues).
Ils peuvent être composés d'une abside unique ou d'une abside centrale flanquée d'absidioles. De beaux exemples de chevet lombard à absidioles se trouvent à Escales, Ouveillan, Quarante et Saignon. Dans certains cas, comme à Ocquier, les absidioles se trouvent en retrait par rapport à l'abside centrale, à hauteur de la travée de chœur.
Exemples :
- église Saint-Lambert de Bois (Belgique)
- église Saint-Étienne de Blomac
- église Saint-Romain de Caldégas
- chapelle Saint-Germain de Cesseras
- église Saint-Martin d'Escales
- église Saint-Pierre-de-Rhèdes de Lamalou-les-Bains
- chapelle Saint-Pierre de Limet (Belgique)
- église Notre-Dame des Escaliers de Marcevol
- église Saint-Remacle d'Ocquier (Belgique)
- église Saint-Jean-l'Évangéliste d'Ouveillan
- église Saint-Saturnin de Pouzols-Minervois
- église Sainte-Marie de Quarante
- chapelle Notre-Dame du Roux (Frasnes-lez-Gosselies, Belgique)
- abbaye Saint-Eusèbe de Saignon
- abbatiale Saint-Polycarpe de Saint-Polycarpe (chevet roman lombard surhaussé ultérieurement, la partie surélevée étant polygonale)
- église de Saint-Martin de Sossenac
- église Saint-Martin d'Ur
- église Sainte-Agathe de Valergues
- église Saint-Pierre de Valflaunès
- église Saint-Martin de Vinassan

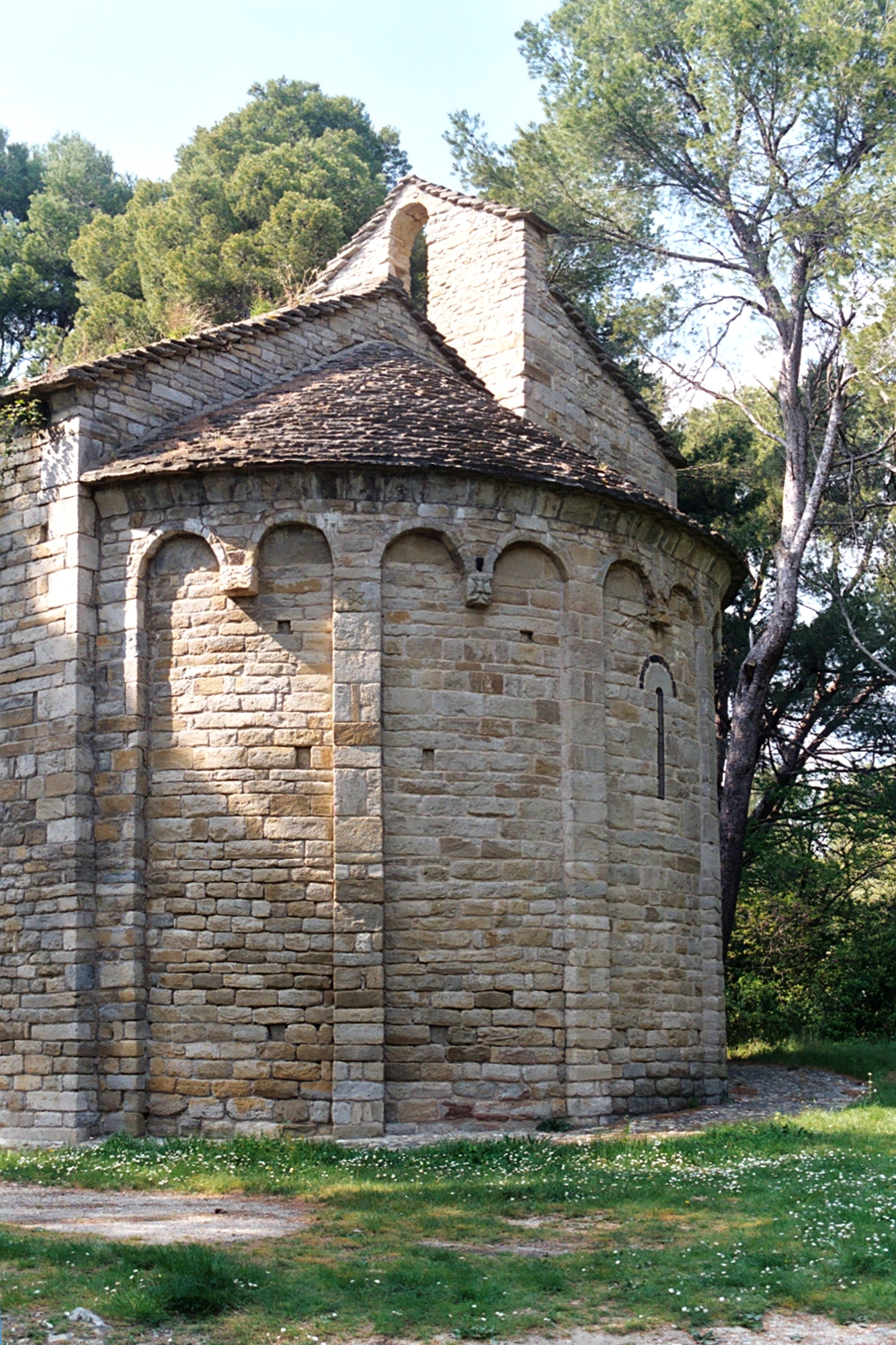
Cesseras.
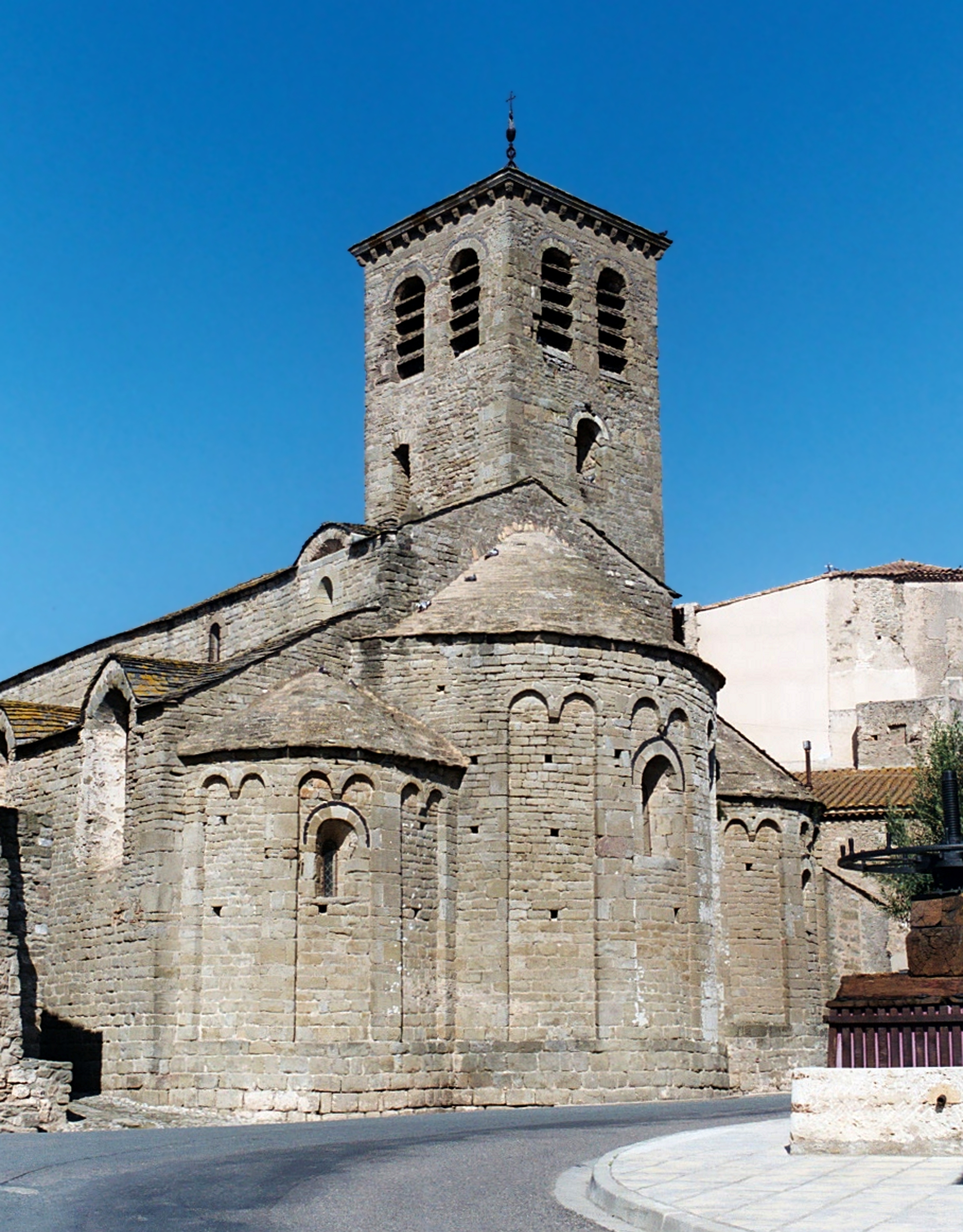
Escales.
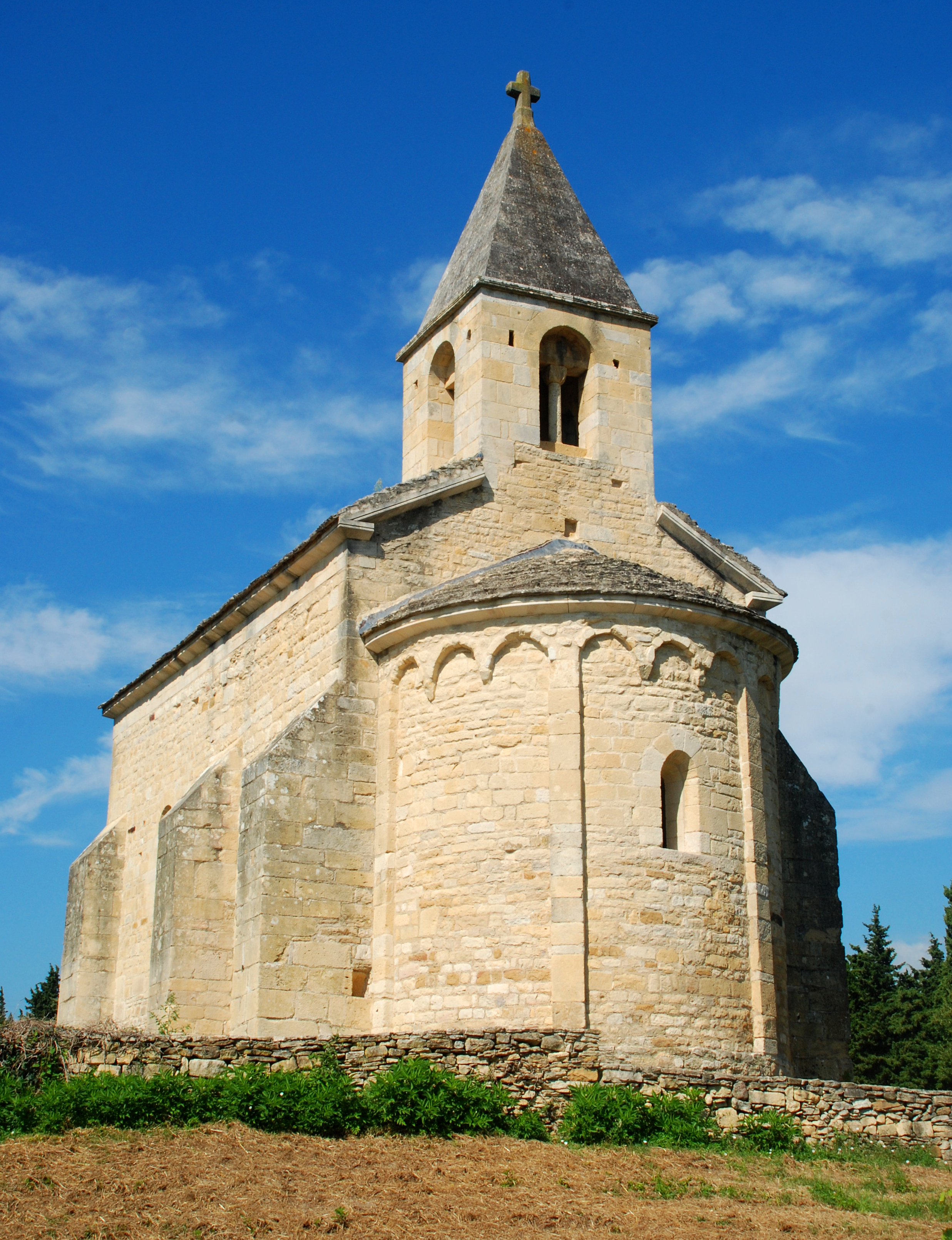
Vénéjan.
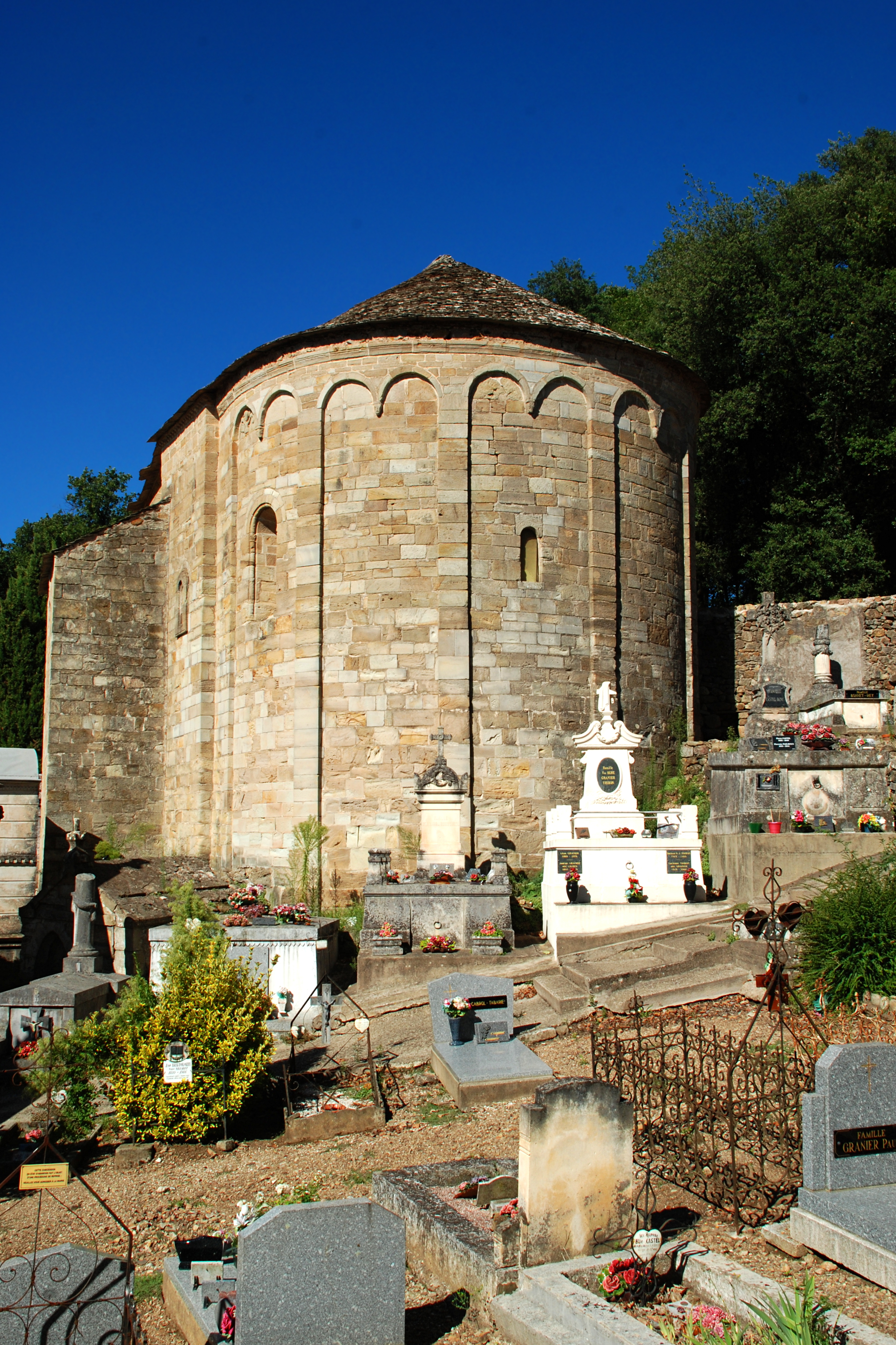
Saint-Pierre-de-Rhèdes.

#### Le chevet avec abside en hémicycle

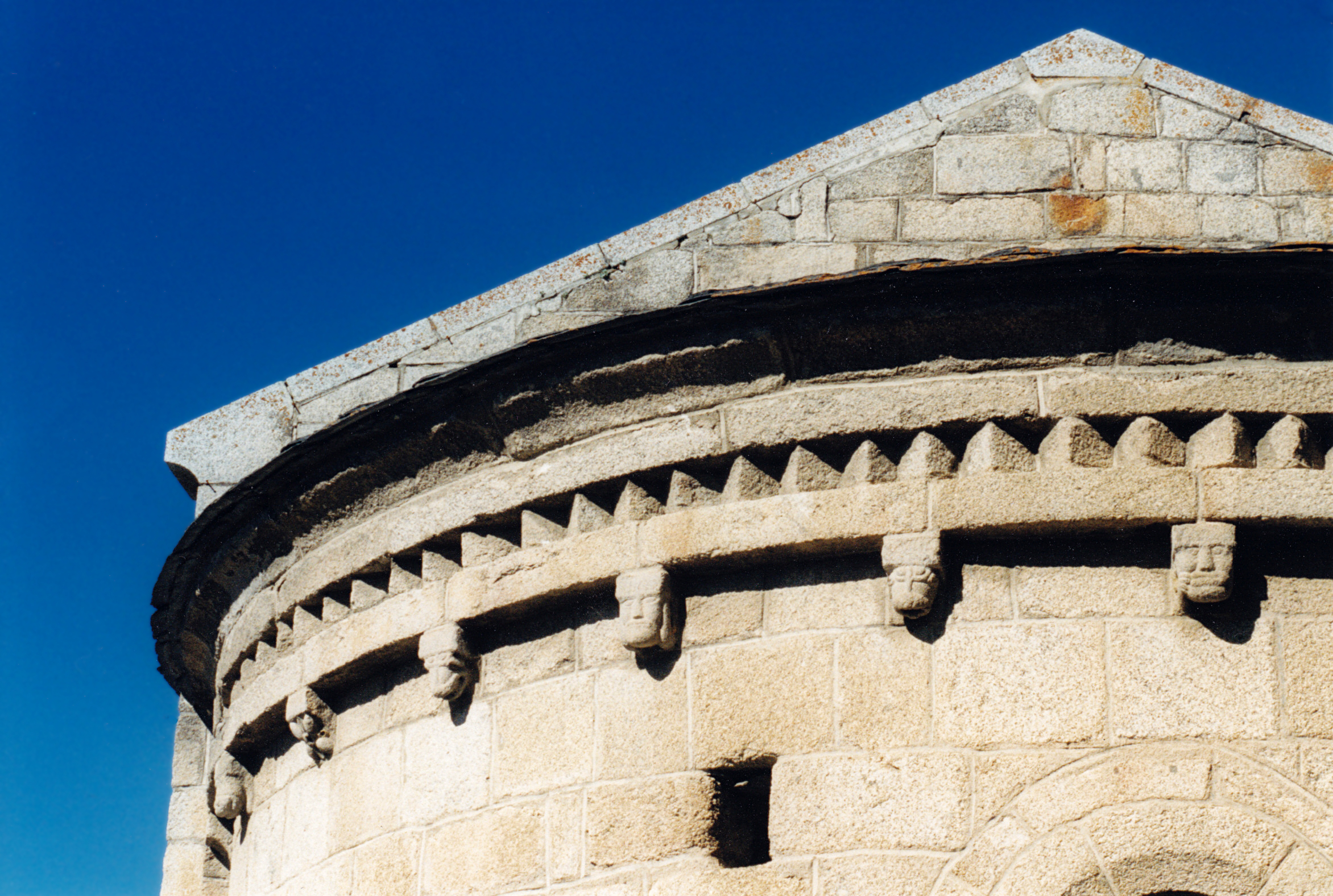
Frise de dents d'engrenage
de l'église Saint-Julien d'Estavar.

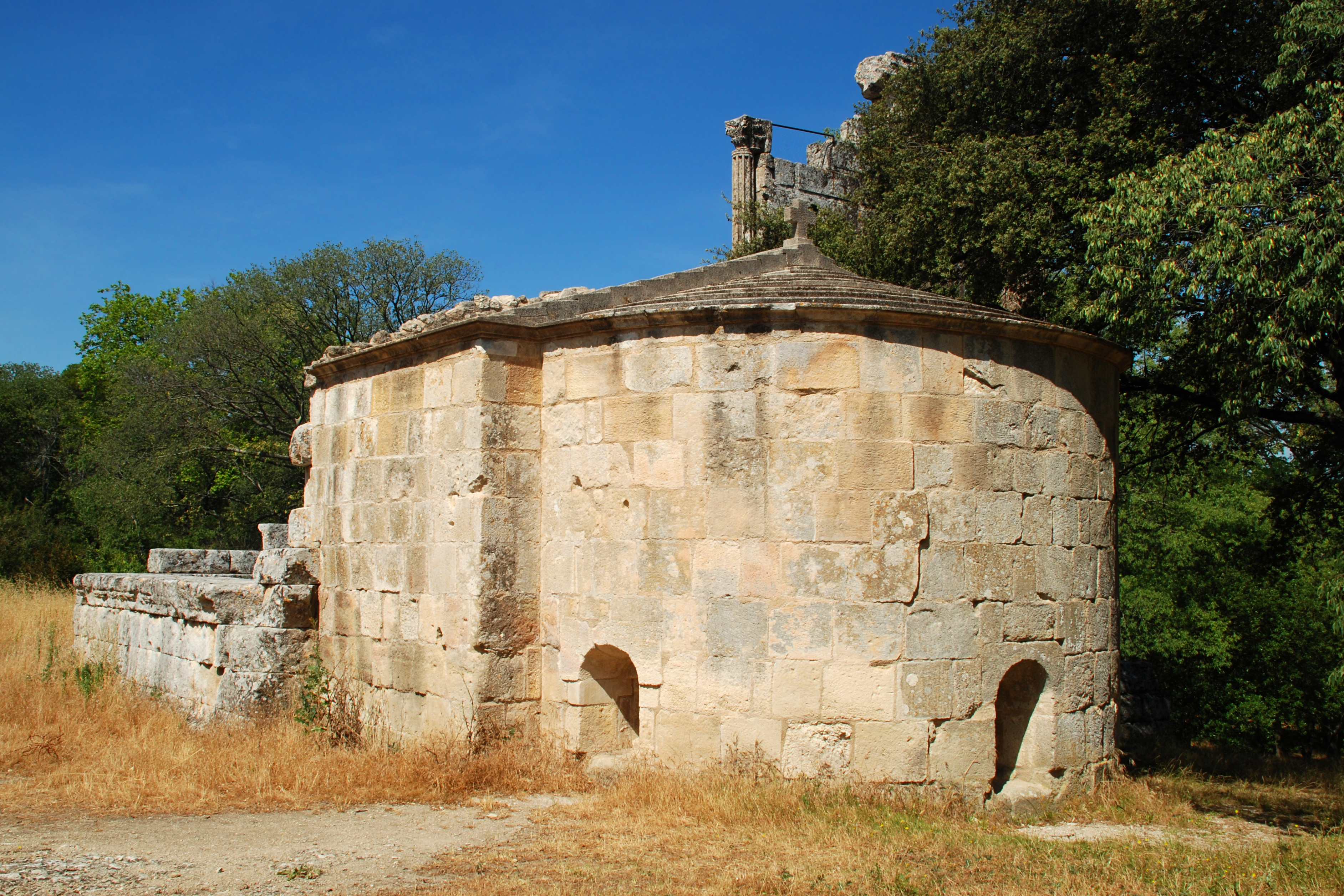
Château-Bas.

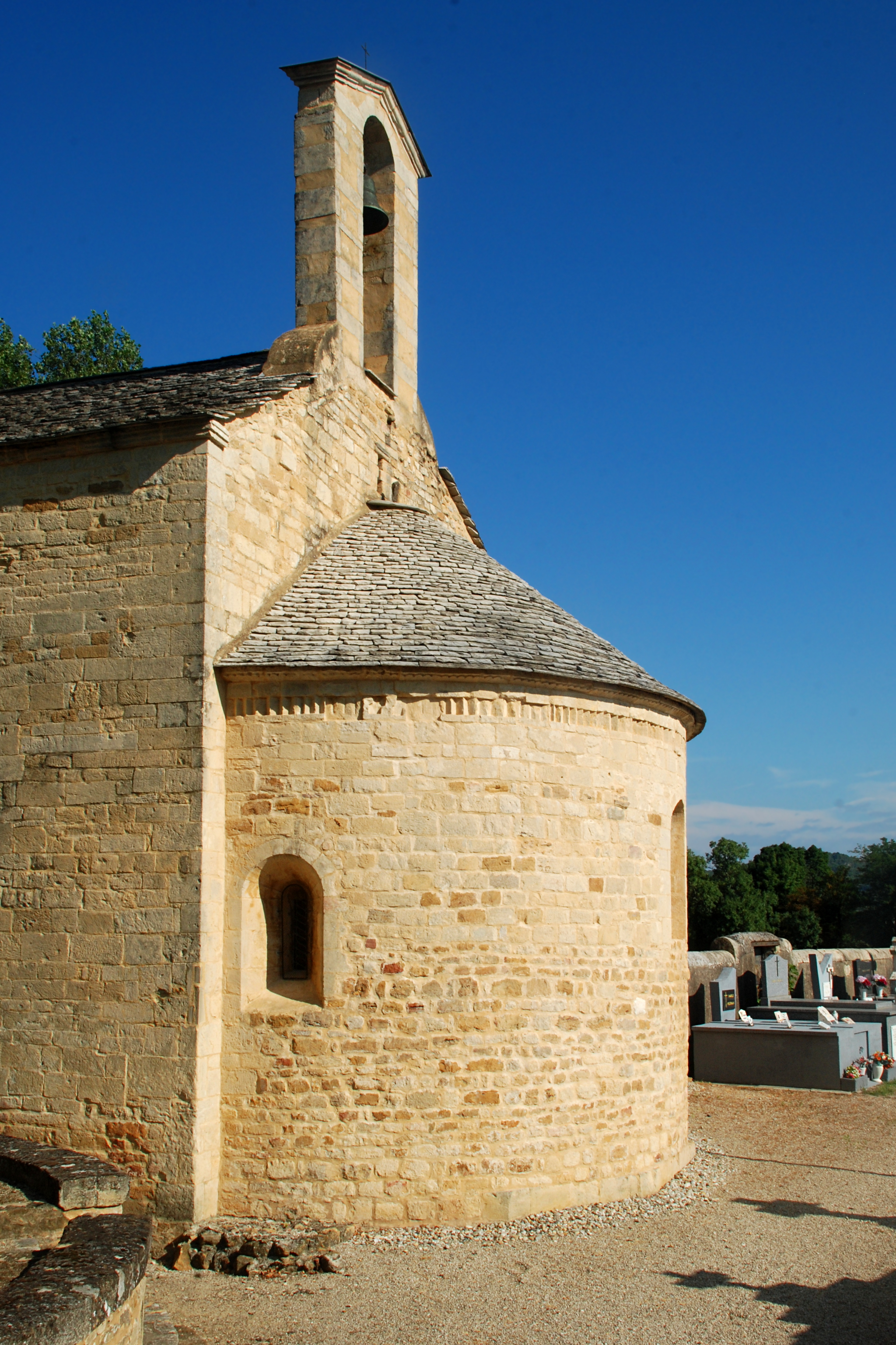
Saint-Julien-de-Pistrin.

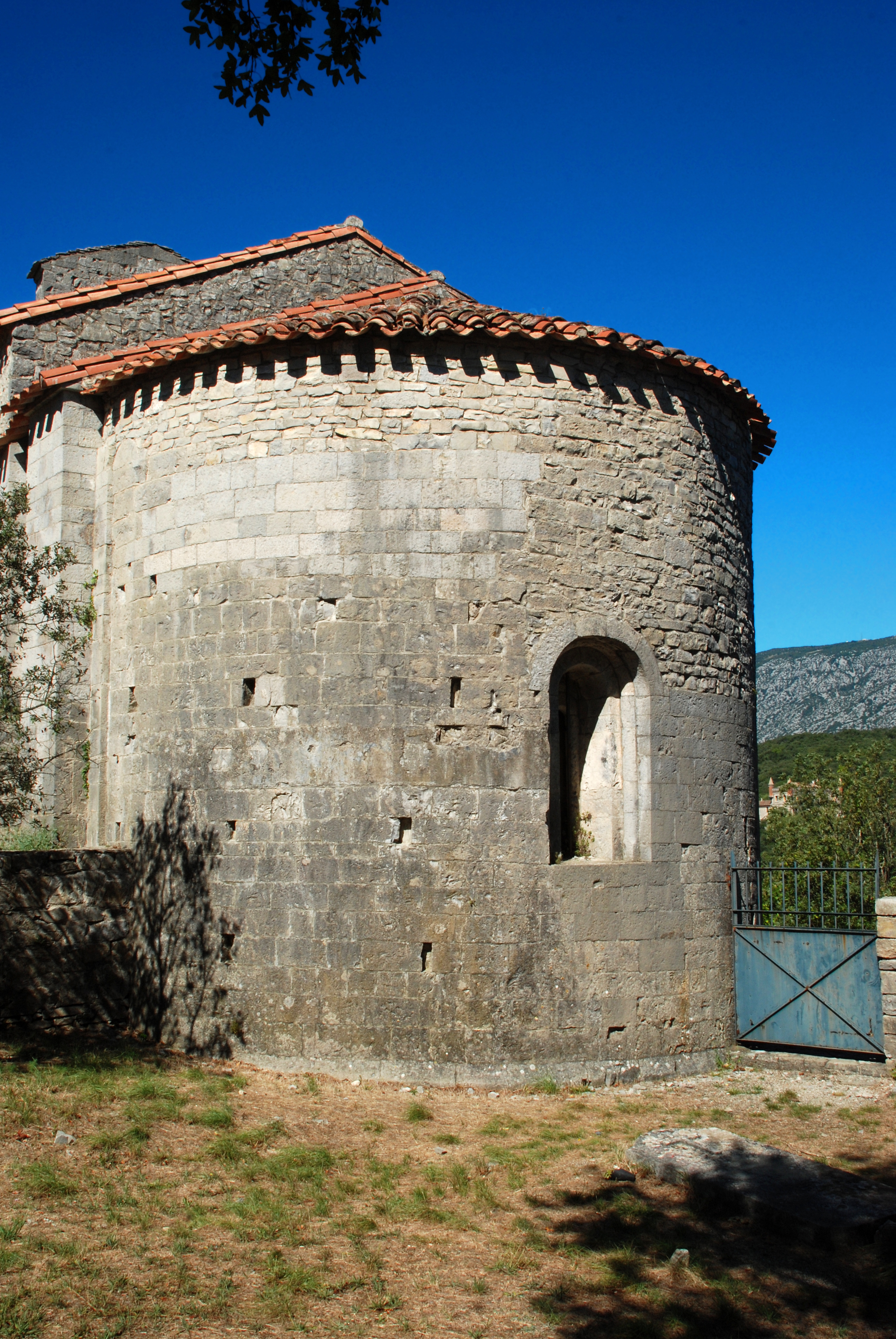
Issensac.

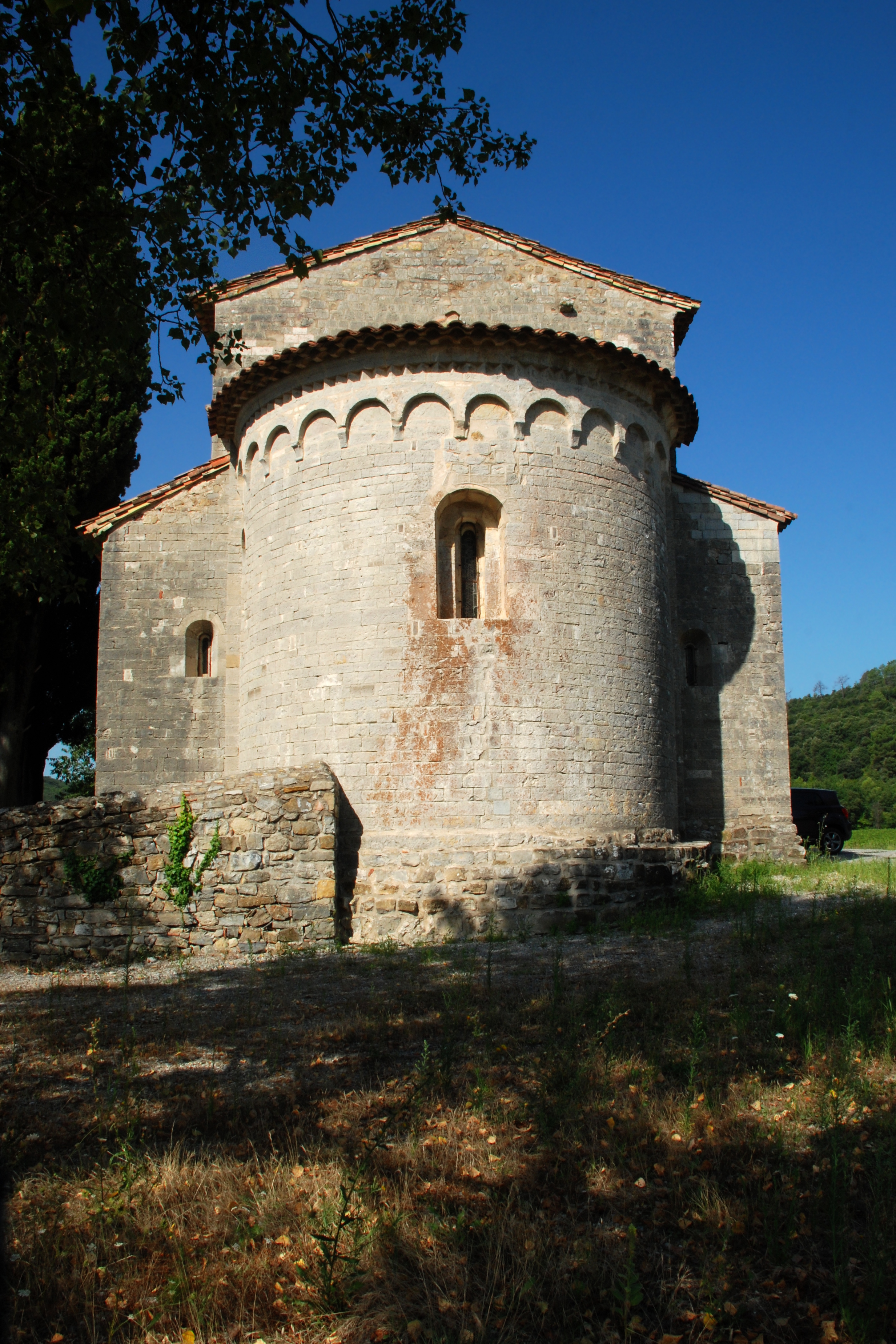
Tornac.

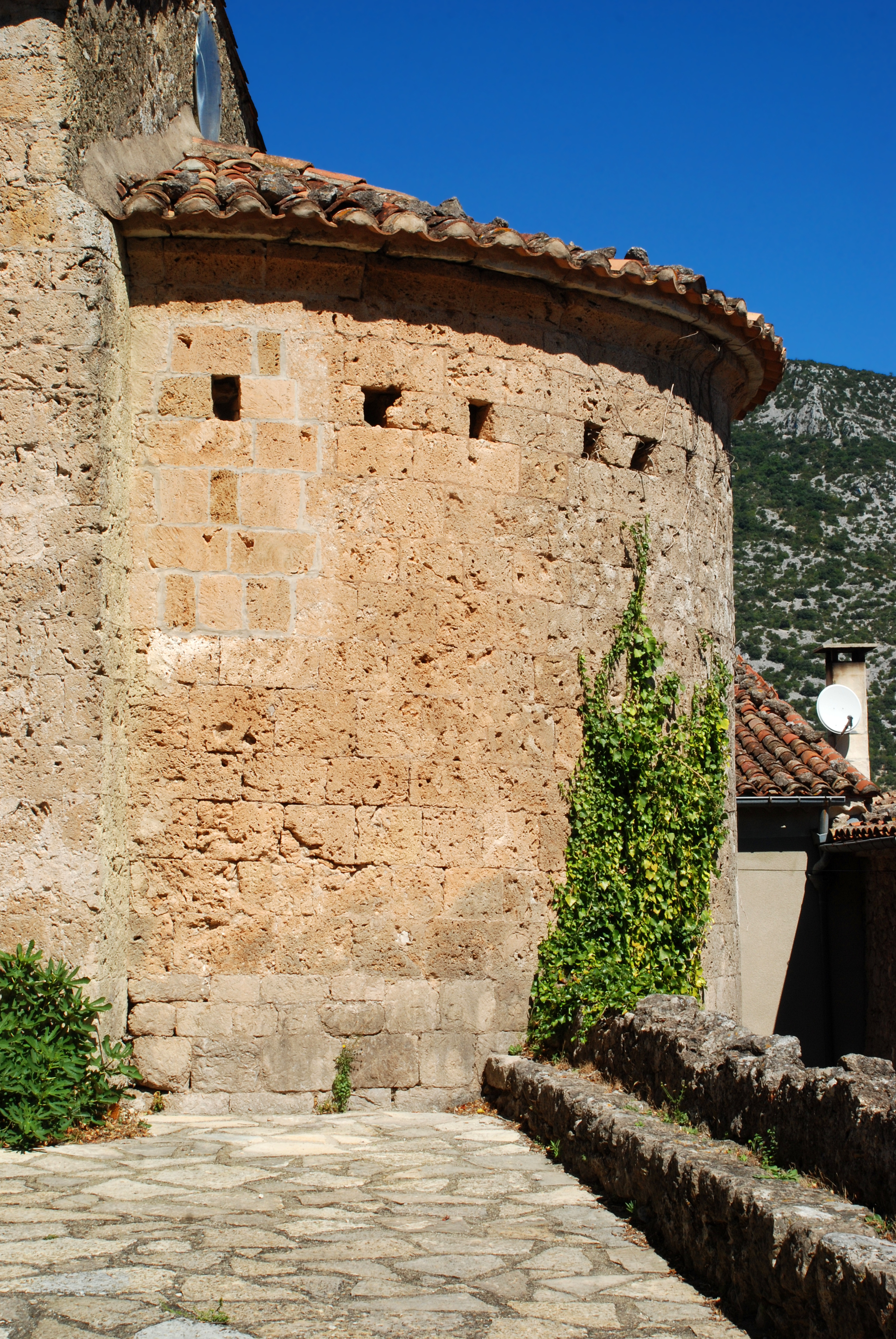
Pégairolles-de-Buèges.

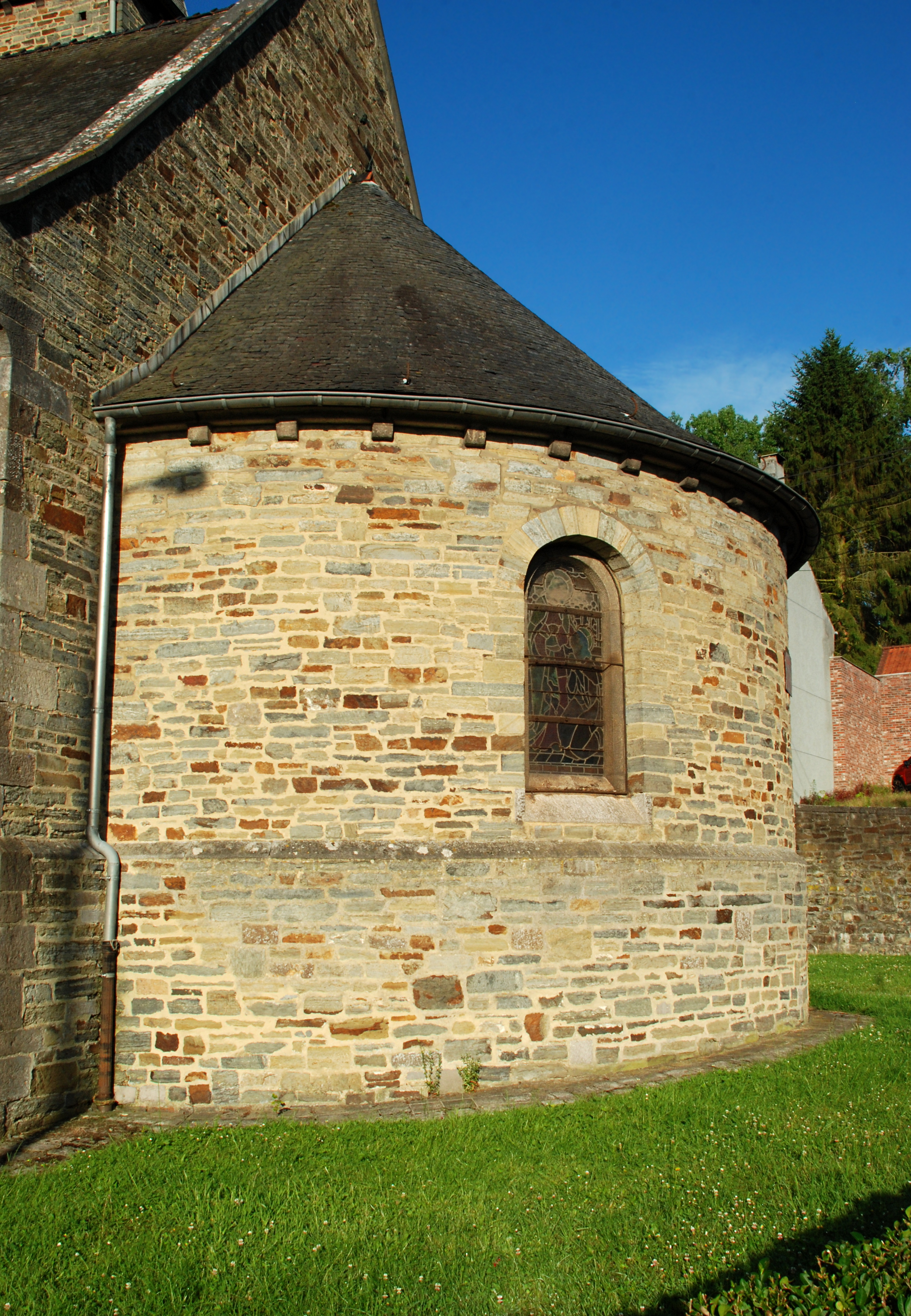
Villers-la-Ville.

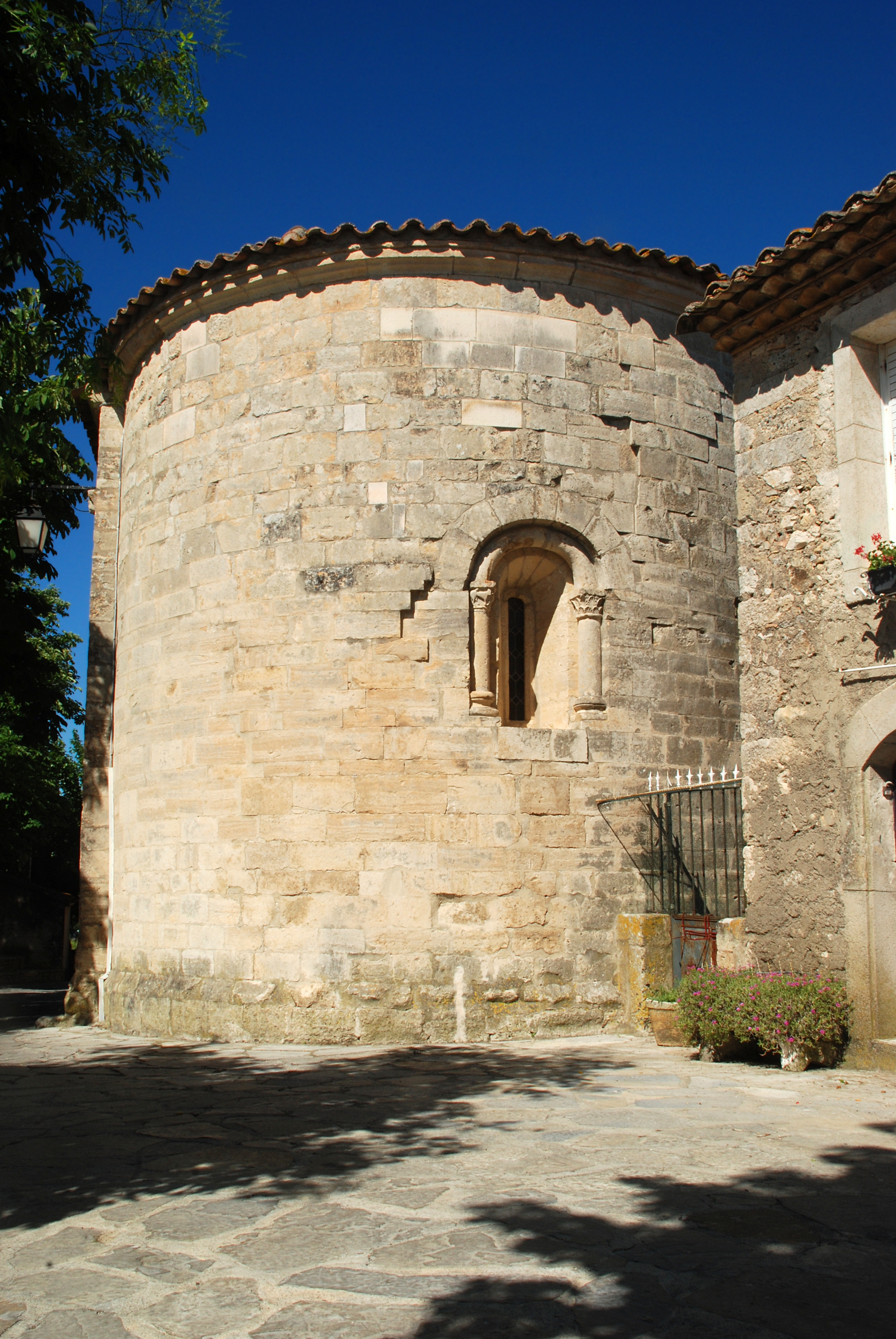
Guzargues.

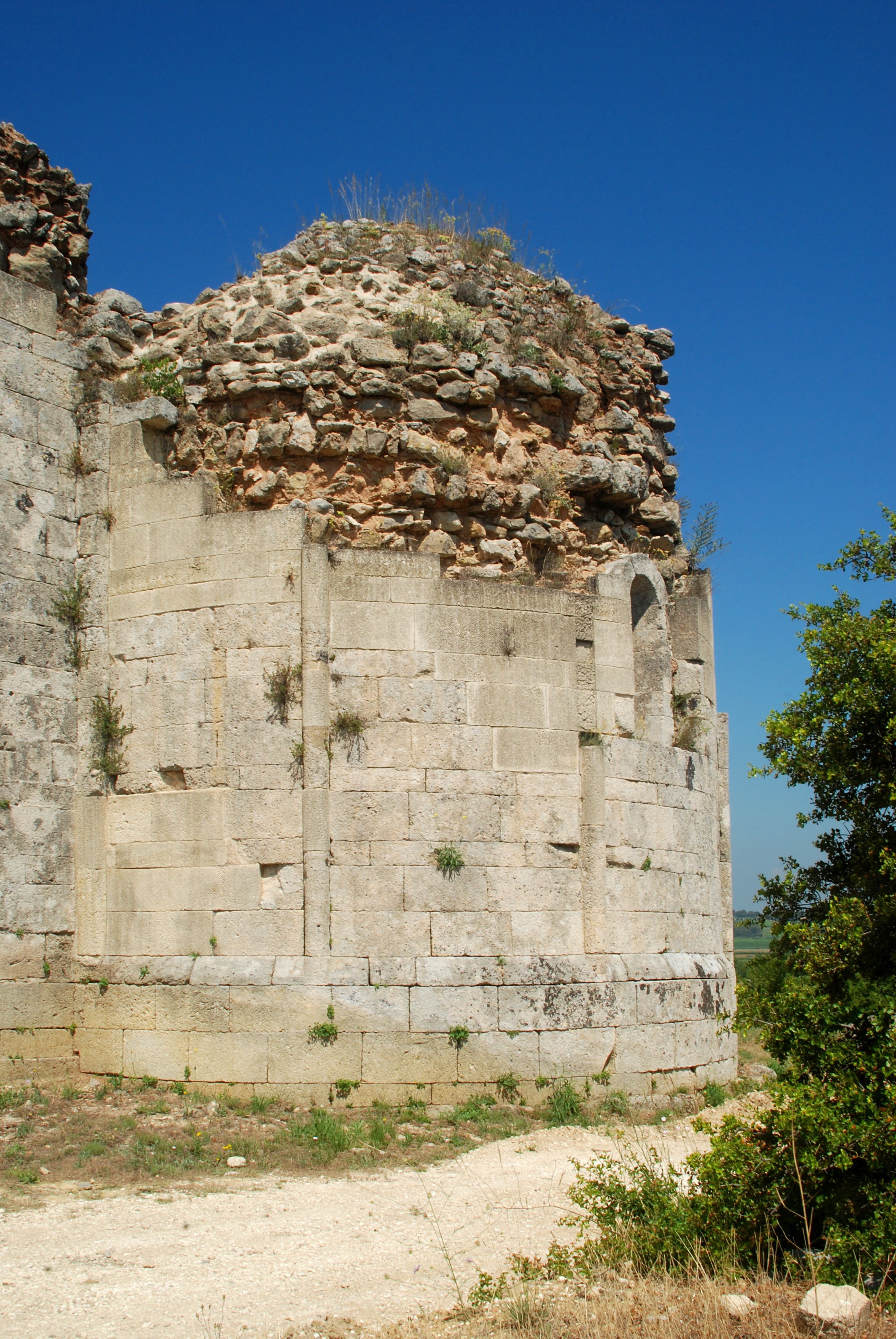
Souvignargues.

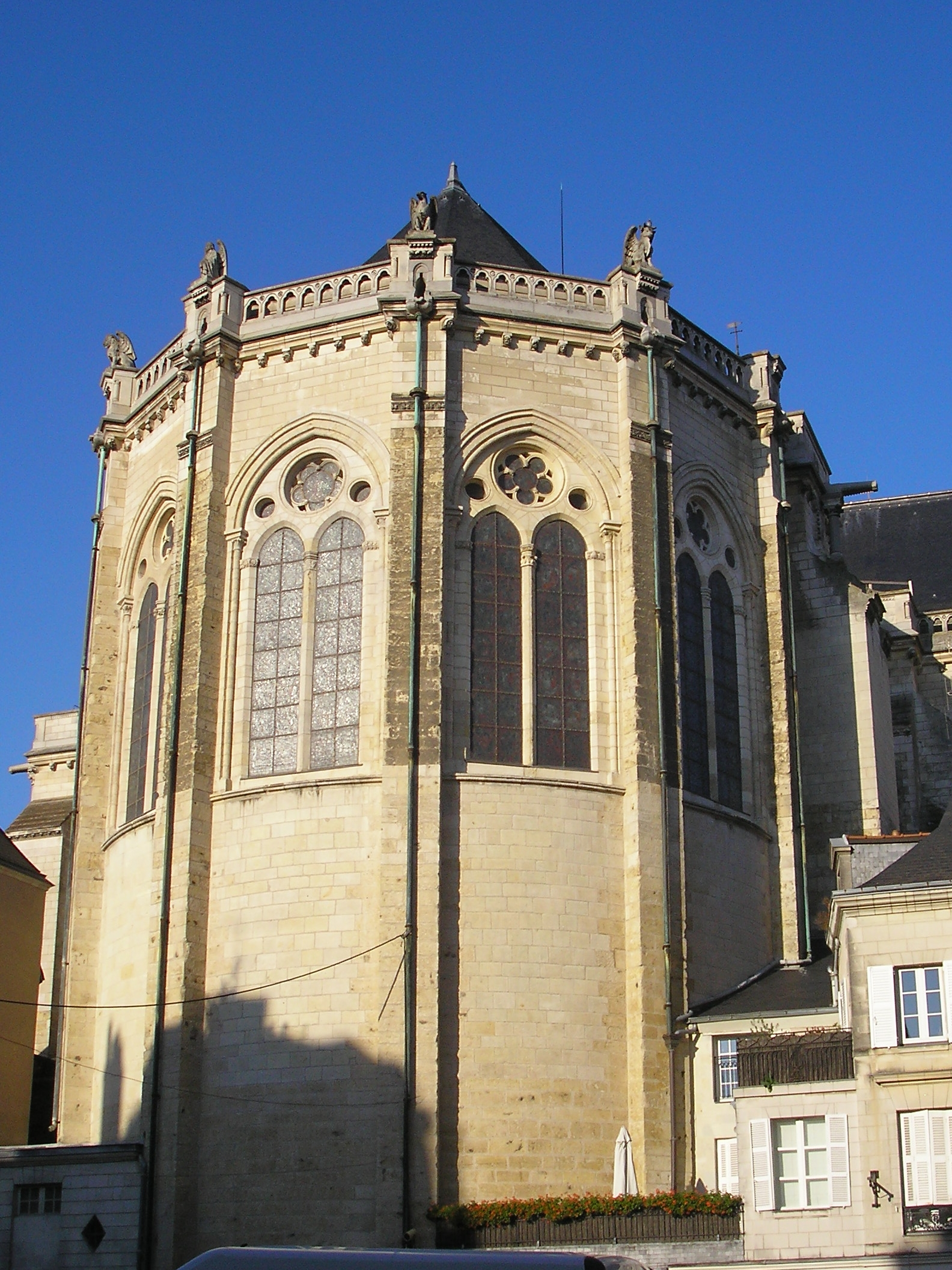
Chevet de la cathédrale d'Angers.

Le chevet avec abside unique en hémicycle est un type de chevet très répandu.
Dans certains cas, l'abside est rythmée par des pilastres (comme à La Baume-de-Transit et à Lattes), par des colonnes engagées (comme à Saint-Vincent-de-Barbeyrargues), par une combinaison de pilastres et de colonnes comme à l'abbaye Saint-Pierre-Saint-Paul de Caunes-Minervois (où la partie inférieure du chevet est ornée de colonnes engagées et la partie supérieure de pilastres) ou par des contreforts portant des colonnes comme à La Godivelle.
Dans les cas d'abside simple sans pilastres ni colonnes, la partie haute de l'abside est parfois décorée d'une frise de dents d'engrenage, comme à Hix, Llo ou Estavar (en Cerdagne) ou encore à Campagne ou à Saint-Hilaire-de-Beauvoir (en Languedoc).

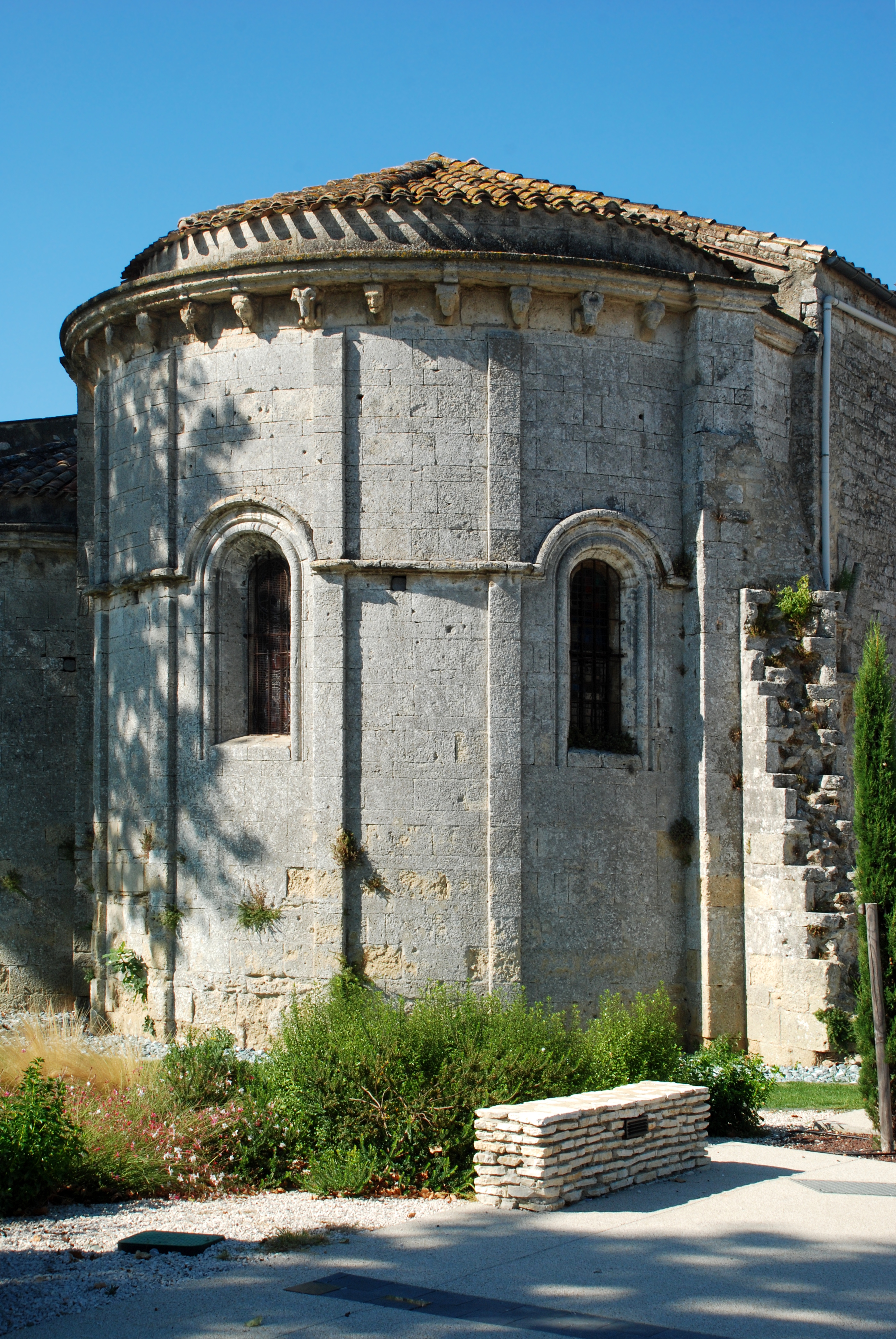
Lattes.
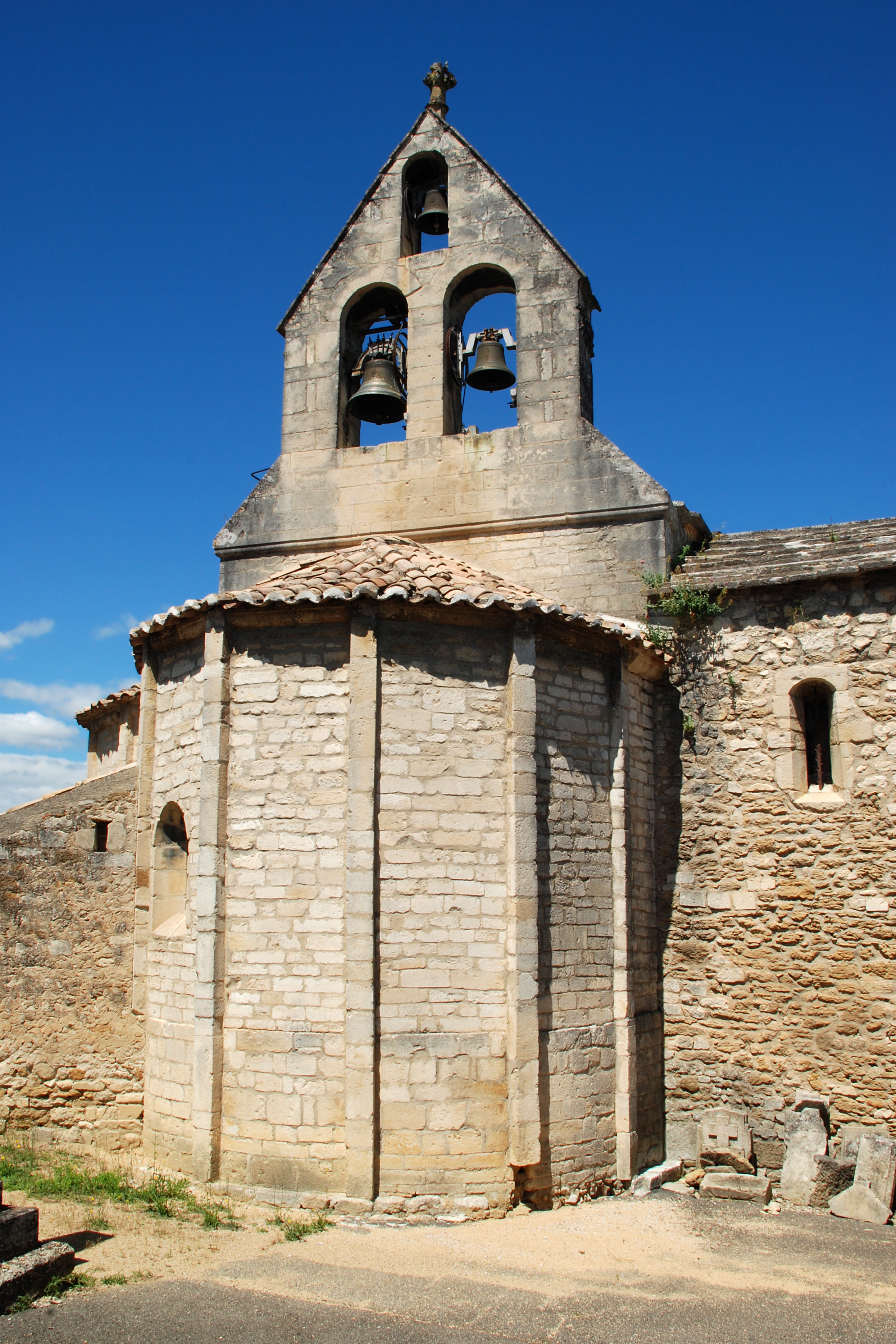
La Baume-de-Transit.
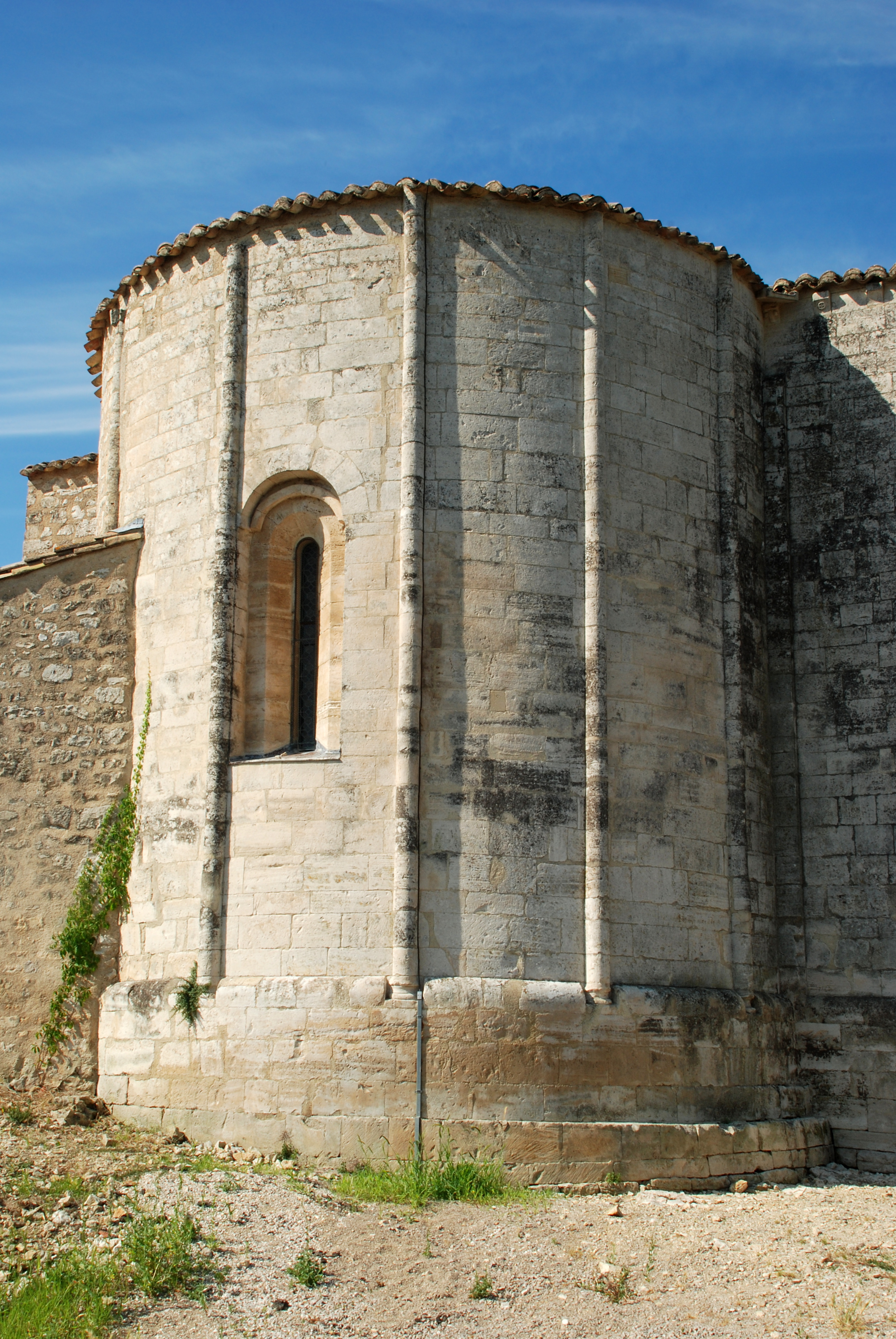
Saint-Vincent-de-Barbeyrargues.
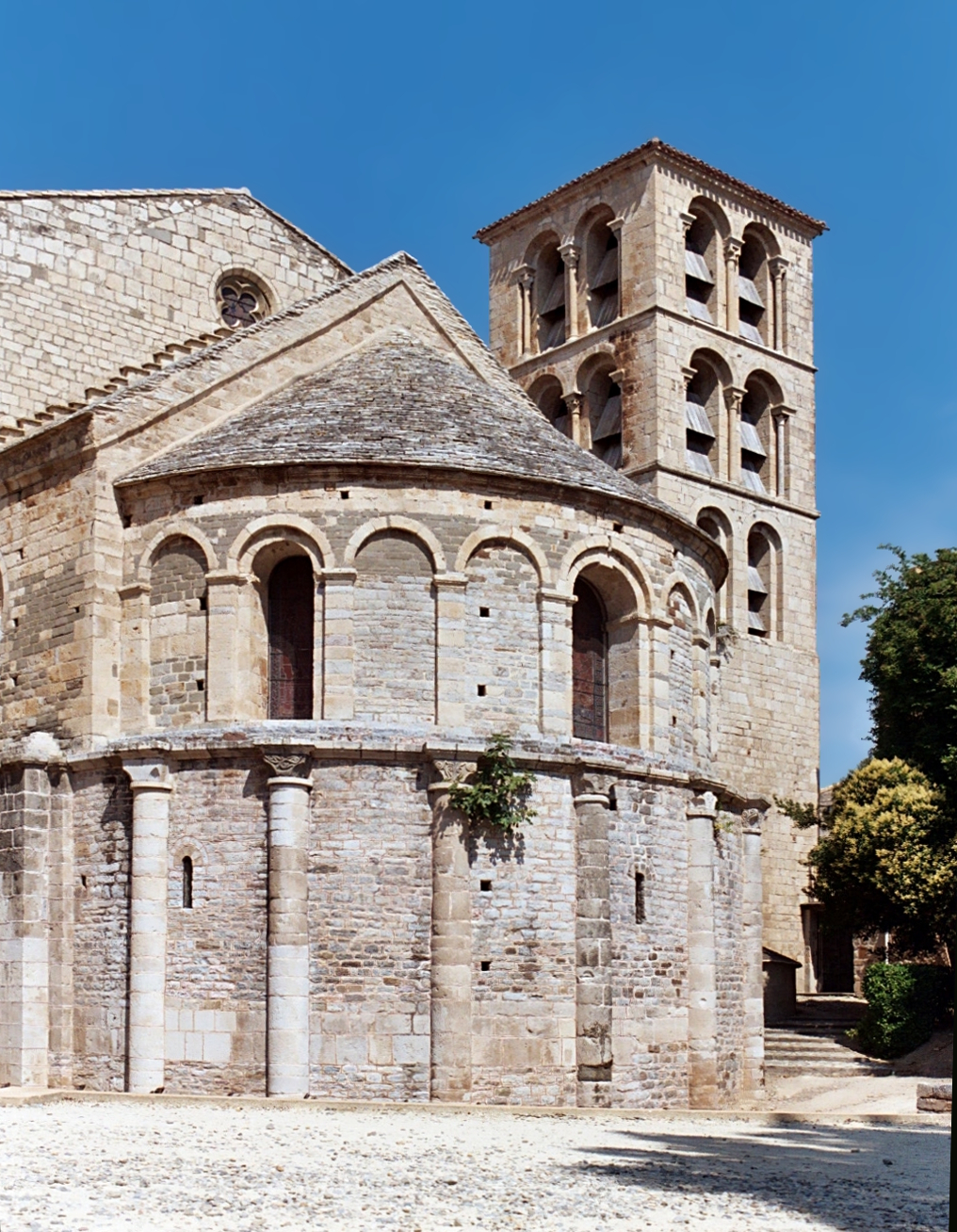
Caunes-Minervois.
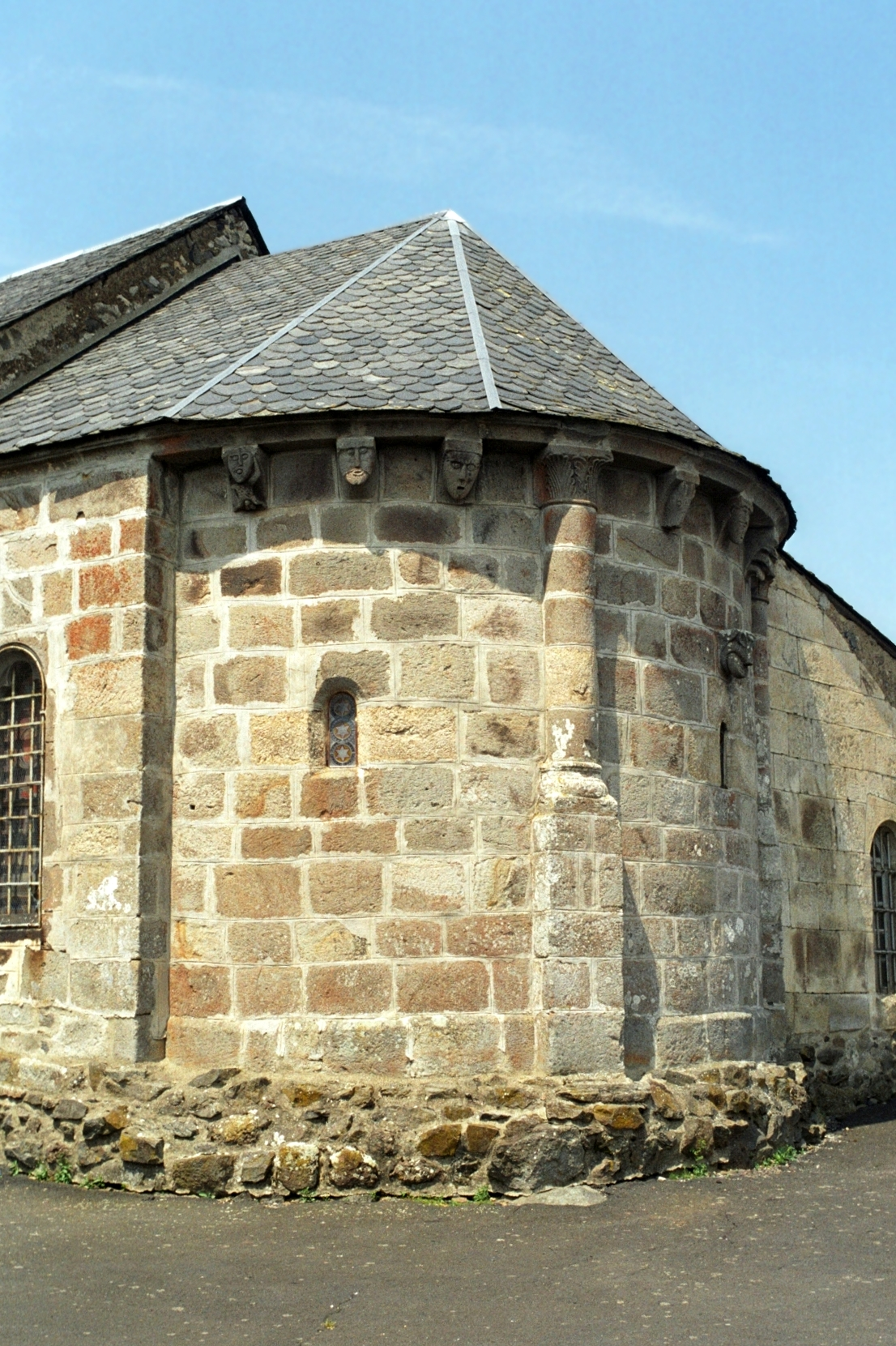
La Godivelle.

Exemples :
- église Saint-Martial d'Assas
- chapelle Notre-Dame d'Aubune
- chapelle Saint-Étienne-de-Vaissière d'Azille
- église Sainte-Croix de La Baume-de-Transit
- chapelle Notre-Dame-de-la-Pitié de Beaulieu
- chapelle du Saint-Sépulcre de Beaumont-du-Ventoux
- chapelle Sainte-Marguerite de Beaumont-du-Ventoux
- église Saint-Pierre de Bertem (Belgique)
- chapelle Saint-Symphorien de Boussargues (Sabran)
- église Saint-Nazaire-et-Saint-Celse de Buzignargues
- église Saint-Martin de Campagne
- chapelle Saint-Caprais de Castillon-du-Gard
- abbaye Saint-Pierre-Saint-Paul de Caunes-Minervois
- chapelle Saint-Cézaire de Château-Bas (chapelle adossée à un temple romain)
- chapelle Saint-Laurent d'Entrechaux
- église de Saint-Étienne d'Escattes
- église Saint-Julien d'Estavar
- église Saint-Barthélémy de Garrigues
- chapelle Saint-Saturnin de Gaujac
- église Saint-Blaise de La Godivelle
- église Saint-Michel de Guzargues
- église Saint-Martin d'Hix
- chapelle Saint-Étienne d'Issensac
- église Saint-Laurent de Lattes
- chapelle Saint-Géniès de Laudun-l'Ardoise
- église Saint-Fructueux de Llo
- église Saint-Jean-Baptiste de Mallefougasse
- chapelle Saint-Thyrse de Maransan
- église Sainte-Marie-Madeleine de Nézignan-l'Évêque
- église Notre-Dame de Pégairolles-de-Buèges
- chapelle Saint-Pierre de Pierrerue
- chapelle Saint-Julien-de-Pistrin
- chapelle Saint-Privat de Pouzilhac (chevet en ruines)
- chapelle Saint-Étienne de Saint-Hilaire-d'Ozilhan
- chapelle Saint-Martin-de-Saduran
- église Saint-Césaire de Saint-Césaire-lès-Nîmes
- église de l'Exaltation-de-la-Sainte-Croix de Sainte-Croix-de-Quintillargues
- chapelle Saint-Pierre de Saint-Étienne-des-Sorts
- église Saint-Hilaire de Saint-Hilaire-de-Beauvoir
- chapelle Saint-Martin de Saint-Victor-la-Coste
- église Saint-Vincent de Saint-Vincent-de-Barbeyrargues
- église Saint-Étienne de Saussines
- chapelle Saint-André de Sévanes
- église Saint-Martin de Sauteyrargues
- église Saint-André de Souvignargues (chevet en ruines)
- église Saint-Grégoire de Théziers
- chapelle Saint-Pierre de Thouzon
- église Saint-Baudile de Tornac
- prieuré du Val des Nymphes
- église Notre-Dame de la Visitation de Villers-la-Ville (Belgique)
- église Saint-Pierre d'Aulnay
- église Saint-Jean de Bourg-Charente
- église Saint-Nicolas de Civray, Vienne
- église Notre-Dame de Colombiers
- église Notre-Dame de Corme-Écluse
- église Notre-Dame de Courcôme
- église Saint-Cybard de Plassiac-Rouffiac
- ancienne abbatiale Sainte-Marie aux Dames de Saintes
- église Saint-Pierre de Thaims
- église Notre-Dame de Trois-Palis
- chapelle Sainte-Anne d'Annepont
- église Saint-Martin de Colombiers
- église castrale Notre-Dame de Morthemer
- église Notre-Dame de Bussière-Badil
- église Saint-Pierre de Carennac
- chapelle Saint-Jean de Chancelade
- église Notre-Dame de Faye
- église Saint-Pierre de Fonds
- église Sainte-Croix de Le Bouyssou
- église Saint-Paul de Reilhac-Champniers
- église Saint-Hilaire de Reilhac
- église Saint-Front de Saint-Front-sur-Nizonne
- église Saint-Pierre de Saint-Pierre-Toirac
- église Notre-Dame de Velles, de Vers
- église Sainte-Quitterie d'Aire d'Aire-sur-Adour
- église Notre-Dame de Bidarray
- église Saint-Martin de Haux
- église Saint-Pierre de La Lande-de-Fronsac
- église Saint-Pierre de Lesgor
- église Saint-André de Luz-Saint-Sauveur (modillons)
- église Notre-Dame de Moirax
- chapelle Saint-Martin de Mourrens
- église Saint-Pierre de Petit-Palais
- église Saint-Martin de Pouillon (fenêtres ornées, modillons saillants et métopes en étoiles, cordons de billettes, en moyen appareil de calcaire clair, toiture débordante à tuiles creuses)
- église Notre-Dame de Pujols-sur-Dordogne
- église Saint-Aubin de Saint-Aubin (fenêtres contournées d'amples arcatures à colonnettes et chapiteaux)
- église Saint-Paul de Saint-Paul-lès-Dax (trois fenêtres ornées, six plaques sculptées en bas-relief surmontant des arcatures ornées sous les fenêtres surmontées chacune d'un oculus aveugle, grand appareil à joints fins, aux nuances variées, toit avec des tuiles creuses)
- ancienne abbatiale Notre-Dame de Saint-Savin
- église Saint-Vivien de Saint-Vivien-en-Médoc
- église Saint-Christophe de Vianne
- chapelle Saint-Sabin de Villefranche-du-Queyran
- église Saint-André d'Angoustrine
- église Saint-Saturnin de Saint-Saturnin-de-Lenne
- église Saint-Étienne de Sahorre
- église Saint-Alban de Saint-Alban-sur-Limagnole
- ancienne cathédrale Saint-Lizier de Saint-Lizier
- chapelle du cimetière de Boussac-de-Crassous
- église Sainte-Marie de Corneilla-de-Conflent (corniche à dents d'engrenage, arcature sur modillons, fenêtres ornées)
- église Saint-Hippolyte de Lavernhe (particularité : abside en hémicycle creusée de trois absidioles à l'intérieur)
- église Saint-Paul de Salles-la-Source (forts contreforts saillants)

#### Le chevet plat

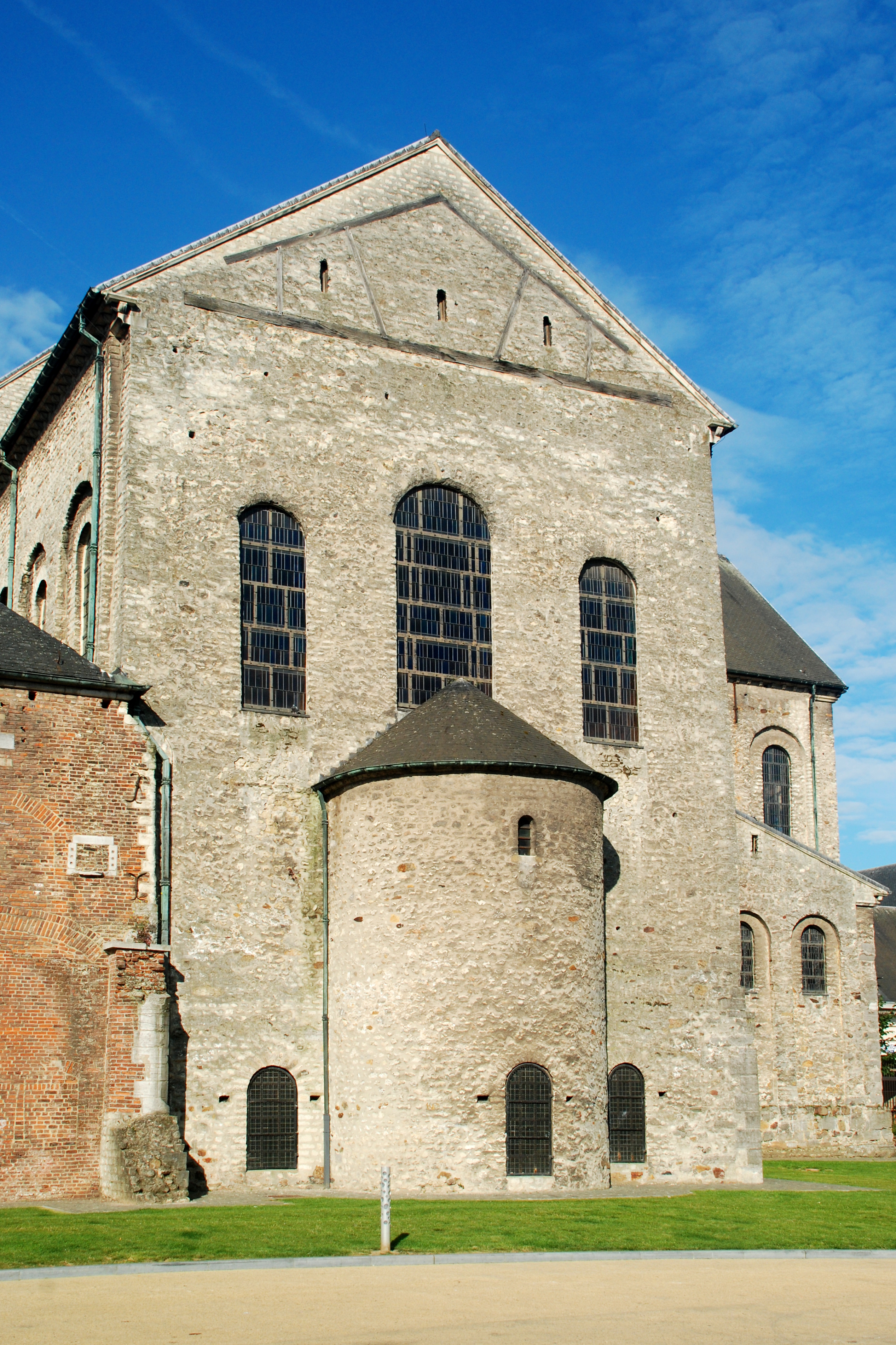
Nivelles.

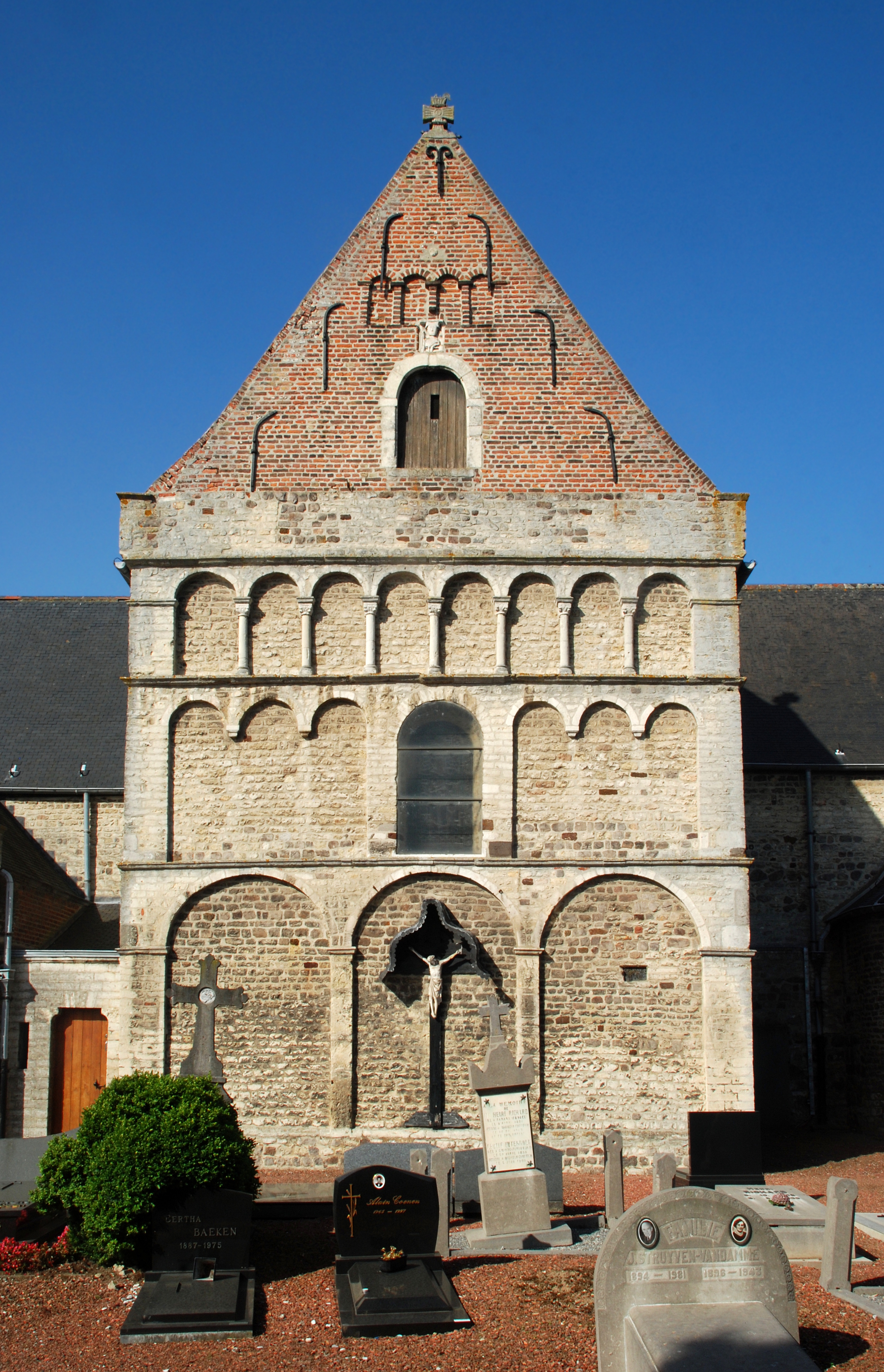
Kumtich.

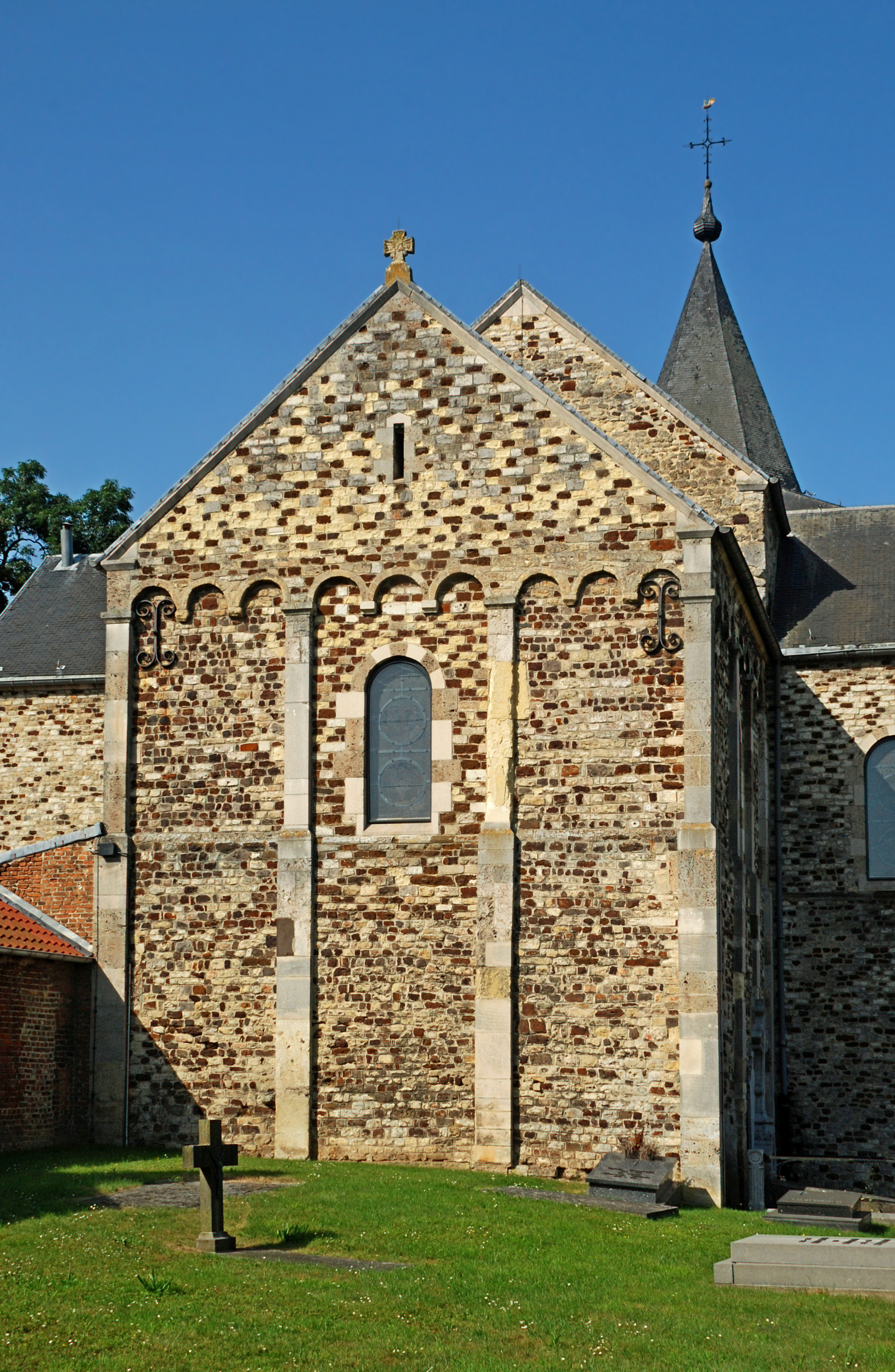
Bierbeek.

Le chevet plat, fréquent à l'époque pré-romane, subsiste à l'époque romane, entre autres dans les églises de dimension modeste, car la construction d'édifices à nef unique et chevet plat est d'un coût moindre.
On trouve parfois, comme à Nivelles, la combinaison d'un chevet plat et d'une petite abside en hémicycle.
La formule du chevet plat est également une caractéristique des édifices obéissant à l'ordre cistercien qui renonce aux courbes extérieures de l'église.
Exemples 
- église Saint-Hilaire de Bierbeek (Belgique)
- église Saint-Bavon de Chaumont (Belgique)
- église Saint-Gilles de Kumtich (Belgique)
- église Notre-Dame de Mousty (Belgique)
- collégiale Sainte-Gertrude de Nivelles (Belgique)
- chapelle Saint-Paul de Saint-Michel-l'Observatoire
- église Saint-Cyr-et-Sainte-Julite de Saint-Xist (La Tour-sur-Orb)
- collégiale de San Quirico d'Orcia (Italie)
- église Saint-Blaise de Couloisy
- église Saint-Nicolas de Guarbecque
- église Saint-Michel de Le Waast
- église Saint-Martin de Vez
- église Notre-Dame de Jobourg
- église Saint-Malo de Mouen
- église Notre-Dame de Pontorson
- église Saint-Pierre de Touques
- églises Saint-Jean, Saint-Martin et Notre-Dame de Lamballe
- ancienne abbatiale Saint-Pierre de Chezal-Benoît
- église Saint-Denis de Lacelle-Condé
- église Notre-Dame de Rivière
- église Notre-Dame de Selommes
- église Saint-Pierre de Échebrune
- église Saint-André d'Exideuil
- église Notre-Dame de Pouzauges-le-Vieux
- église Saint-Fortunat de Saint-Fort-sur-Gironde
- église Saint-Jean-Baptiste de Chassenon
- ancienne abbatiale Saints-Pierre-et-Sicaire de Brantôme
- église Saint-Sauveur de Collonges-la-Rouge
- église Saint-Mathurin de Le Vigen
- église Saint-Oradoux de Lupersat
- église Saint-Timothée de Paussac et Saint-Vivien
- église Saint-Amand de Saint-Amand-de-Coly
- église Notre-Dame de Trémolat
- église Saint-Pierre-ès-Liens de Vieux-Mareuil
- église Notre-Dame de Benon
- église Notre-Dame de Castelviel
- ancienne abbatiale de Saint-Nicolas de Blasimon
- église Saint-Sigismond de Larressingle
- église Saint-Jean-Baptiste de Mazères
- église Saint-Pierre de Tasque (abside en hémicycle à chevet plat à l'extérieur)
- prieuré Notre-Dame de Serrabon de Boule-d'Amont
- église Saints-Gervais-et-Protais de Langogne
- chapelle Saint-Jean de Brignoles

#### Le chevet triangulaire
Le chevet triangulaire, rare, est représenté par celui de la chapelle Saint-Quenin de Vaison-la-Romaine. C'est un chevet à pans coupés, caractéristique du style roman provençal, qui connaît, ici, une variante. Au lieu de décrire un pentagone, le chevet forme un triangle dont les angles sont soulignés par des demi-colonnes cannelées. À l'intérieur, on constate que la forme triangulaire cache, en réalité, trois petites absides masquées par les murs extérieurs.

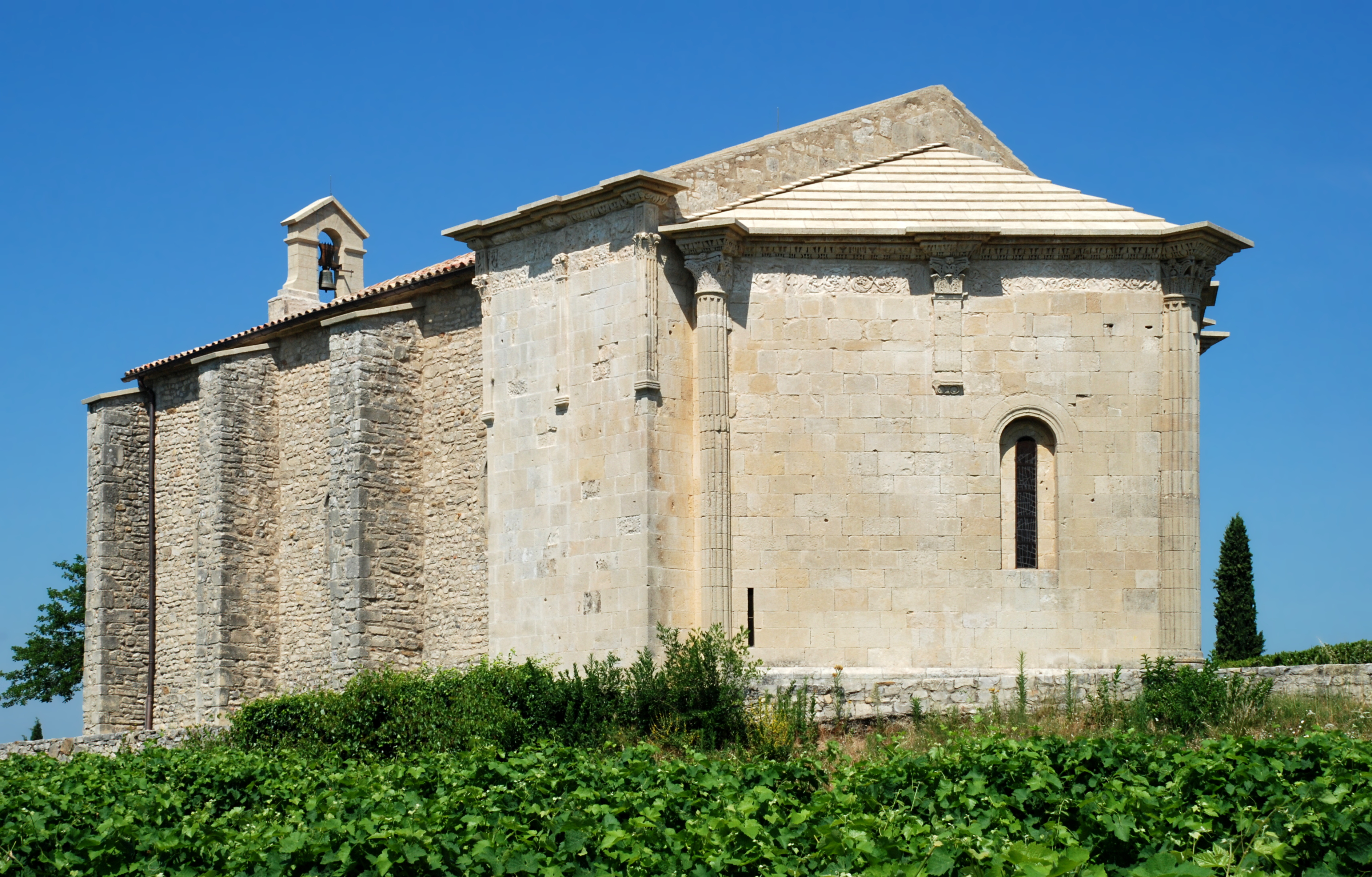
Chapelle Saint-Quenin de Vaison-la-Romaine.
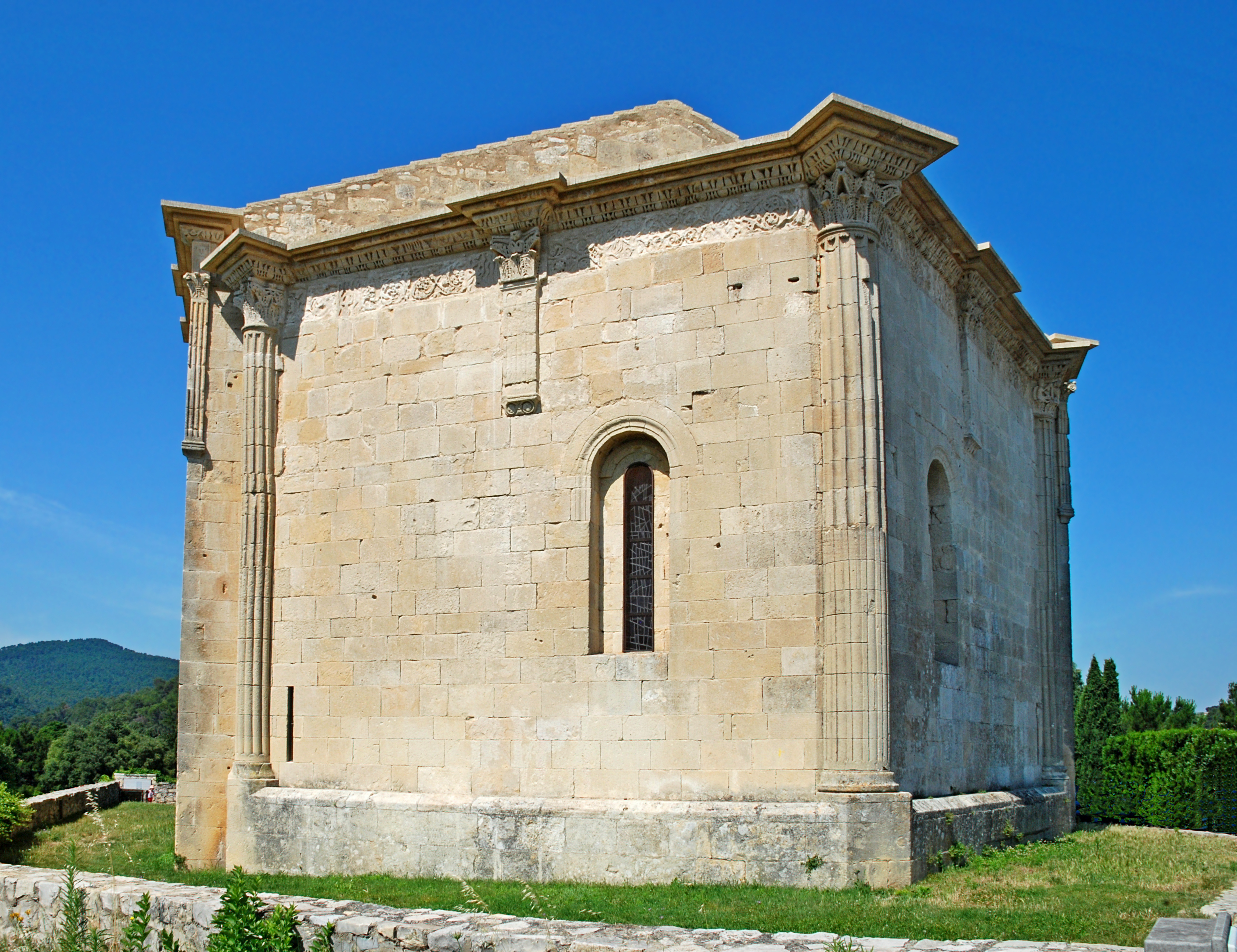
Le chevet triangulaire de Saint-Quenin.

#### Le chevet polygonal ou chevet à pans

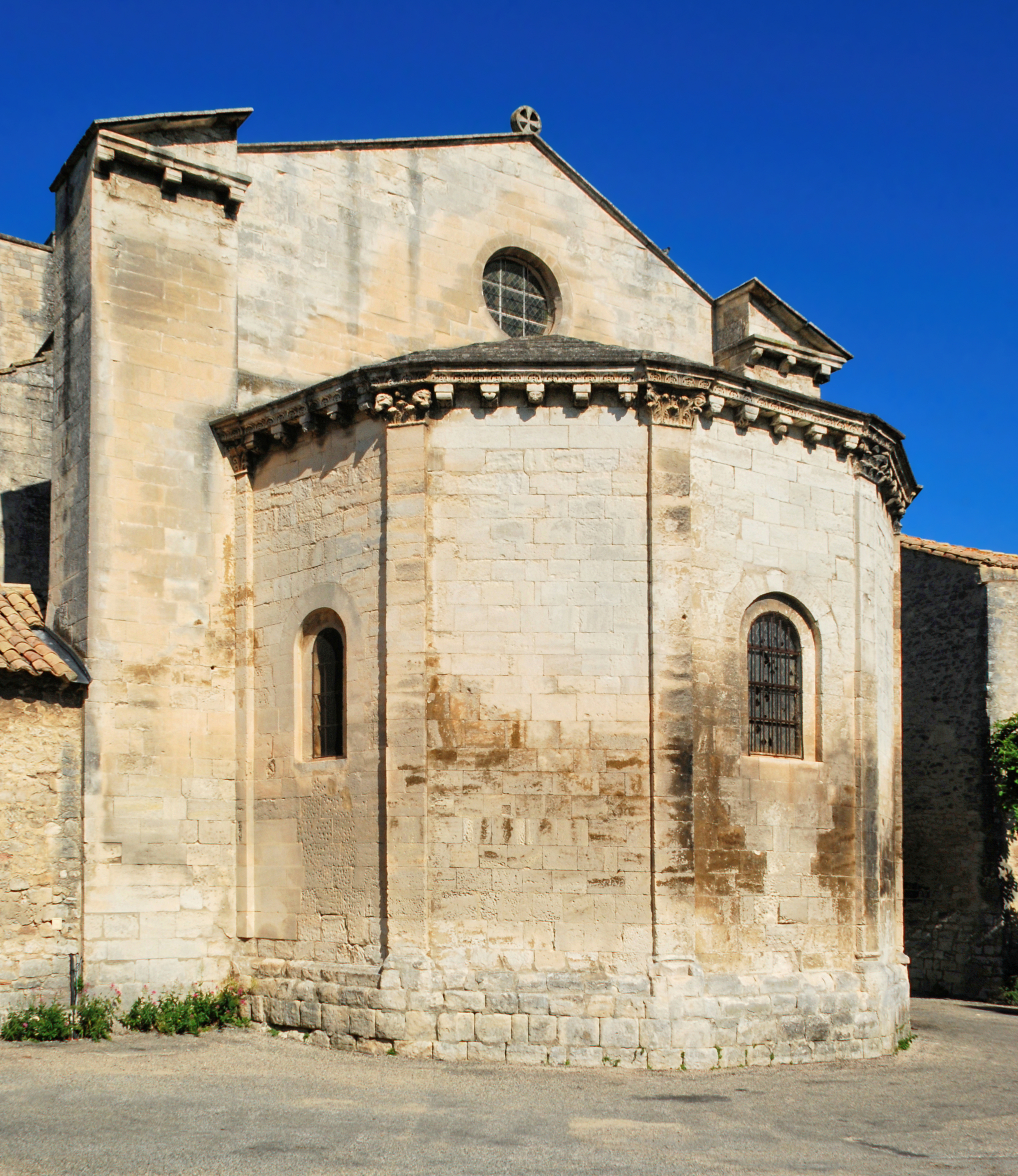
Saint-Restitut.

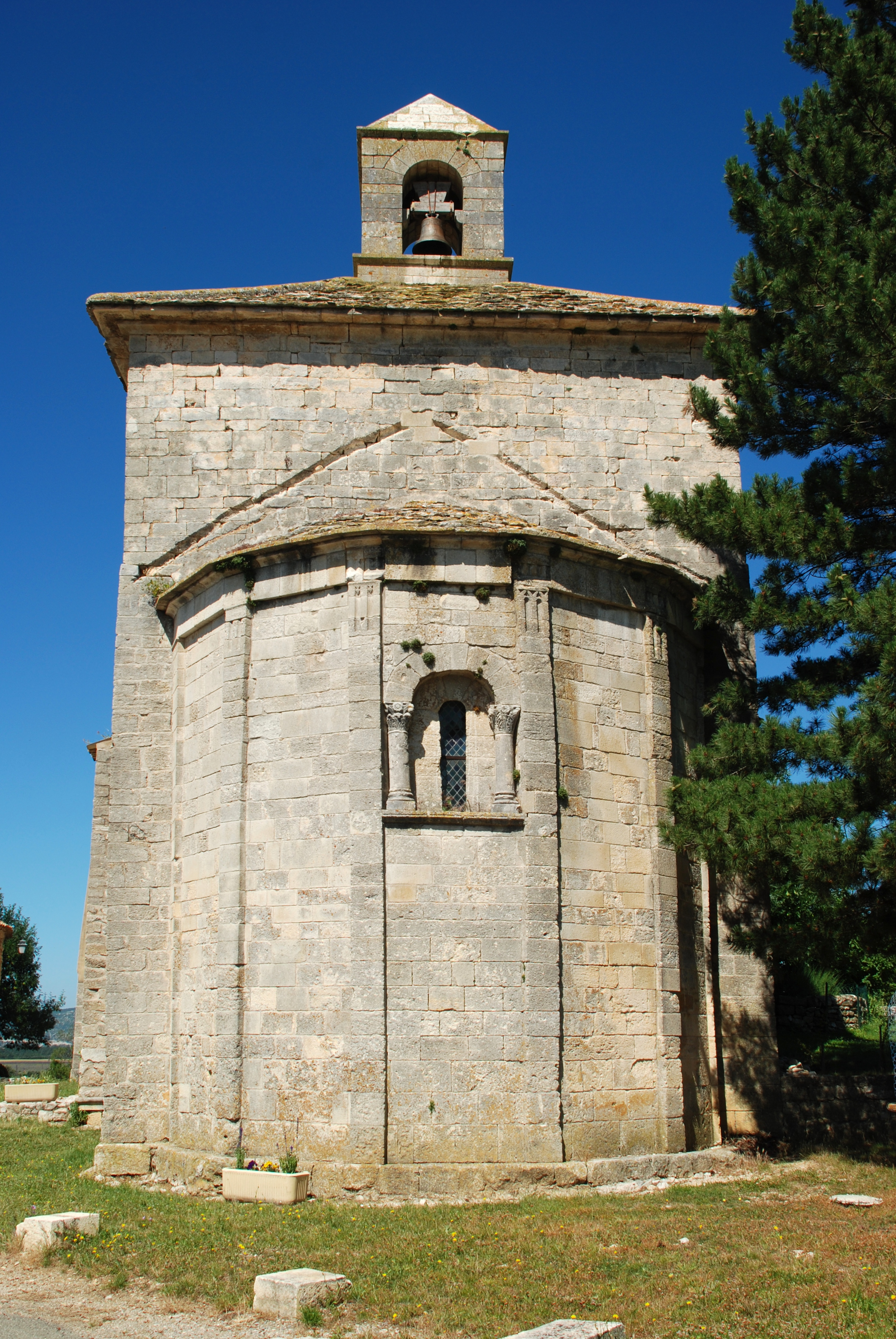
Saint-Trinit.

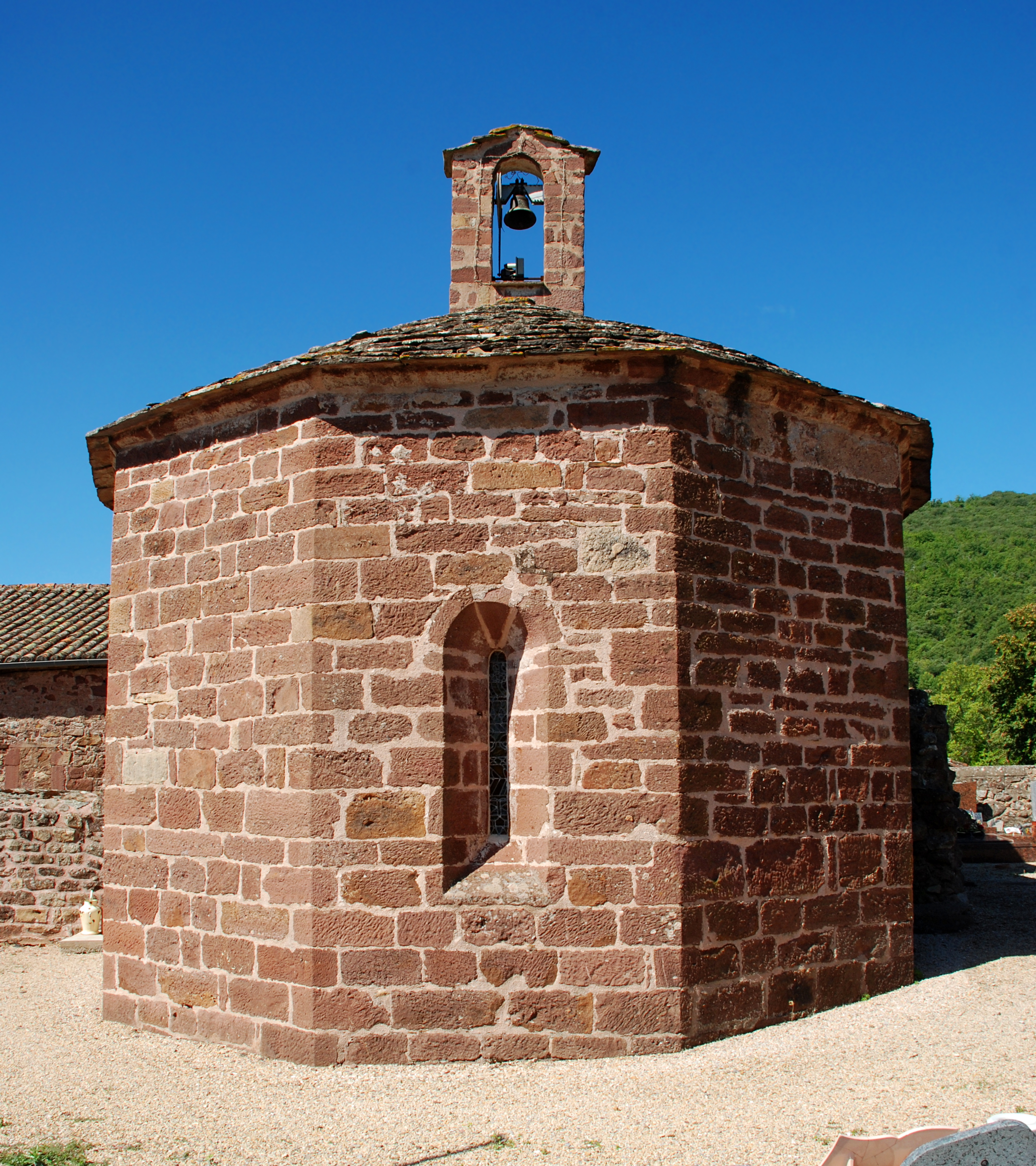
Frangouille.

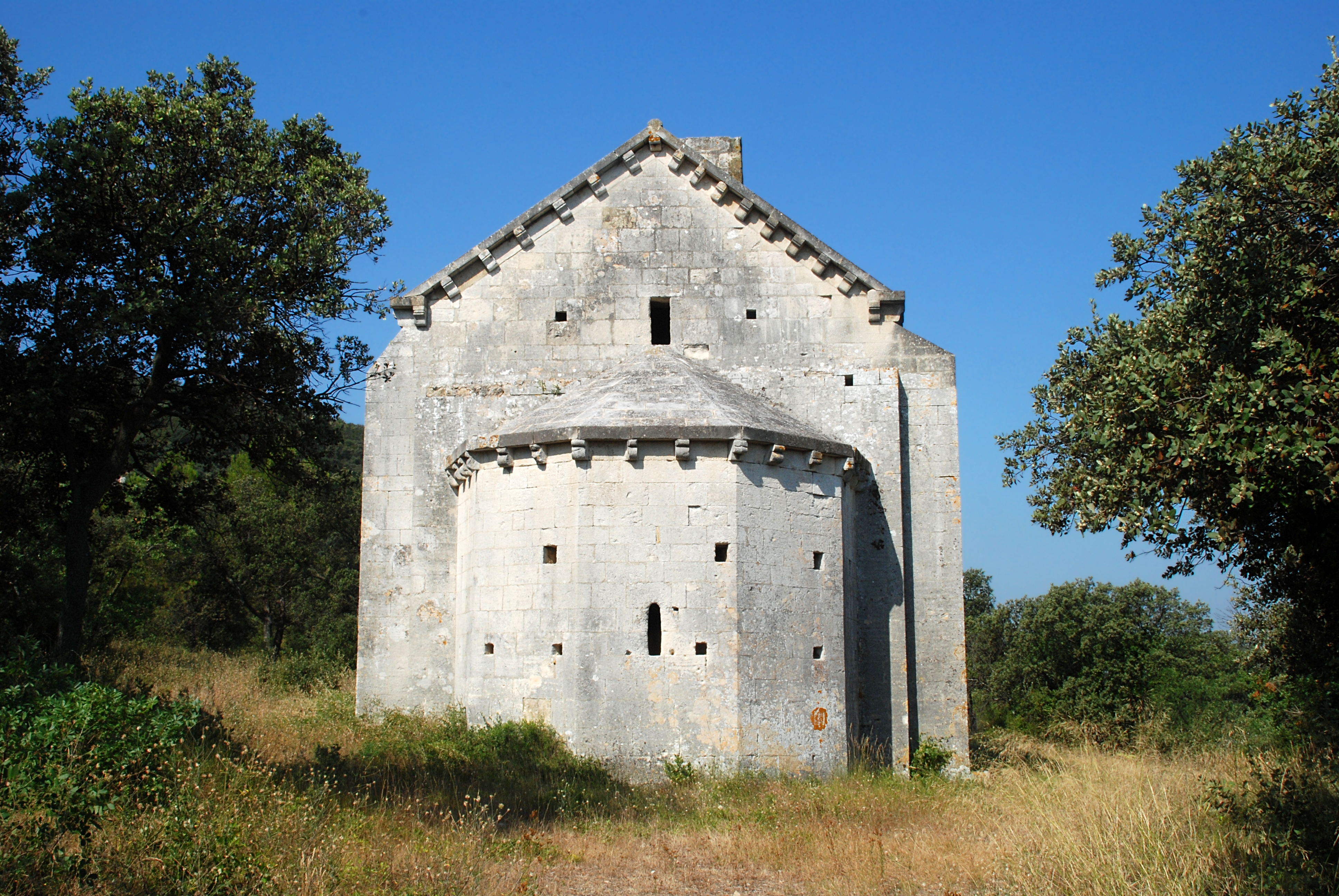
Saint-Julien de Boulbon.

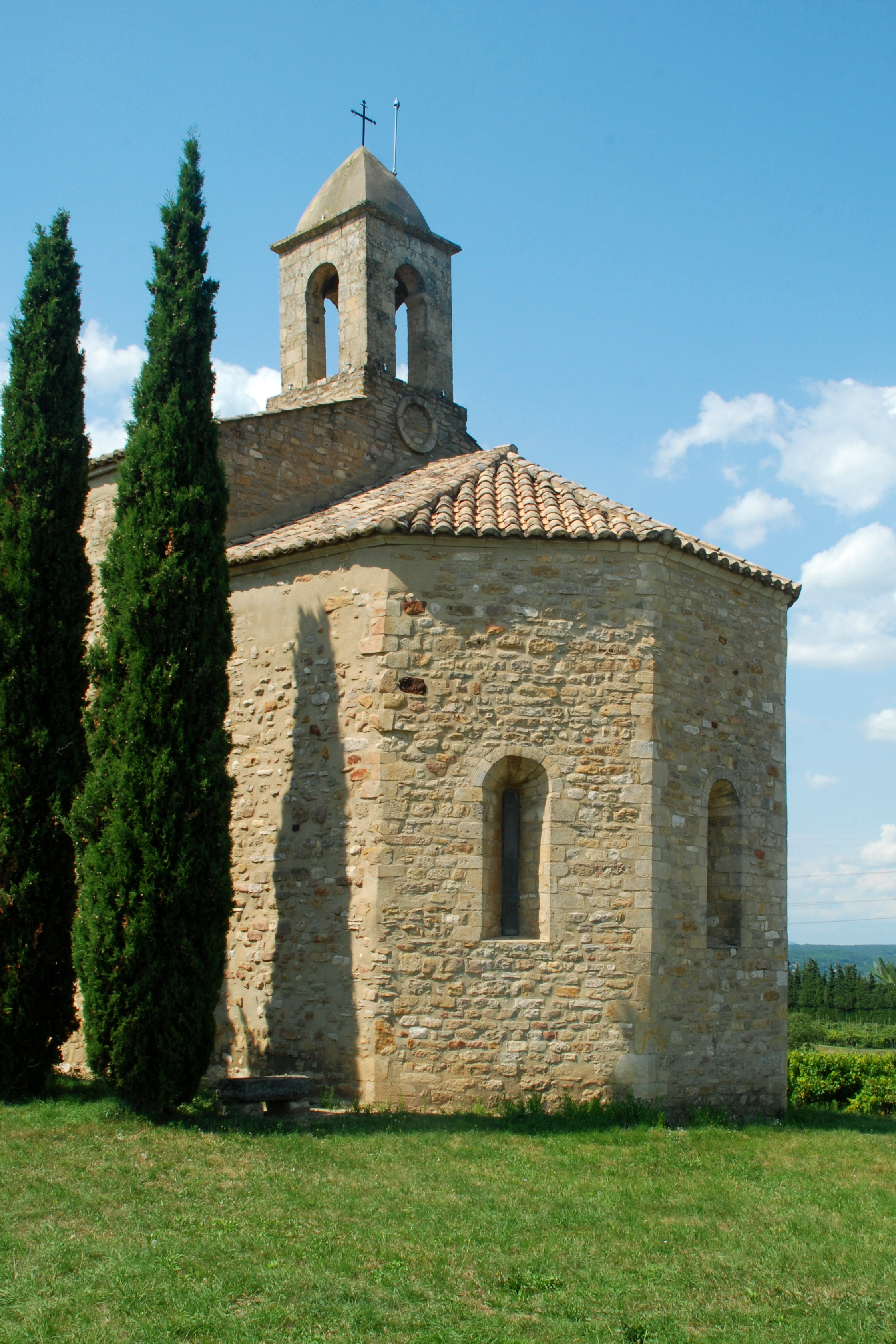
Saint-Paulet-de-Caisson.

Ce chevet sans absidioles ni déambulatoire se réduit à une simple abside de forme polygonale (généralement pentagonale).
Dans certains cas, les angles de l'abside sont marqués par des pilastres simples (comme à Saint-Restitut et Villeneuve-lès-Béziers), par des pilastres cannelés (comme à l'église Notre-Dame-du-Lac du Thor), par des colonnes engagées ou par des contreforts portant des colonnes engagées, comme à Saint-Jacques de Béziers.

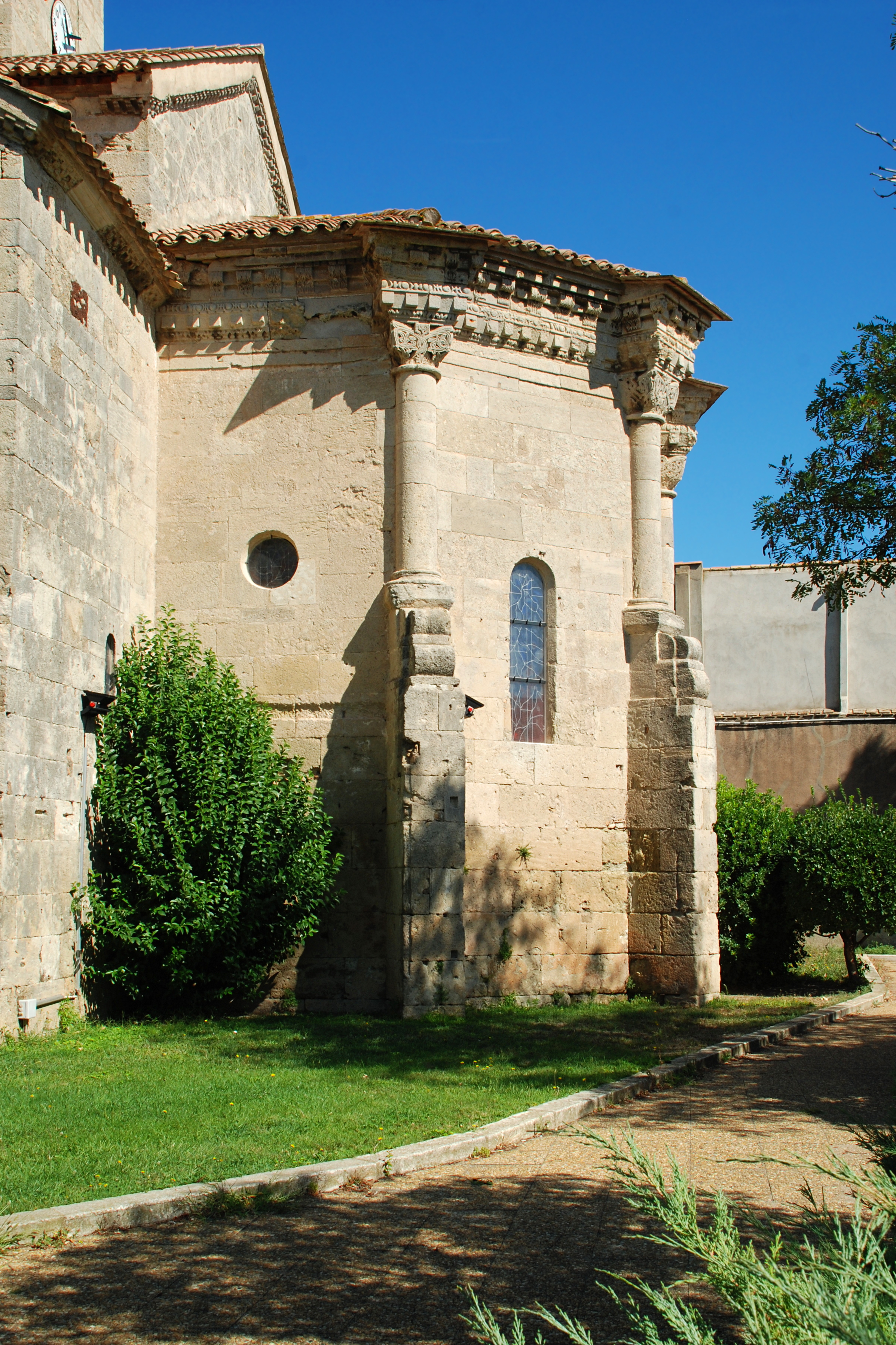
Saint-Jacques de Béziers.
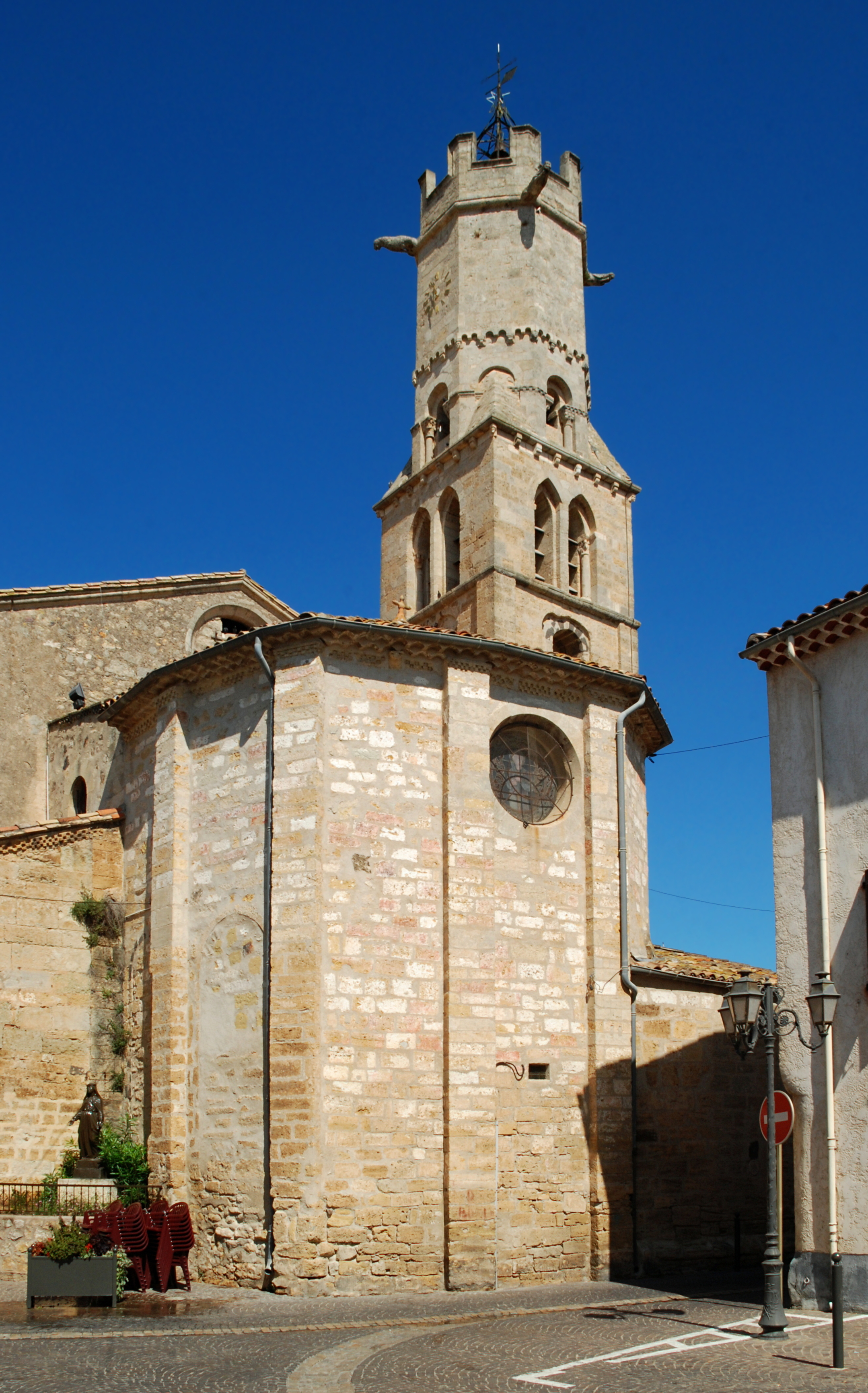
Villeneuve-lès-Béziers.
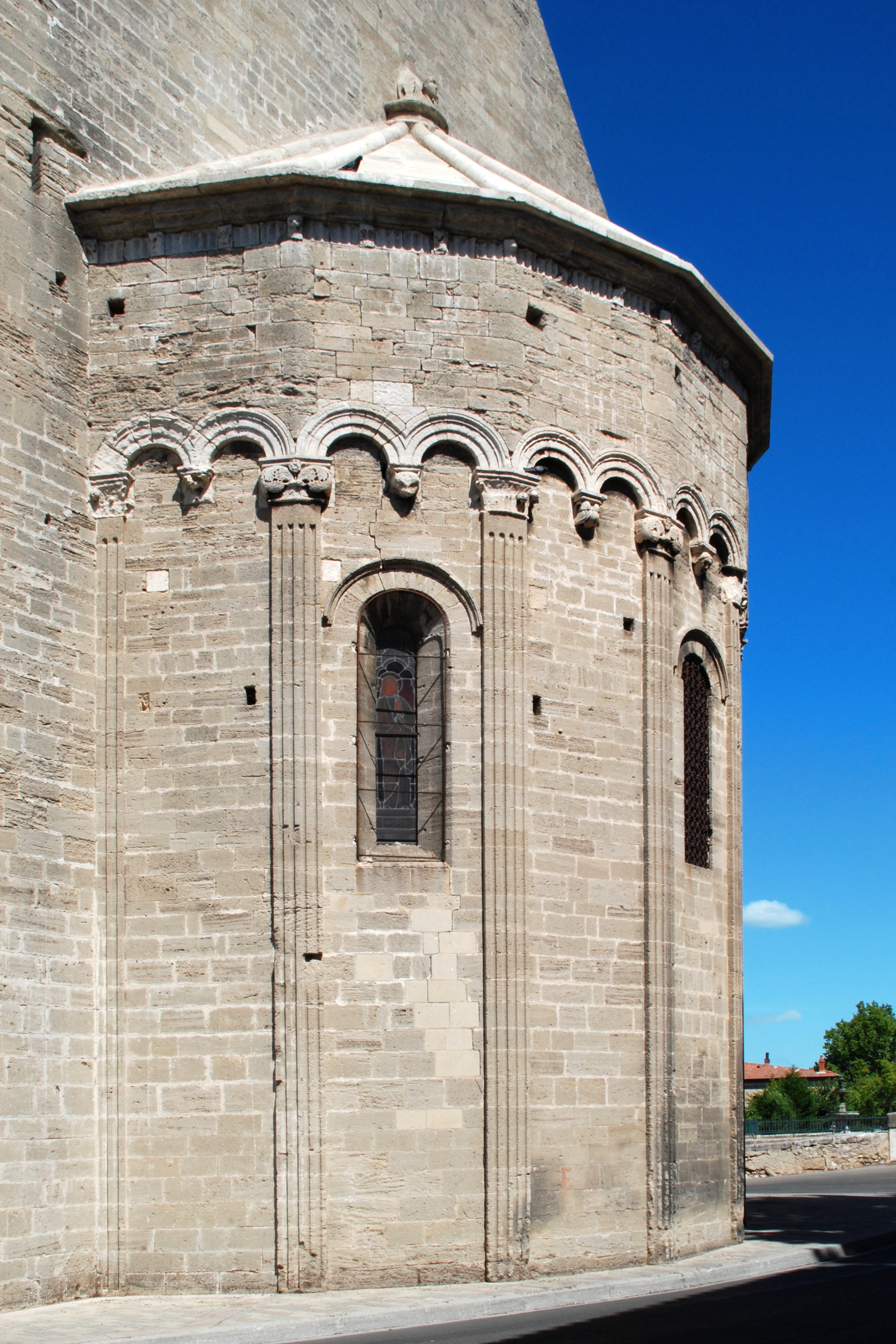
Le Thor.

Exemples :
- église Saint-Jacques de Béziers
- chapelle Saint-Julien de Boulbon
- église Sainte-Marie de Frangouille
- église Notre-Dame-et-Saint-Christophe de Saint-Christol
- église de Saint-Restitut
- Cathédrale Notre-Dame de Saint-Paul-Trois-Châteaux
- chapelle Sainte-Agnès de Saint-Paulet-de-Caisson
- église Sainte-Marie-et-Saint-Pons de Saint-Pons-de-Mauchiens
- église de Saint-Trinit
- chapelle Saint-Gabriel de Tarascon
- église Notre-Dame-du-Lac du Thor
- église Sainte-Marie de Thouzon
- chapelle du Try-au-Chêne (Belgique)
- église de l'Invention-de-Saint-Étienne de Villeneuve-lès-Béziers
- église Saint-Martin de Nouvion-le-Vineux
- église Saints-Gervais-et-Protais de Civaux
- abbatiale Notre-Dame de Montmajour
- église Saint-Trojan de Rétaud (grands arcs de décharge ornés entre les contreforts-colonnes limitant les pans ; petites arcatures sous le toit ; corniche à modillons et métopes)
- église Notre-Dame de Rioux (contreforts-colonnes, arcs de décharge ornés, modillons et métopes ; fenêtres à archivoltes)
- église Sainte-Radegonde de Talmont (contreforts-colonnes et arcatures ornées)
- église Saint-Sulpice de Dournazac
- église Saint-Aignan de Ladignac-le-Long
- église Saint-Étienne de Lubersac (contreforts-colonnes sous arcatures, chapiteaux historiés)
- église Saint-André de Meymac
- église Saint-Jean de Saint-Jean-de-Côle (les trois absides rayonnantes totalisent 75 modillons sculptés, tous différents ainsi que des chapiteaux historiés aux colonnes d'angle)
- église Saint-Martial de Saint-Fortunade
- église Saint-Remy de Seniergues (percement des fenêtres dans l'épaisseur des contreforts de l'abside, très original)
- église Saint-Blaise de L'Hôpital-Saint-Blaise
- ancienne abbatiale Saint-Pierre de Moissac
- ancienne abbatiale Saint-Jean-Baptiste de Sorde-L'Abbaye
- église Saint-Jean-Baptiste de Camboulas-Pujols (cinq pans, arcs de décharge à fenêtres, décorés de chapiteaux et de modillons)
- église Saint-Cyr-et-Sainte-Julitte de Campagnac-Canac
- église Saint-Michel de Castelnau-Pégayrols (abside et absidioles en hémicycle à l'intérieur, mais à pans à l'extérieur)
- église Saint-Étienne de Dol-et-Valquières
- église Saint-Hilarian-de-Perse d'Espalion
- chapelle Saint-Vincent d'Eus
- église Sainte-Marguerite de Laroque-Sainte-Marguerite.
- église Saint-Pierre de Lanuéjols (modillons à la corniche du chevet)
- église Notre-Dame-du-Rosaire du Recoux
- église Sainte-Croix du Rozier (sept arcatures dont cinq à baies)
- église de l'Assomption de Liaucous
- église Saint-Cyrise de Montjaux (arcs de décharge)
- église Saint-Pierre de Mostuéjouls (arc de décharge, boulins alignés sous corniche)
- église Saint-Martin de Plaisance (arcs de décharge, modillons)
- ancienne cathédrale Notre-Dame de Saint-Bertrand-de-Comminges (cinq pans et contreforts)
- église Notre-Dame de l'Assomption de Saint-Chely-du-Tarn
- église Saints-Just-et-Pastor de Valcabrère

#### Le chevet fortifié

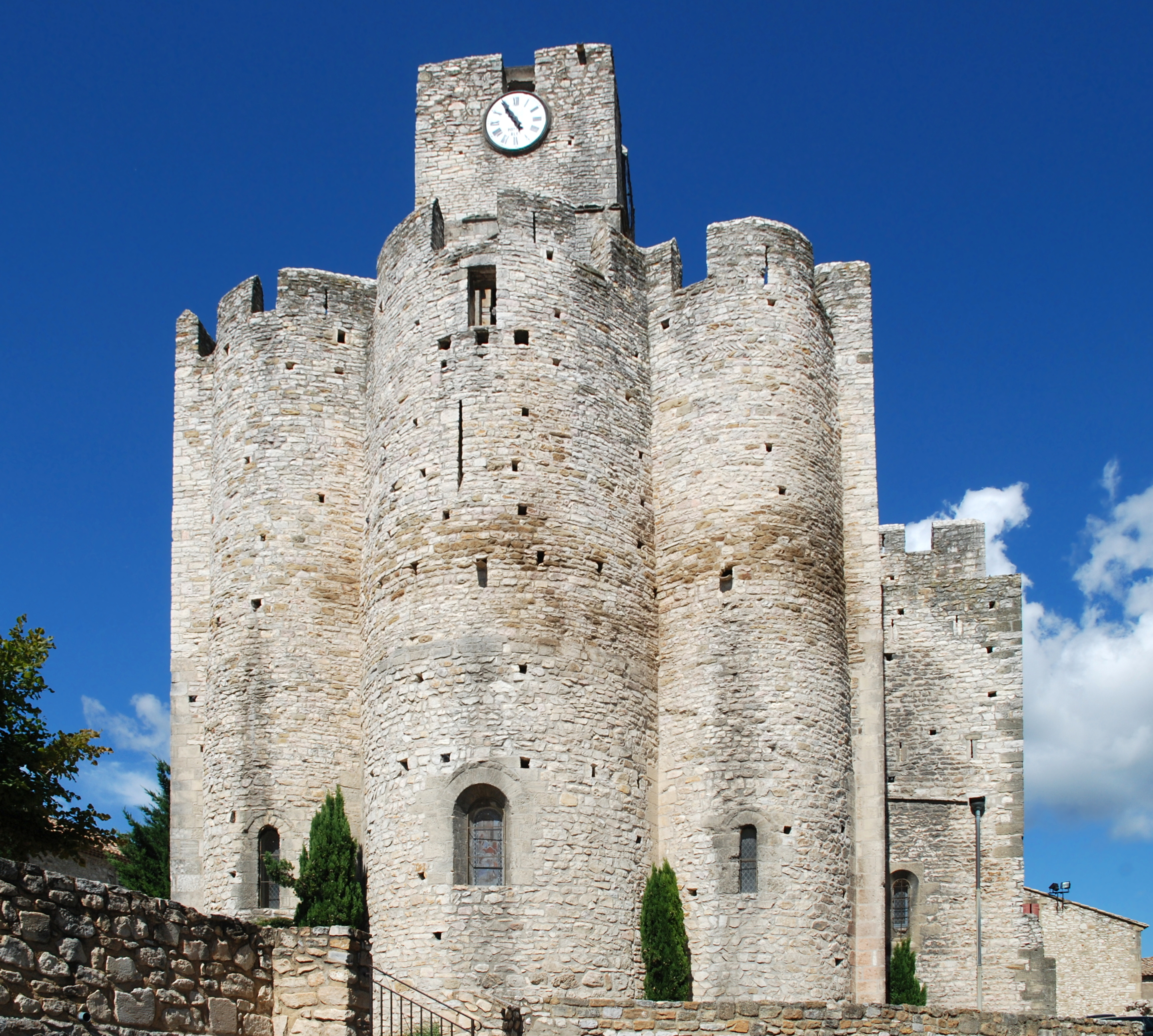
Saint-Laurent-des-Arbres.

Un certain nombre d'églises, en particulier dans le Midi (en Provence et en Languedoc), ont été fortifiées à différentes époques et pour diverses raisons, comme les raids menés aux XIe et XIIe siècles par les Sarrasins à partir de la côte des Barbaresques, la guerre de Cent Ans qui a marqué les XIVe et XVe siècles ou les guerres de Religion qui ont dévasté le Midi au XVIe siècle.
Exemples :
- église de Saint-Bonnet-du-Gard (fortifiée aux XIIe et XIVe siècles[3])
- chapelle Saint-Hippolyte de Loupian (les fortifications qui en couronnent le chevet furent ajoutées au XIVe siècle[4])
- église Saint-Laurent de Saint-Laurent-des-Arbres (surélevé au XIVe siècle dans un but défensif[3])
- église Sainte-Marie de Thouzon (fortifiée au XVIe siècle[5])
- église Notre-Dame-des-Pins d'Espondeilhan (abside polygonale et absidioles semi-circulaires, fortifiée au XIVe siècle)

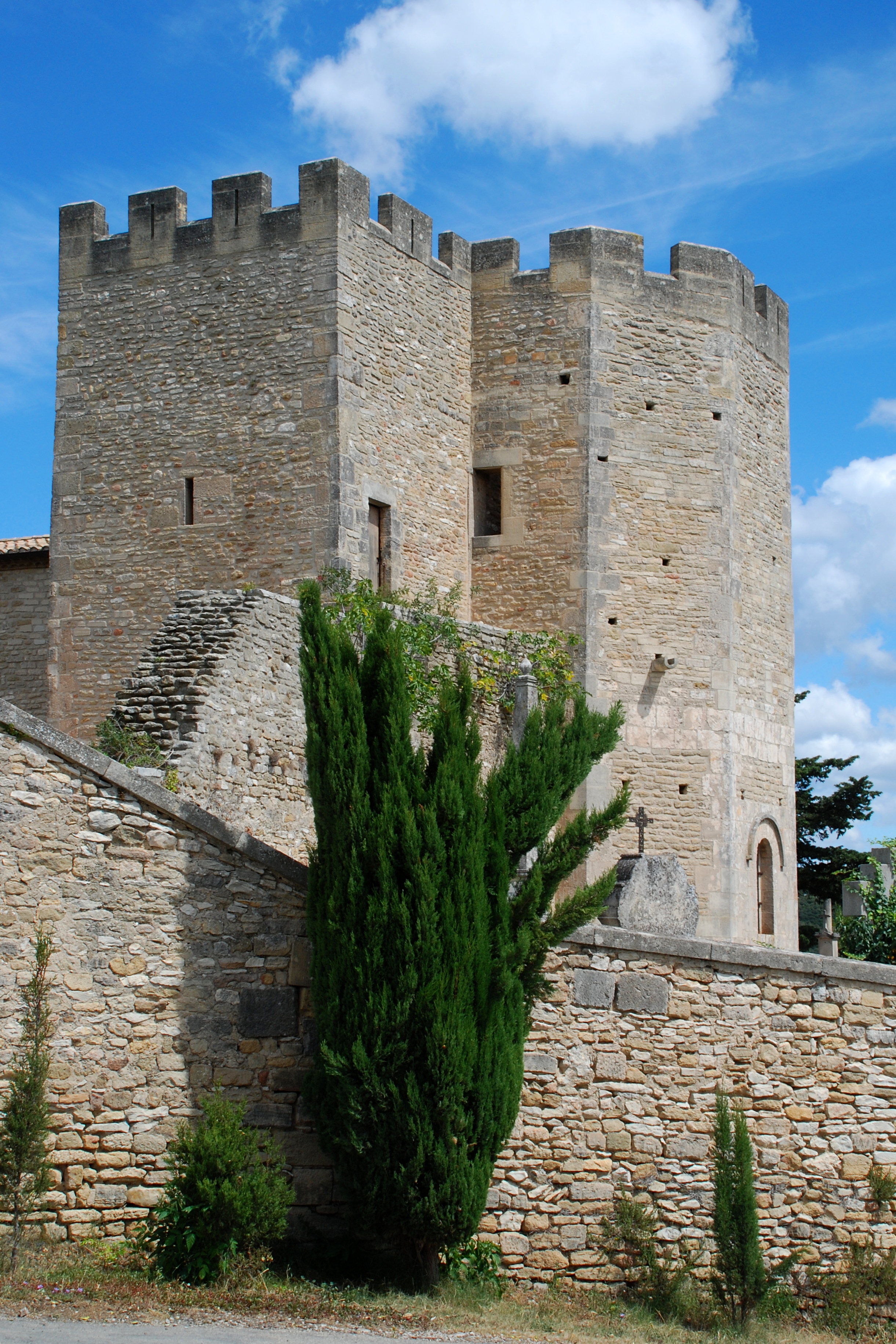
Saint-Bonnet-du-Gard.
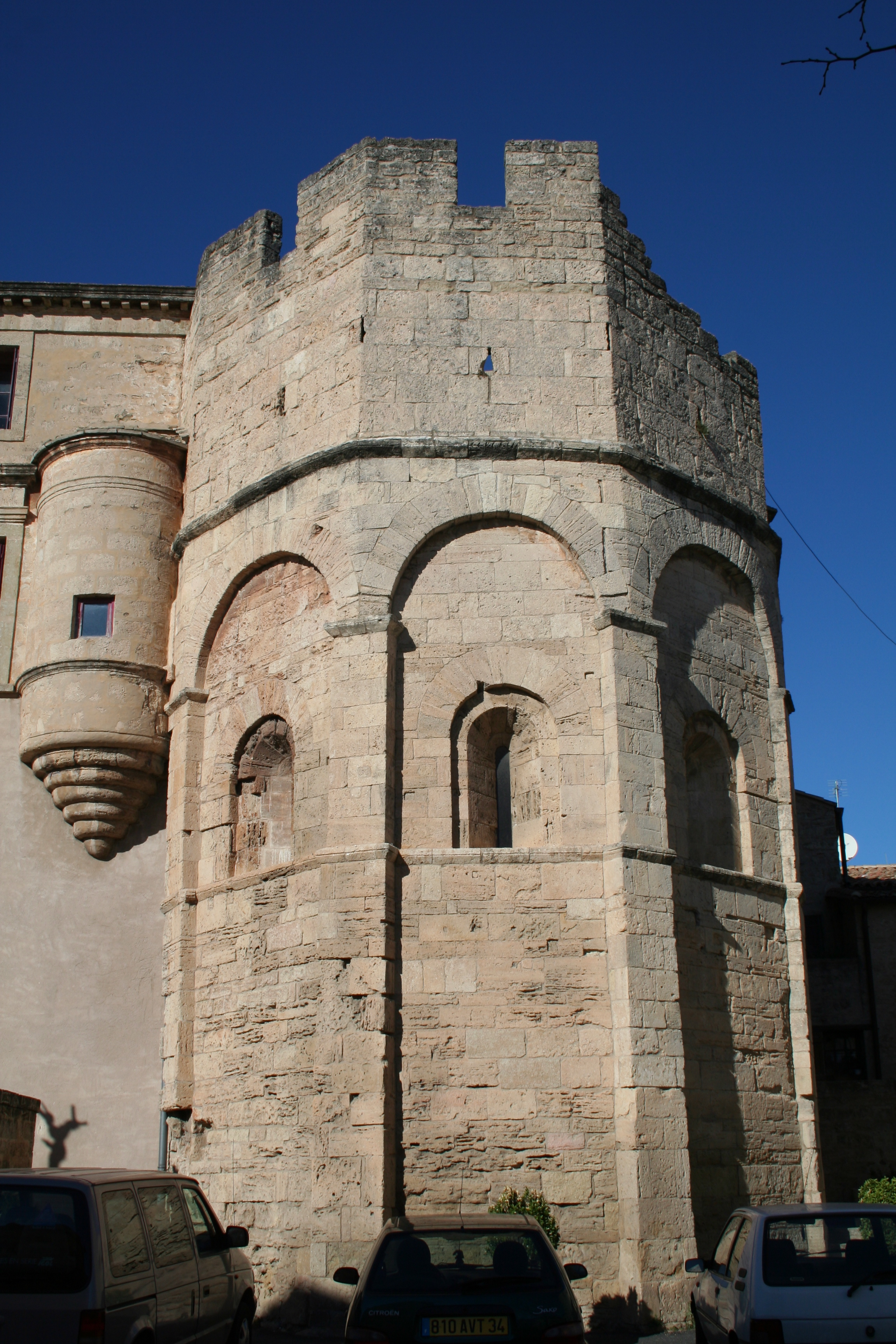
Loupian.
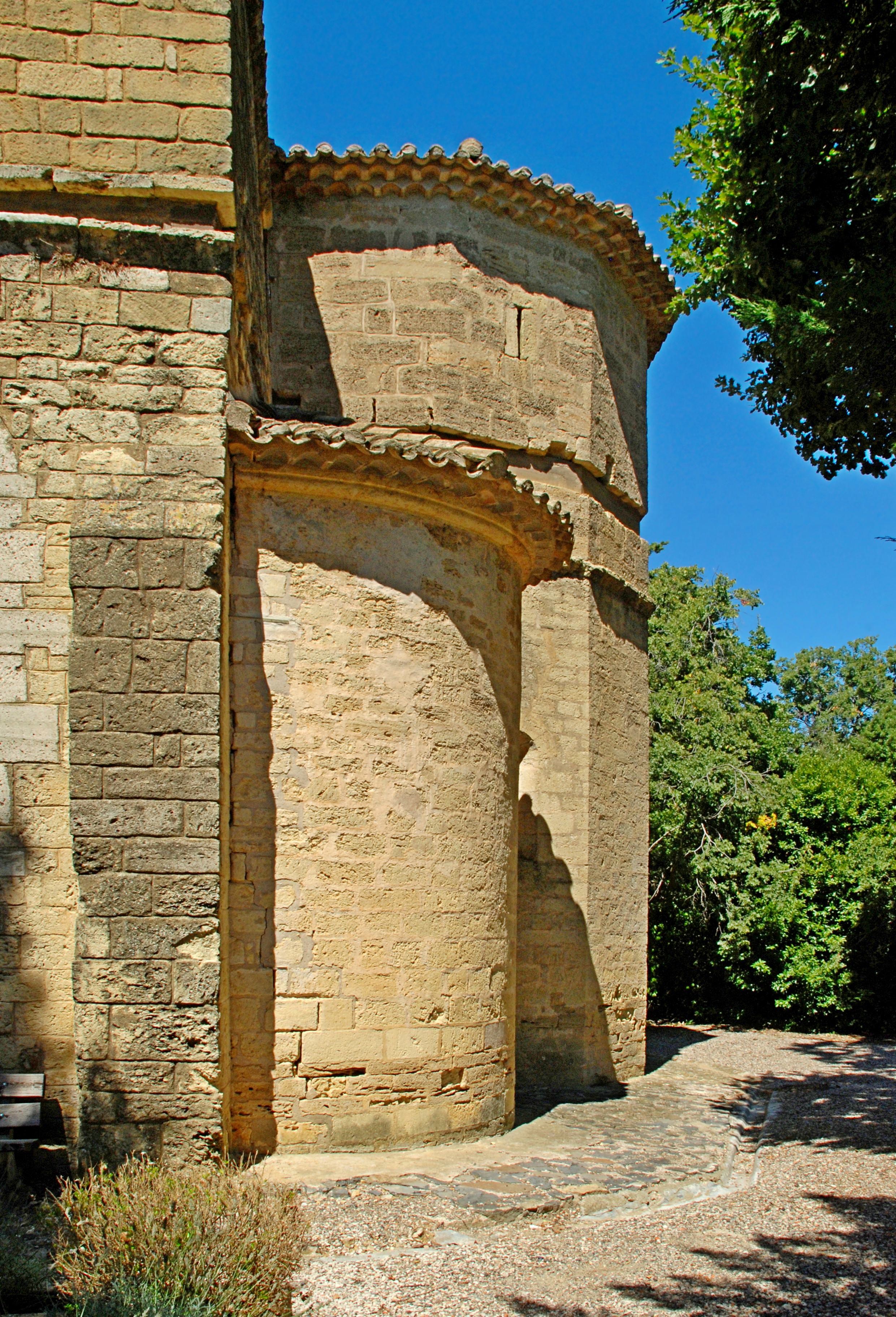
Espondeilhan.
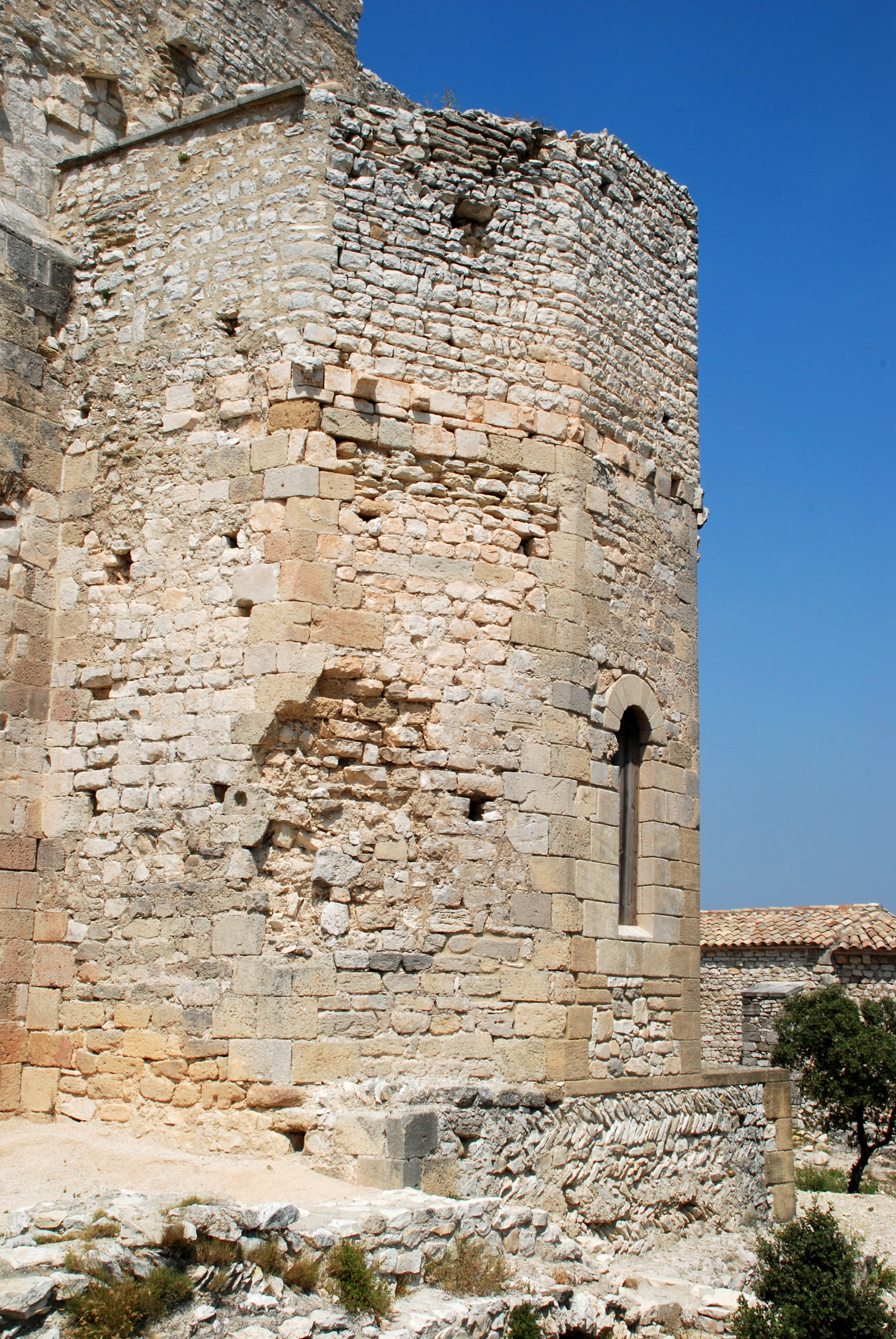
Sainte-Marie de Thouzon.

#### Le chevet en Auvergne

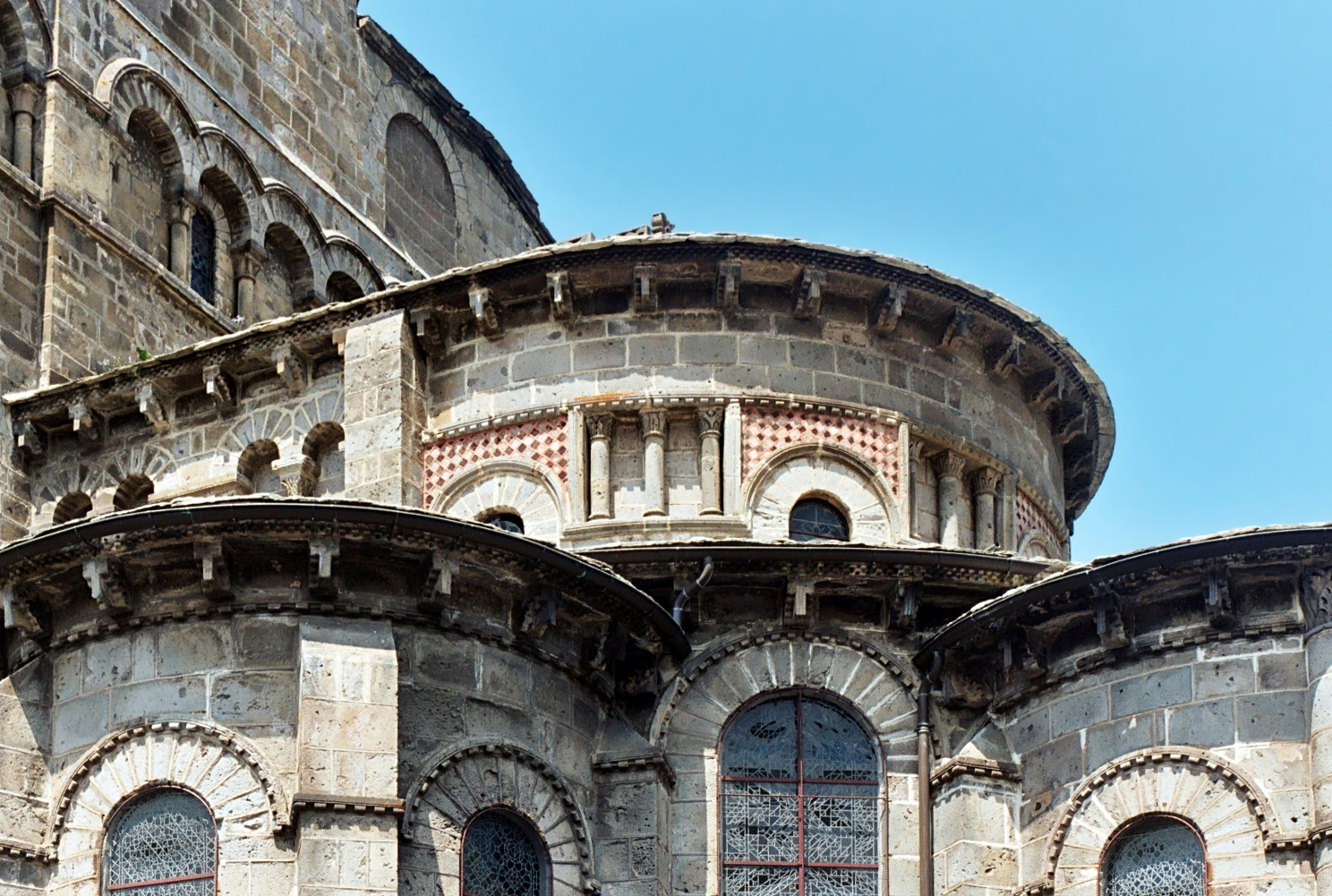
Détail du chevet d'Orcival.

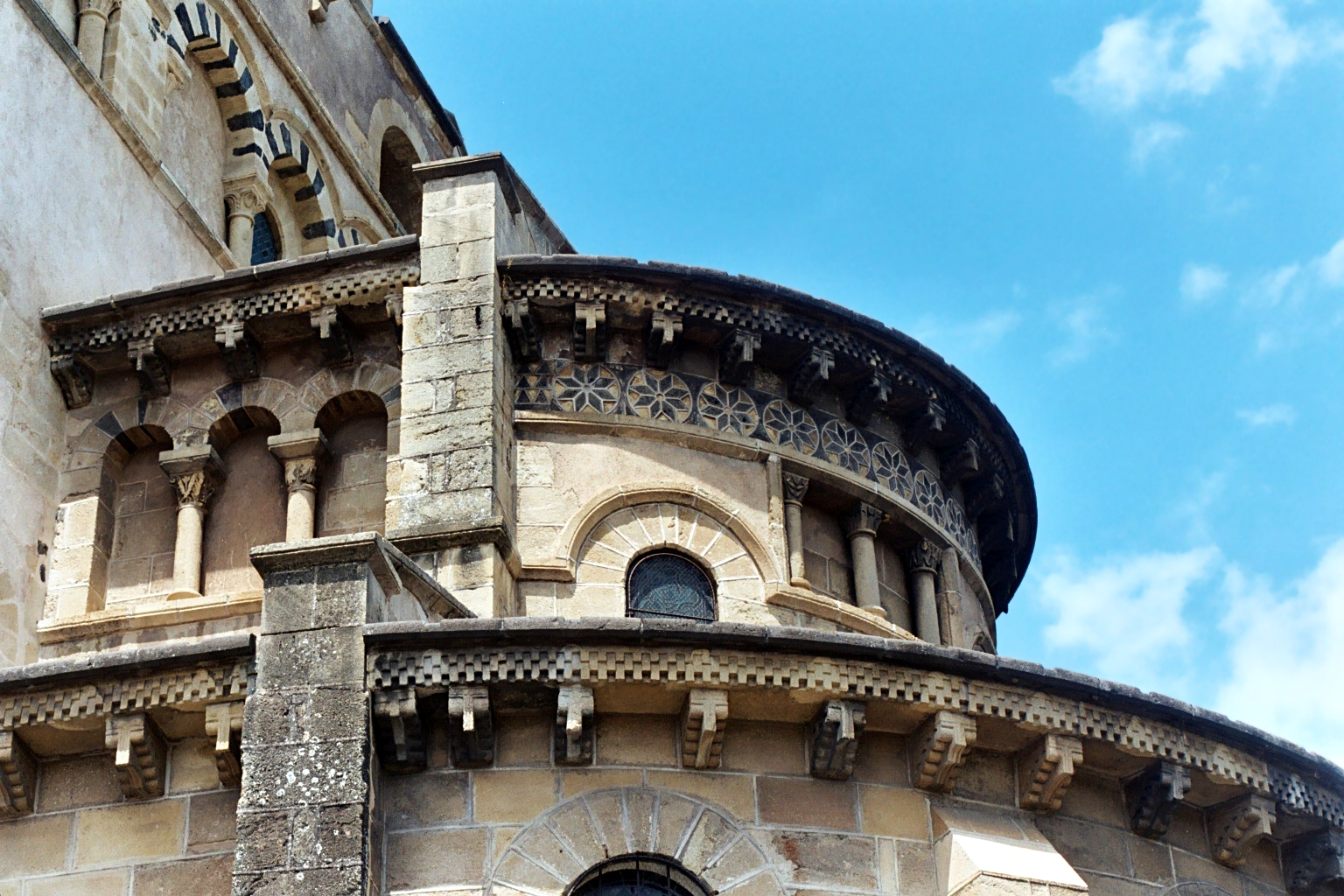
Détail du chevet de Saint-Saturnin.

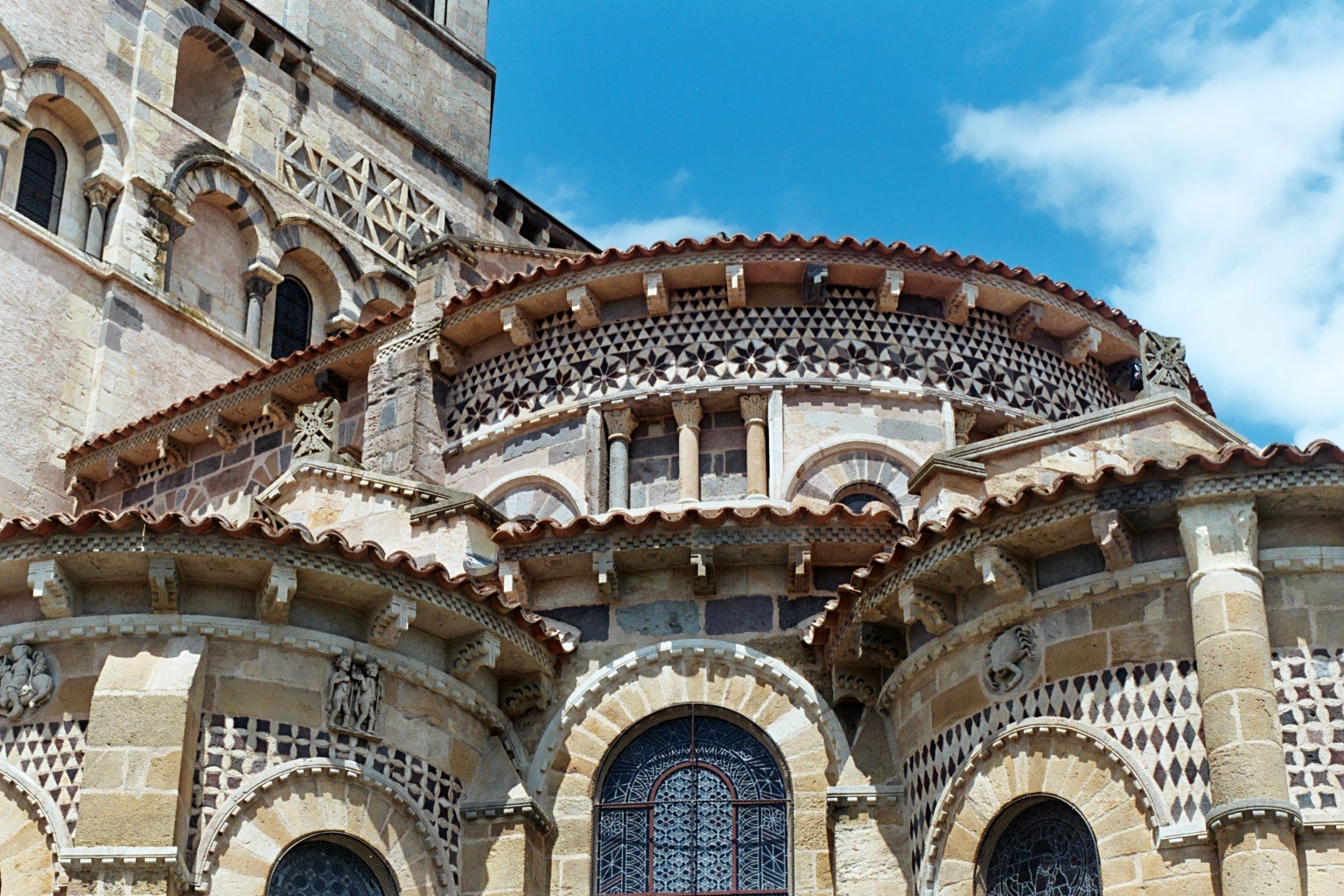
Détail du chevet d'Issoire.

Les chevets romans auvergnats sont parfois de forme pyramidale. Le regard s'élève, comme l'âme, de degré en degré pour atteindre le ciel[Information douteuse]. C'est un symbole de la Trinité. Mais, c'est aussi, plus prosaïquement un système architectural permettant l'équilibre des masses.
Le chevet des églises majeures d'Auvergne sont caractérisés par un étagement de volumes de hauteur croissante :
- deux absidioles adossées aux bras du transept
- trois ou quatre chapelles rayonnantes (sauf à Saint-Saturnin)
- une chapelle axiale rectangulaire (uniquement à Issoire)
- le déambulatoire
- le chœur
- les bras du transept
- le massif barlong
- le clocher octogonal
- la flèche

Le chevet de la basilique Notre-Dame d'Orcival est le parfait accomplissement de cette élévation pyramidale des volumes. Sa crypte émerge du sol et forme un socle de pierre. Sur ce socle s'élèvent les quatre chapelles du déambulatoire ainsi que les deux absidioles du transept. Leur toiture se trouve presque au même niveau que celle du déambulatoire, dominée au centre par l'étage du chœur. Le sommet du chœur atteint le toit du transept dont les bras allongés semblent se greffer sur le massif barlong, typique de l'Auvergne, qui forme la transition avec l'octogone de la tour de croisée. Le clocher domine, enfin, l'ensemble de son toit pyramidal.
Exemples :
- église Saint-Austremoine d'Issoire
- Basilique Notre-Dame d'Orcival
- église de Saint-Nectaire
- église Notre-Dame de Saint-Saturnin
- église Saint-Julien de Chauriat et collégiale Saint-Victor et Sainte-Couronne d'Ennezat (chevets auvergnats incomplets)

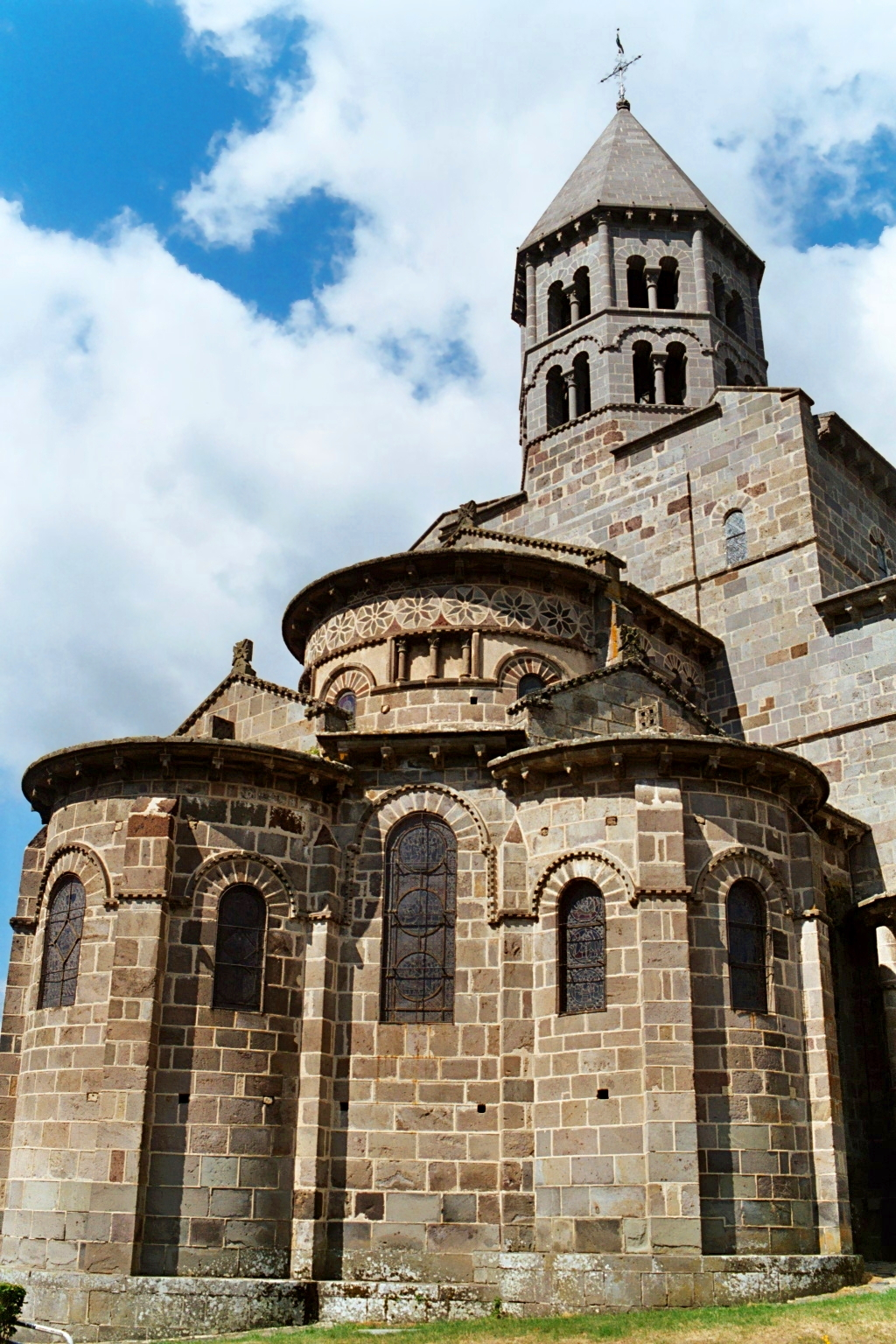
Saint-Nectaire.
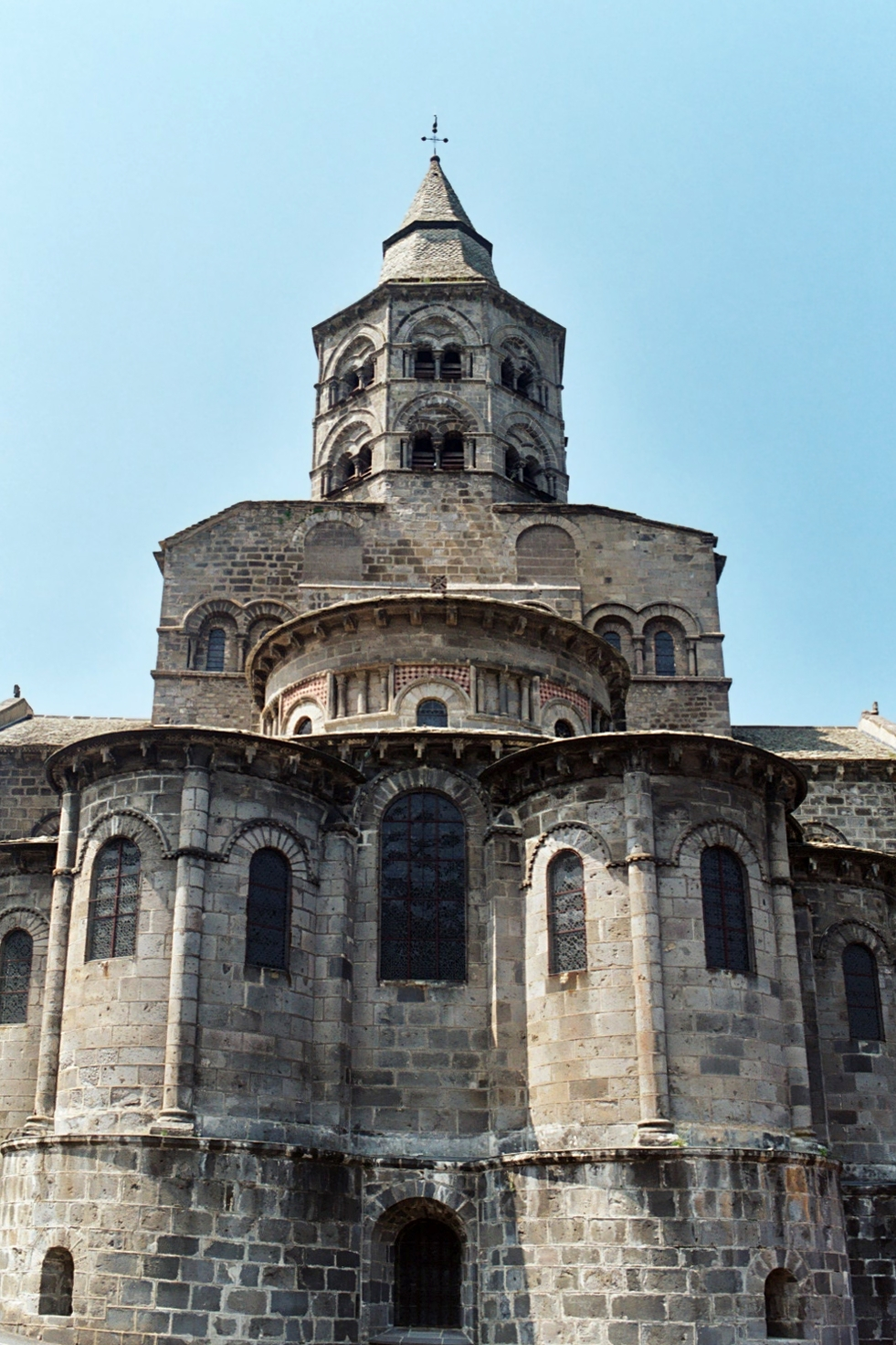
Orcival.
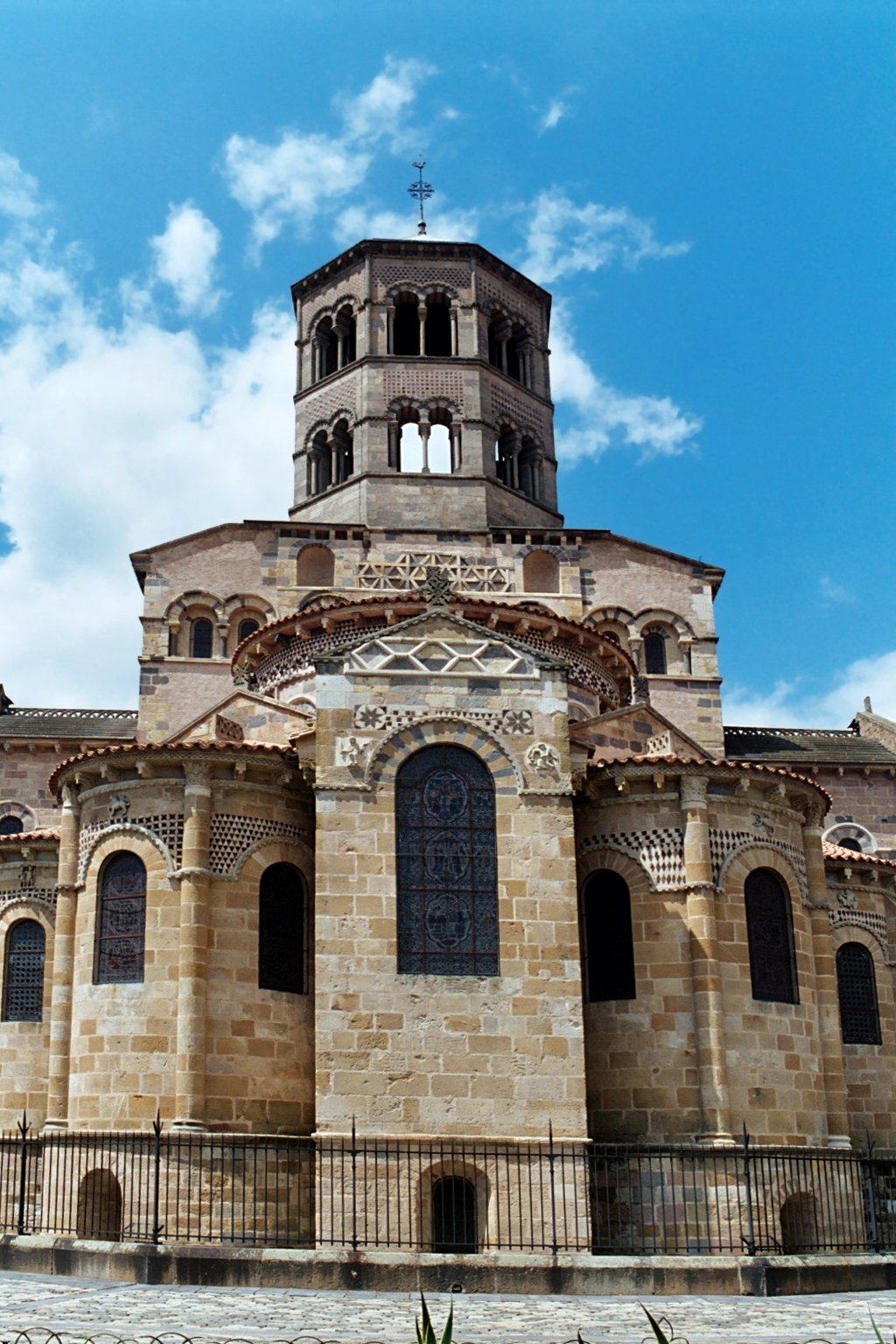
Issoire.
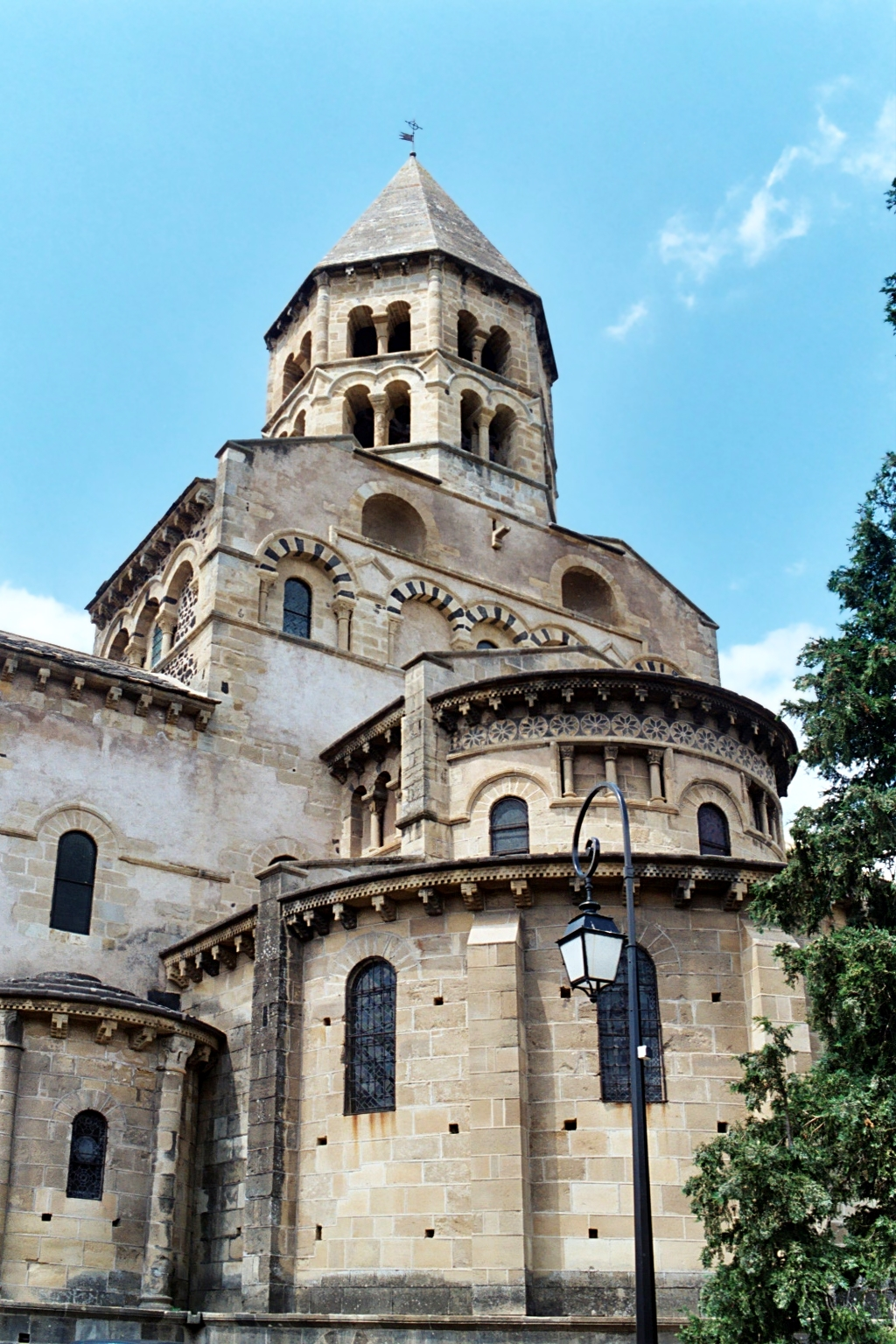
Saint-Saturnin.

#### Le chevet à abside et absidioles orientées

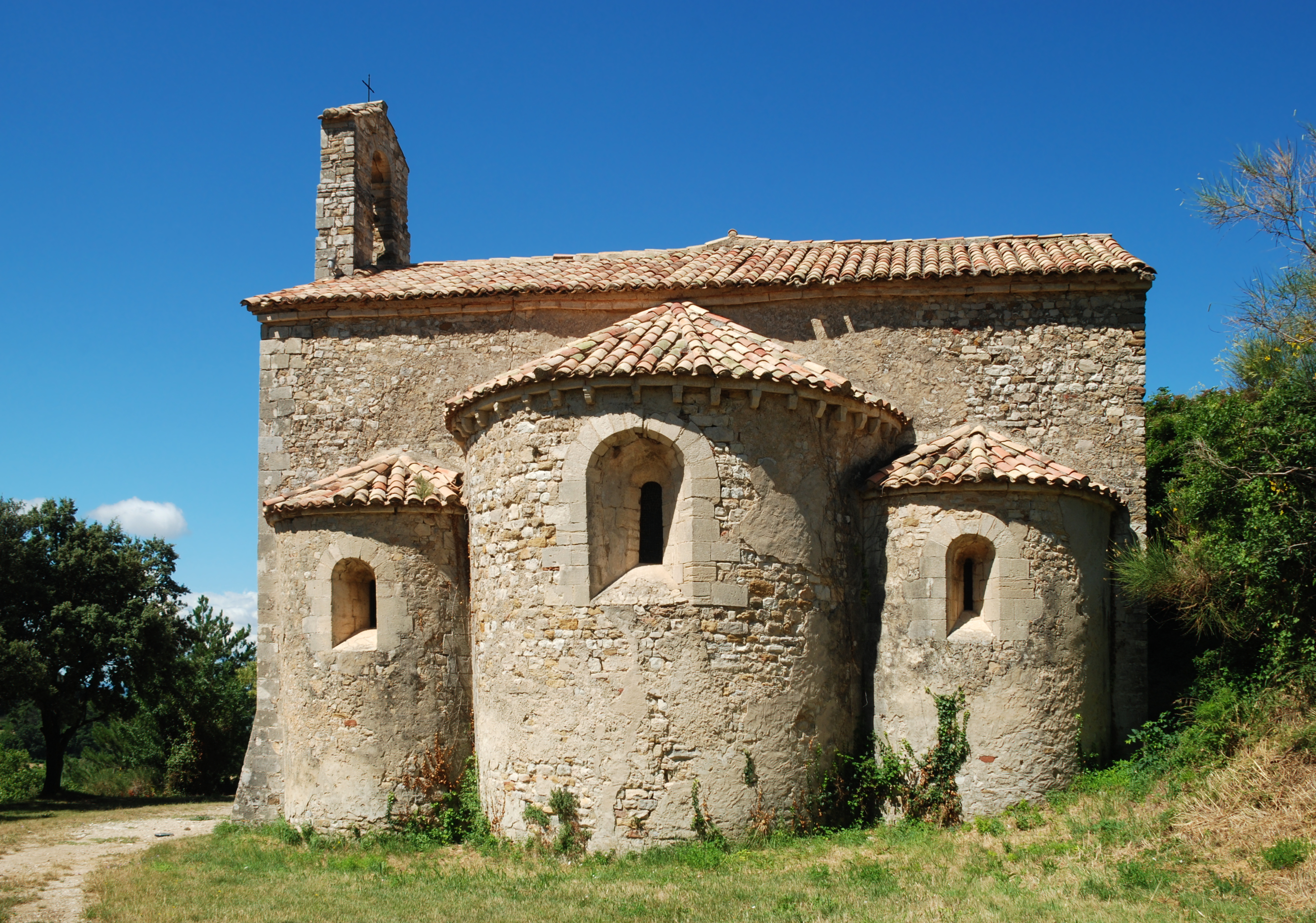
Gigondas.

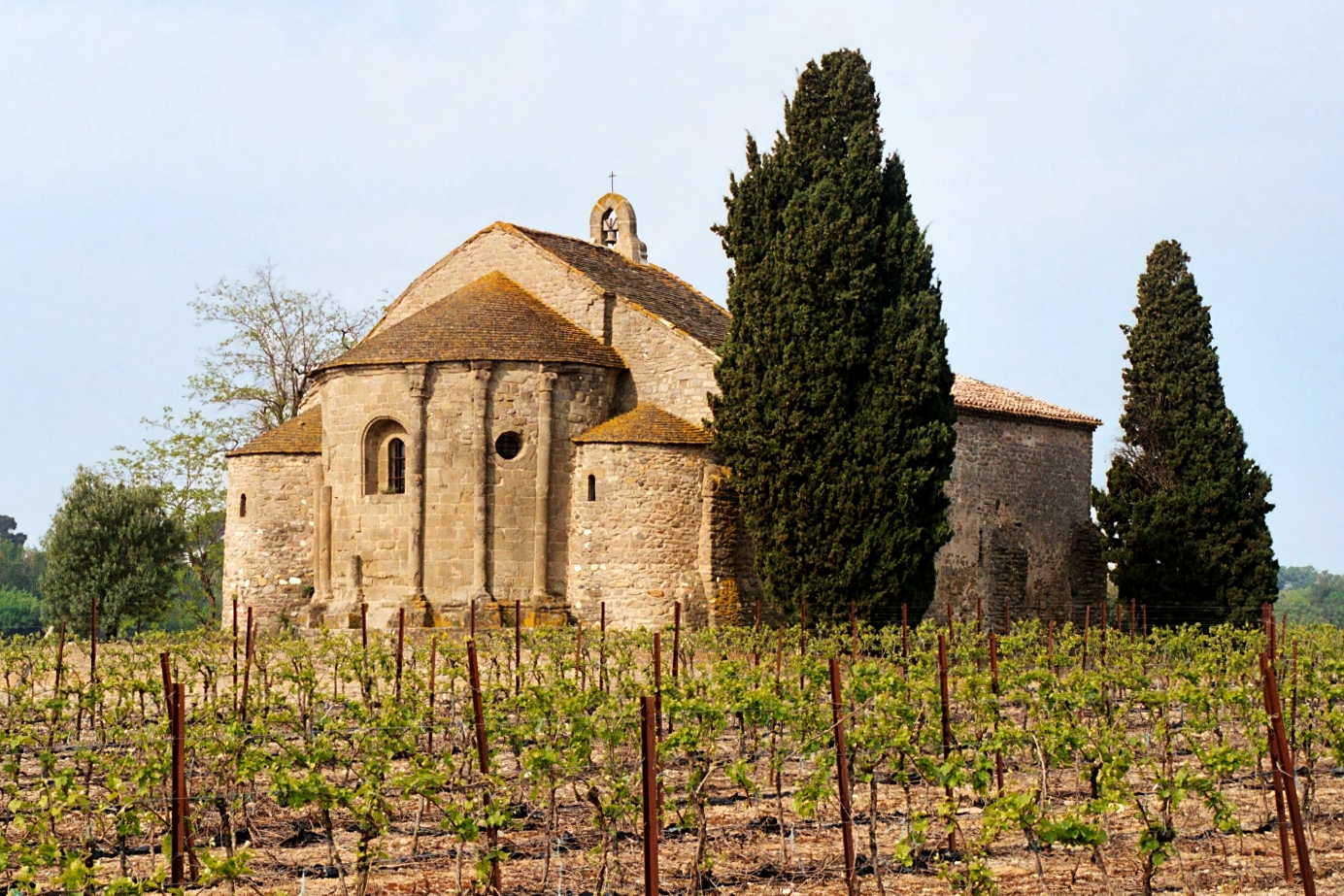
Azille.

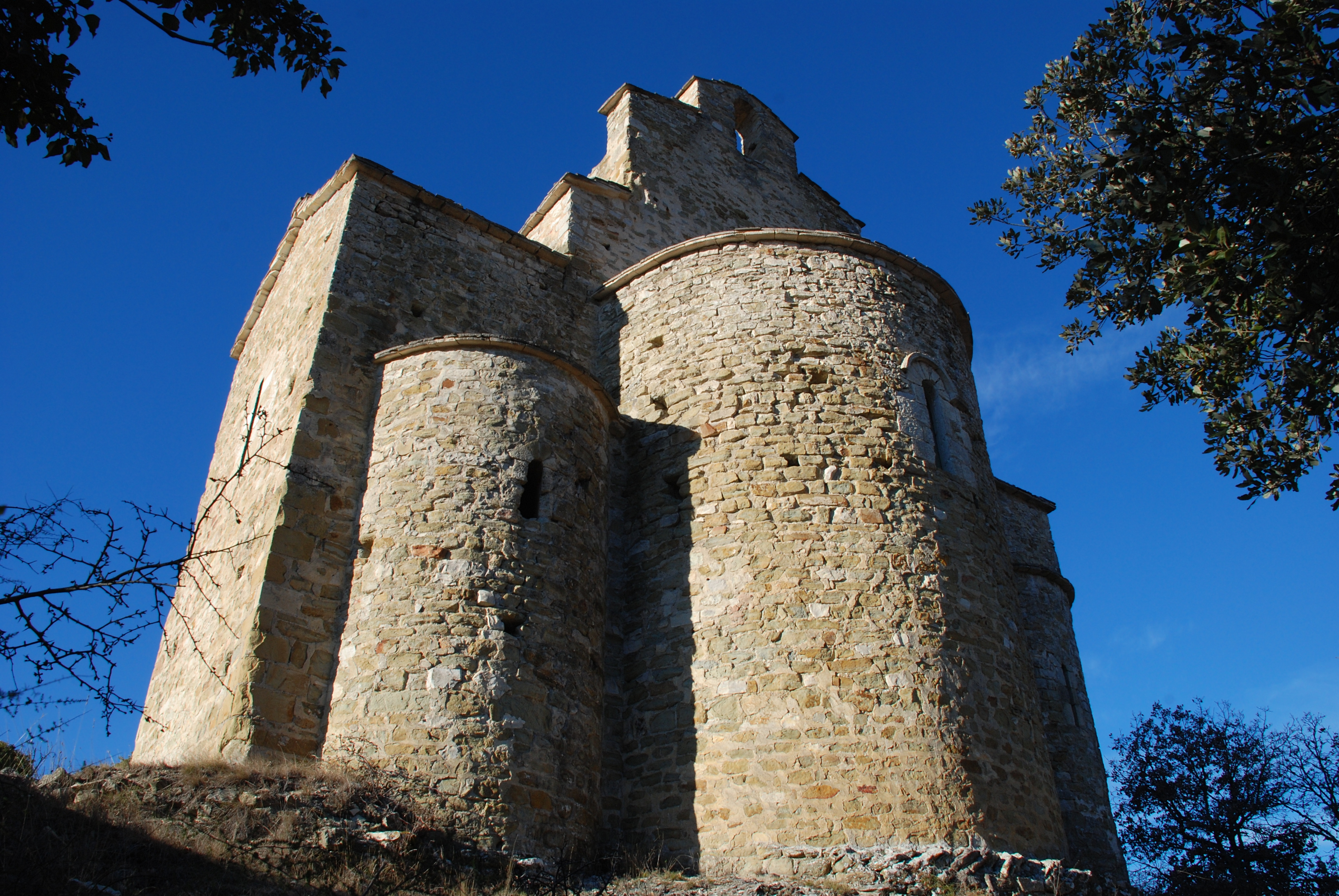
Saint-Donat de Montfort.

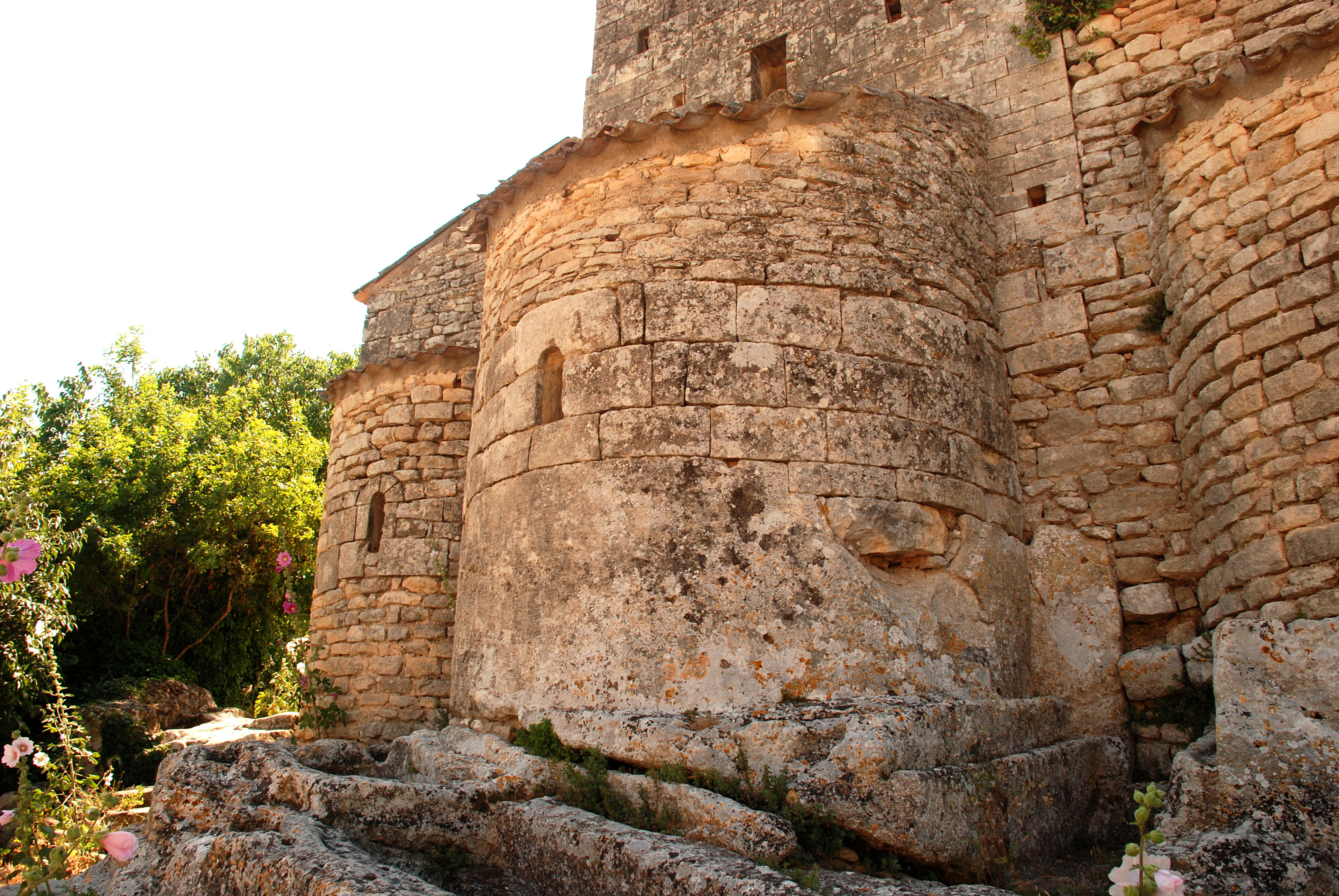
Saint-Pantaléon.

C'est une des caractéristiques des églises du XIe siècle méditerranéen. En effet, les églises du premier art roman méditerranéen, notamment dans le Roussillon, ont un plan simple : absence de transept, nef à trois vaisseaux et trois absides orientées vers l'est. Toutefois, il est possible d'admirer des chevets à abside et absidioles orientées dans toute la France.
Ici aussi, l'abside centrale (et éventuellement ses absidioles) peut être rythmée par des pilastres ou par des colonnes engagées (comme à Azille).
Exemples :
- chapelle Saint-Étienne-de-Vaissière d'Azille
- ermitage Notre-Dame-du-Saint-Sépulcre (Cavillargues)
- chapelle Saint-Cosme et Saint-Damien de Gigondas
- chapelle Notre-Dame de Mayran (Saint-Victor-la-Coste)
- chapelle Saint-Donat de Montfort
- église Saint-Pantaléon (Vaucluse)
- église Saint-Martin de Volonne
- église Notre-Dame-de-l'Assomption de Vouvant
- église Notre-Dame d'Urcel
- église Saint-Pierre de Balesme
- église Saint-Germain de Blet
- église Notre-Dame de Germigny-l'Exempt
- église Saint-Ours de Loches
- ancienne abbatiale Saint-Martin de Plaimpied-Givaudins
- ancienne abbatiale Saint-Pierre de Preuilly-sur-Claise
- ancienne abbatiale Saint-Pierre de Cellefrouin
- église Notre-Dame de Chauvigny
- église Notre-Dame de Saint-Junien de Lusignan
- église Saint-Pierre de Melle
- église Saint-Denis de Montmoreau-Saint-Cybard
- ancienne abbatiale Saint-Vincent de Nieul-sur-Autise
- église Saint-Sulpice de Oyré
- église Saint-Pierre de Parthenay-le-Vieux
- église Saint-Sylvain d'Ahun (abside à cinq fenêtres ornées de colonnettes et de boudins, contreforts-colonnes et étage de onze arcatures sous modillons)
- église Saint-Genès d'Ayrac
- église Saint-Laurent de Blars
- église Saint-Martin de Blond
- église Saint-Léon de Saint-Léon-sur-Vezère (abside et absidioles communicantes)
- ancienne abbatiale de Notre-Dame de la Nativité de Cadouin
- ancien prieuré de Villesalem
- ancienne abbatiale Notre-Dame d'Arthous
- église Saint-Étienne de Nerbis
- ancienne collégiale Saint-Nicolas de Nogaro
- église Saint-André de Sauveterre-de-Béarn
- basilique Notre-Dame-de-la-fin-des-Terres de Soulac-sur-Mer
- abbatiale Saint-Martin de Canigou de Casteil
- ancienne cathédrale Sainte-Eulalie de Elne
- ancienne abbatiale Saints-Sauveur-et-Guillaume de Saint-Guilhem-le-Désert (galerie d'arcatures-niches sur bandeau de dents d'engrenage et fenêtres ornées. Moyen appareil légèrement ocré, à joints fins)

#### Le chevet à abside et absidioles orientées et échelonnées
L'église Saint-Sever de Saint-Sever dans les Landes possède avec l'église de Chateaumeillant l'un des plus beaux chevets en échelon de l'art roman. Il ne comporte pas moins de sept chapelles qui s'étagent à partir du transept. En outre, l'église Saint-Sever est le seul exemple en France de ce type de chevet qui soit suffisamment dégagé pour en permettre une étude détaillée, le chevet de Chateaumeillant étant totalement masqué par des constructions ultérieures.
Le plan à chapelles échelonnées le long du chœur et du transept permet l'orientation de l'ensemble des espaces sacrées vers l'Est, vers la Lumière du soleil levant, vers Jérusalem. Ce plan qui permet de réunir en un même édifice, des lieux de culte autrefois dispersés : martyria, baptistères, etc. Toutefois, ce plan réserve peu de place à la circulation des fidèles. De ce fait, très rapidement, ce plan fut remplacé par celui à déambulatoire et chapelles rayonnantes.

#### Le chevet avec déambulatoire et chapelles rayonnantes

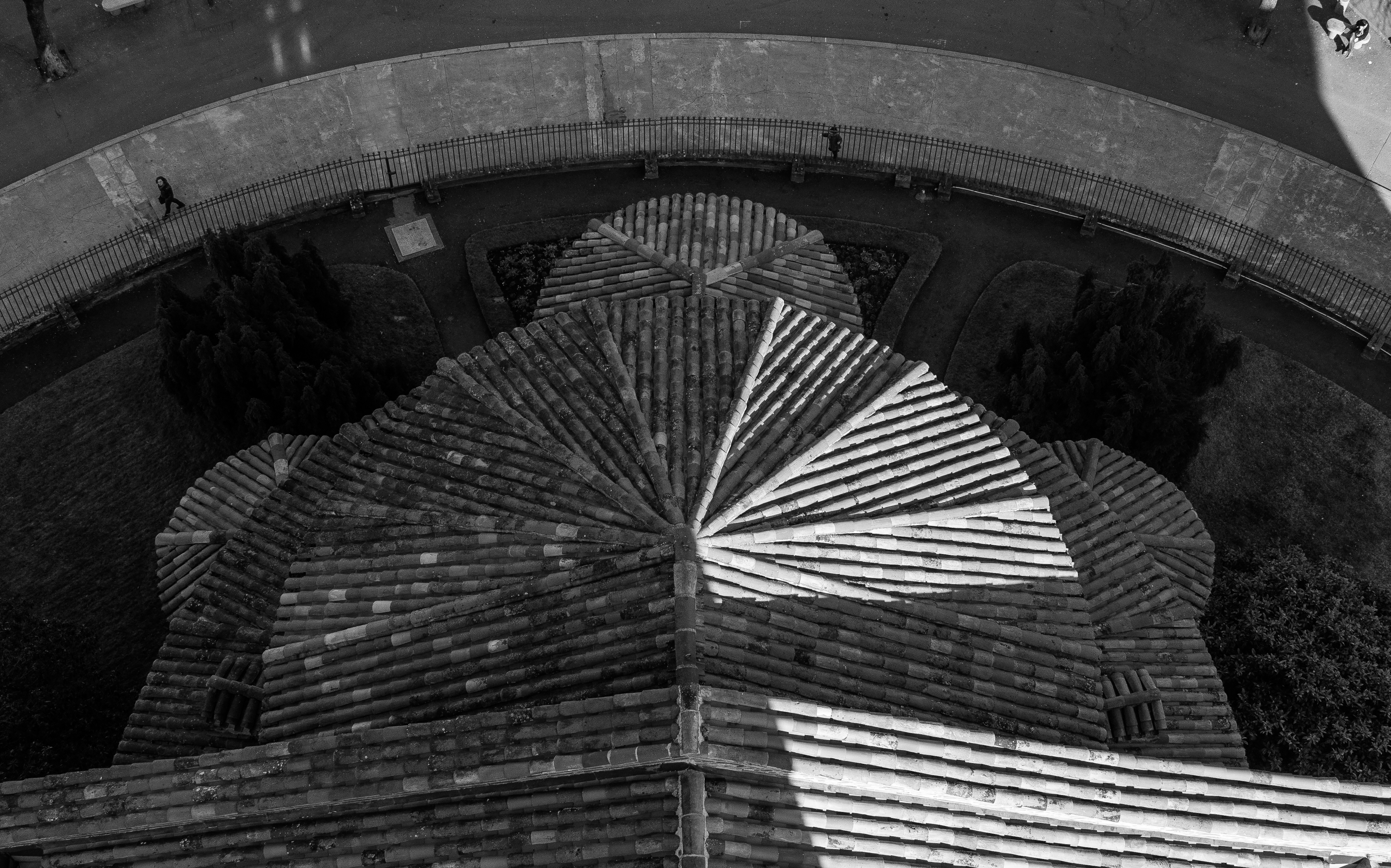
Le chevet de la basilique Saint-Sernin de Toulouse avec ses trois chapelles rayonnantes.

L'ancienne priorale Notre-Dame de Paray-le-Monial (basilique du Sacré-Cœur depuis le XIXe siècle) est l'archétype des églises romanes de pèlerinage qui adopteront ce type de chevet. Celui-ci est particulièrement bien dégagé. Dans la zone inférieure sont disposées les chapelles rayonnantes qui sont au nombre de trois. L'étage suivant est formé par le déambulatoire qui possède son propre alignement de fenêtres. Il est surmonté par les fenêtres hautes du sanctuaire. Le quatrième niveau est constitué par la travée du chœur dont la hauteur supérieure apparaît nettement. L'ensemble du chevet est enfin couronné par la tour de croisée octogonale à deux étages.
Ce type de chevet trouve son origine dans les cryptes annulaires du début du Moyen Âge comme à Saint-Michel-de-Cuxa. Cette configuration obéissait à des contraintes d'ordre pratique : répondre au flux des pèlerins. Mais il apparaît aussi comme la reproduction en pierre de la hiérarchie sacrée telle qu'elle était perçue au Moyen Âge. Dans la zone inférieure se trouvaient les laïcs ; dans le sanctuaire, plus élevé, les ecclésiastiques ; la tour de croisée, qui marque le sommet de la pyramide, symbolisait le divin.
Exemple :
- église Notre-Dame de Cunault
- église Saint-Étienne de Dun-sur-Avron
- église Saint-Georges de Faye-la-Vineuse
- abbatiale de Notre-Dame de Fontgombault
- église Notre-Dame d'Avenierès-Laval
- ancienne collégiale Saint-Aignan de Saint-Aignan-sur-Cher
- basilique Saint-Benoit de Saint-Benoit-sur-Loire
- ancienne collégiale Saint-Eucise de Selles-sur-loire
- ancienne abbatiale de la Trinité à Vendôme
- ancienne abbatiale de Saint-Pierre d'Airvault
- cathédrale Saint-Pierre d'Angoulême
- ancienne collégiale Saint-Pierre de Chauvigny
- église Saint-Hilaire de Melle
- église Saint-Hilaire-le-Grand de Poitiers
- ancienne abbatiale Saints-Jouin-et-Jean de Saint-Jouin-de-Marnes
- ancienne abbatiale Saint-Pierre de Beaulieu-sur-Dordogne
- ancienne abbatiale Saints-Savin-et-Cyprien de Saint-Savin-sur-Gartempe
- ancienne abbatiale Saint-Barthélémy de Bénévent-L'Abbaye (chapelles rayonnantes à pans)
- église de Saints Pierre et Pardoux de Arnac-Pompadour
- église Sainte-Valérie de Chambon-sur-Voueize
- collégiale Saint-Pierre de Le Dorat
- collégiale Saint-Léonard de Saint-Léonard-de-Noblat (sept chapelles rayonnantes)
- église Saint-Pierre d'Uzerche (quatre chapelles rayonnantes)
- ancienne abbatiale Notre-Dame de Guîtres
- ancienne abbatiale Sainte-Marie d'Oloron-Sainte-Marie (cinq chapelles rayonnantes)
- ancienne abbatiale Saint-Pierre de Vertheuil-en-Médoc
- ancienne abbatiale Sainte-Foy de Conques
- église Saint-Cyr-et-Sainte-Juliette de Sainte-Eulalie-d'Olt
- basilique Saint-Sernin de Toulouse

#### Le chevet tréflé ou trilobé
C'est un chevet formé de trois absides de même taille.
Exemples :
- chapelle Saint-Saturnin de Saint-Wandrille
- ancienne  église priorale Saint-Martin de Saint-Martin-de-Londres
- église Saint-Sauveur de Saint-Macaire
- église Saint-Martin d'Ur (chevet marqué de bandes lombardes aux arcatures creusées de petites niches cintrées)
- église Saint-Pierre-ès-Liens de Tourtoirac (la chapelle axiale a disparu)
- église Sainte-Marie d'Aubiac

#### Le chevet-tours

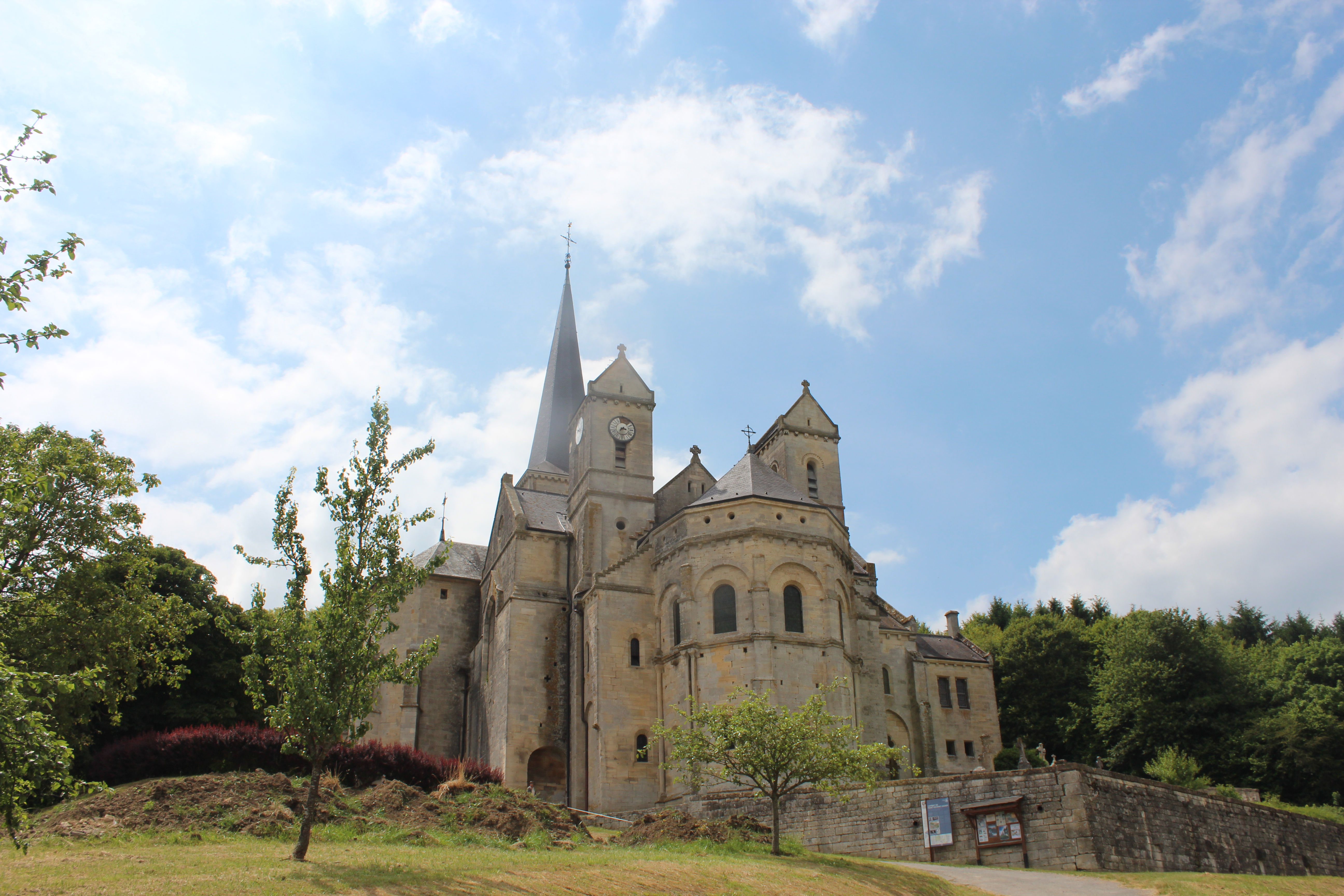
Chevet roman flanqué de tours à Mont-devant-Sassey

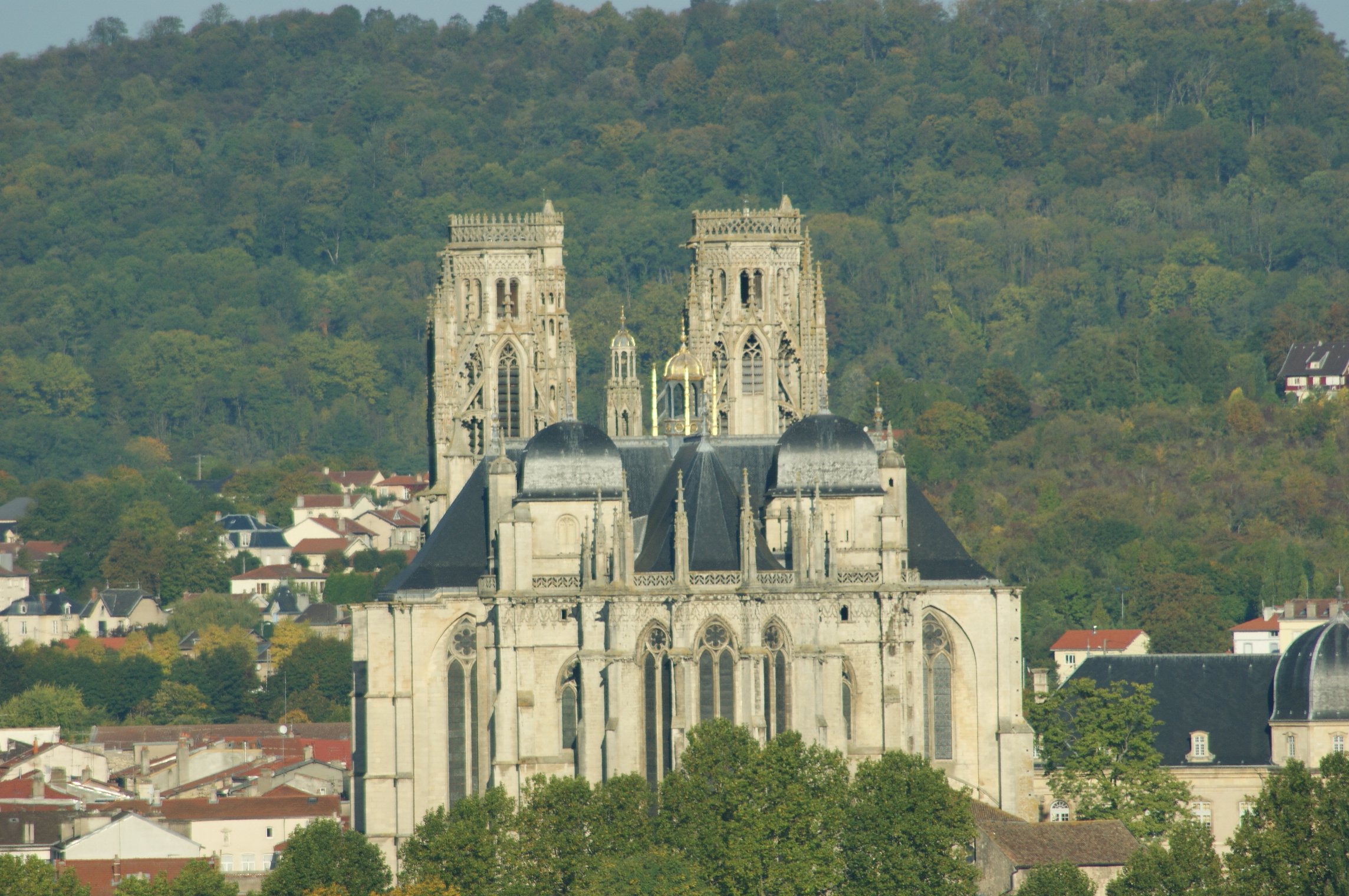
Chevet gothique flanqué de tours de la Cathédrale de Toul

Les tours jumelées de part et d'autre du chevet traduisent une survivance de l'architecture carolingienne. Cette tradition se maintient principalement dans les régions du nord et de l'est de la France, sous l'influence de l'empire germanique ottonien perdure durant tout l'âge roman et se maintient magistralement en période gothique. Ce plan typique de la zone carolingienne entre Meuse et Moselle est souvent appelé plan roman-rhénan ou chevet tréviro-lorrain (de l'archidiocèse de Trèves).
Exemples :
- cathédrale Notre-Dame de Verdun
- église de Mont-devant-Sassey, encore entièrement romane
- le chevet Lorrain est transposé à la période gothique à la cathédrale de Toul
- église de Murbach

### Le chevet gothique

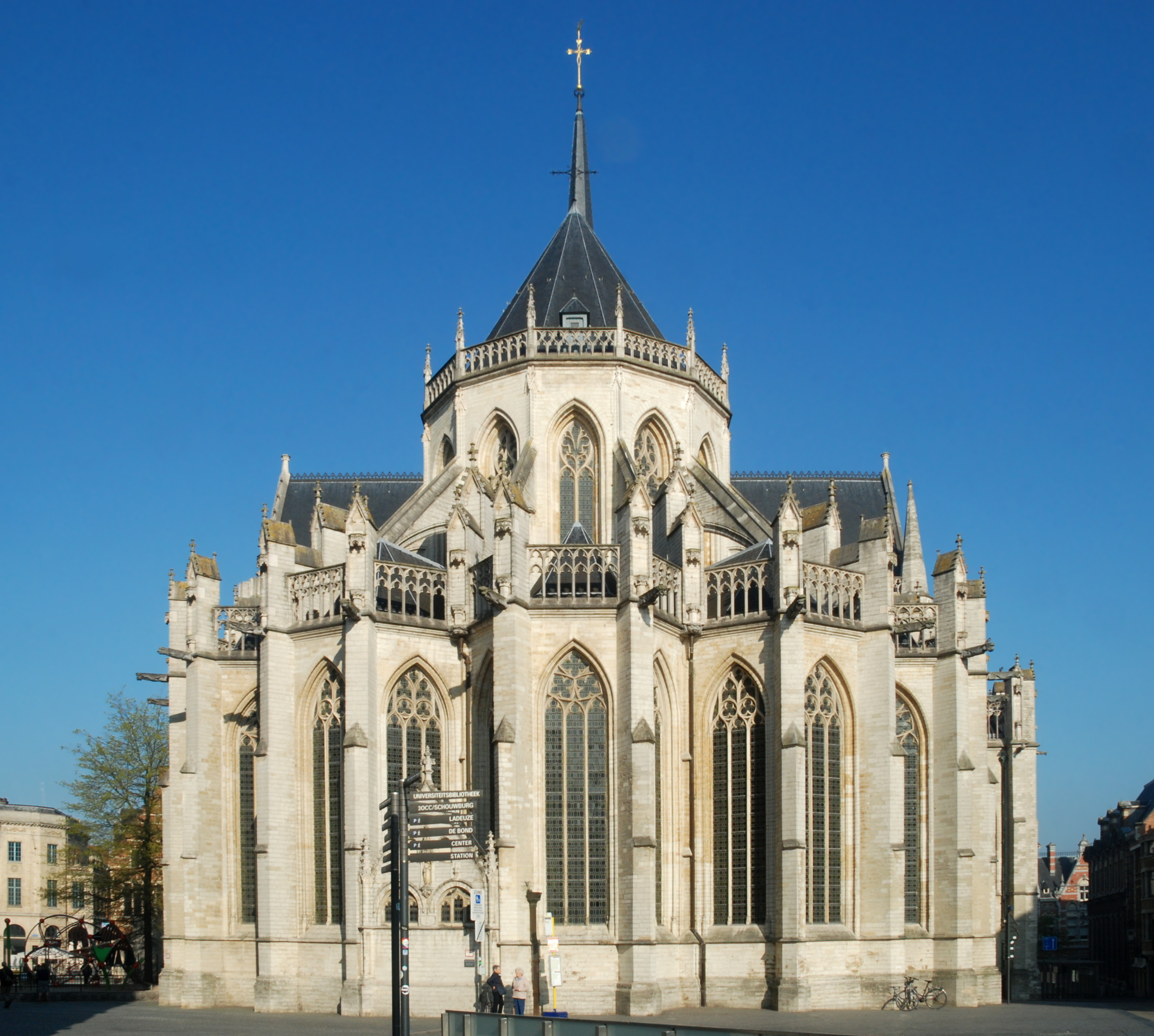
Chevet de la collégiale Saint-Pierre de Louvain (Belgique).

#### Le chevet à chapelles rayonnantes
Les architectes recherchent à faire rentrer la lumière, symbole de Dieu, dans le bâtiment religieux et plus particulièrement dans le chœur. Les baies des chapelles rayonnantes occupent la totalité de l'espace entre les contreforts. Chaque niveau est ajouré. Les arcs-boutants ne font plus obstacle à la pénétration de la lumière.
Plus on s'enfonce dans l'époque du gothique, plus les chevets sont allégés et aériens.
Exemples :
- cathédrale Saint-Pierre de Beauvais
- cathédrale de Noyon : des contreforts-colonnes renforcent les murs des chapelles rayonnantes dont les fenêtres ont encore un tracé archaïque. Au-dessus des tribunes, le XVIIIe siècle a monté d'épais massifs de maçonnerie, surmontés de pots à feu, pour contrebuter les voûtes de l'abside.
- cathédrale de Bayonne avec son chevet construit vers 1250, les statues ornant la balustrade ont été refaites à l'époque moderne.
- cathédrale de Reims

#### Le chevet à double déambulatoire et chapelles rayonnantes
Le double déambulatoire est propre à l'église gothique. Les deux couloirs de circulation s'enroulent autour du chœur. Ils sont divisés par des colonnes qui ne font pas obstacle à la luminosité provenant des chapelles rayonnantes.
Exemples :
- basilique Saint-Denis : les chapelles rayonnantes s'intègrent au deuxième couloir du déambulatoire. De ce fait, le chevet prend à l'extérieur une forme globalement semi-circulaire.Il fond en une seule ligne les volumes intérieurs que l'époque romane aimait, au contraire, souligner ;
- cathédrale Notre-Dame de Coutances : le chevet a été construit avant 1274. L'élévation est la suivante : second déambulatoire et les chapelles rayonnantes, puis les fenêtres du premier déambulatoire beaucoup plus élevé, enfin les fenêtres hautes. La tour-lanterne couvre la croisée du transept et s'élève à 57,45 m ;
- cathédrale Saint-Étienne de Bourges : le chevet date d'avant 1209-1214. Au-dessus de la crypte se développe le second déambulatoire interrompu par les chapelles rayonnantes du chœur coiffées de hautes pyramides de pierre. Au-dessus encore, le premier déambulatoire épaulant le vaisseau central. Les clochetons réunis par une arcature ajourée qui terminent les arcs-boutants et la balustrade à pinacles couronnant le vaisseau central datent du XIXe siècle ;
- cathédrale de Chartres

#### Le chevet à chapelles rayonnantes avec une chapelle axiale marquée
Les chapelles rayonnantes sont disposées de façon continue et s'ouvrent sur une travée du déambulatoire. Plus profonde, la chapelle située dans l'axe de la nef — la chapelle axiale — est généralement consacrée à la Vierge Marie.
Exemples :
- cathédrale de Bordeaux
- cathédrale d'Amiens
- cathédrale de Senlis

#### Le chevet à chapelles diagonales
Exceptionnelle à l'époque romane, la disposition des absidioles en biais par rapport au chœur devient plus courant à l'époque du gothique. C'est un compromis entre les chevets à chapelles rayonnantes et les chevets à chapelles échelonnées.
Exemples :
- cathédrale de Bordeaux

#### Le chevet avec déambulatoire et sans chapelles rayonnantes
C'est le chevet aux volumes les plus purs. L'abside et le déambulatoire forment deux niveaux parfaitement semi-circulaires soutenus et rythmés par des arcs-boutants.
Exemples :
- église Saint-Pierre-et-Saint-Paul de Gonesse
- cathédrale de Limoges
- cathédrale de Beauvais
- cathédrale de Reims
- cathédrale de Noyon

#### Le chevet plat
Les chevets plats sont surtout caractéristiques des petites églises de campagne. On les trouve principalement dans le nord de la France. Ils sont rarissimes pour les cathédrales et autres édifices majeurs. Les cathédrales à chevet plat sont beaucoup plus fréquentes en Angleterre.
Exemples de cathédrales à chevet plat :
- cathédrale Notre-Dame de Laon
- cathédrale Notre-Dame-de-l'Annonciation de Moulins
- cathédrale Saint-Pierre de Poitiers

Exemples d'églises :
- collégiale Saints Pierre-et Paul de Chimay (Belgique)
- église de Saintes-Maure-et-Brigide de Nogent-sur-Oise
- ancienne priorale Sainte-Honorine de Graville
- église Notre-Dame de Champdeniers-Saint-Denis
- église Saint-Martin de Gensac-la-Pallue
- église Saint-Étienne de Macqueville
- église Saint-Denis de Chaussoy-Epargny
- église Saint-Jacques de Pouzauges

#### Le chevet à abside et absidioles orientées
- Cathédrale Saint-Jean-Baptiste de Perpignan

#### Le chevet avec abside en hémicycle
- Cathédrale d'Angers
- Cathédrale Saint-Jean de Lyon

#### Le chevet fortifié
La physionomie traditionnelle de l'église gothique avec le déploiement des arcs-boutants est née en Île-de-France. Elle s'impose très tardivement et avec parcimonie dans le sud de la France.
L'opposition des grands féodaux au pouvoir royal, les guerres intestines, la lutte entre Français et Anglais ainsi que l'hérésie cathare ont maintenu un climat d'insécurité constante. L'église, souvent seul refuge des populations, se transforme en un bâtiment fortifié.
Avec la guerre de Cent Ans, la fortification des églises se constatera dans d'autres régions de France comme la Saintonge. Les guerres des XVIe et XVIIe siècles dans le nord de la France seront aussi à l'origine de la transformation des églises de Thiérache en forteresses.
Exemples :
- église Saint-Adrien de l'Isle-en-Dodon
- cathédrale d'Albi : son chevet comporte, fait exceptionnel, deux étages de fenêtres. Murs et contreforts émergent d'un épais talus caractéristique de l'architecture militaire de l'époque de sa construction.
- église de Saintes-Maries-de-la-Mer
- église romane de Saint-Martin de Besse, fortifiée au XVe siècle
- église d'origine templière Saint-Martial de Rudelle
- église Saint-Amand de Saint-Amand-de-Coly, fortifiée dès le XIIe siècle
- cathédrale de Narbonne : son chevet a été construit entre 1272 et 1319. Les proportions sont très amples. Il se caractérise par des dalles couvrant le déambulatoire et les chapelles rayonnantes et formant ainsi une terrasse autour du vaisseau principal. Un chemin de ronde, ouvrage de défense, muni de créneaux et de merlons, entoure l'abside. Il relie les contreforts les uns aux autres et les couronne.

### Le chevet Renaissance
Exemples :
- église Saint-Pierre de Caen

## Le chevet dans l'architecture monastique

### Chevet bernardin
Il doit son nom au fait qu'il reflète la disposition du chevet de Clairvaux, bâti du vivant de saint Bernard. Il se caractérise par un chœur plat, dépassant à peine les chevets du transept. Chapelles alignées et chevet plat sont d'ailleurs considérés comme la « marque de fabrique » des églises cisterciennes, bien qu'elles n'aient pas toutes adopté ce plan. Exemples : Fontenay en Côte-d'Or, Noirlac dans le Cher, Silvacane dans les Bouches-du-Rhône.

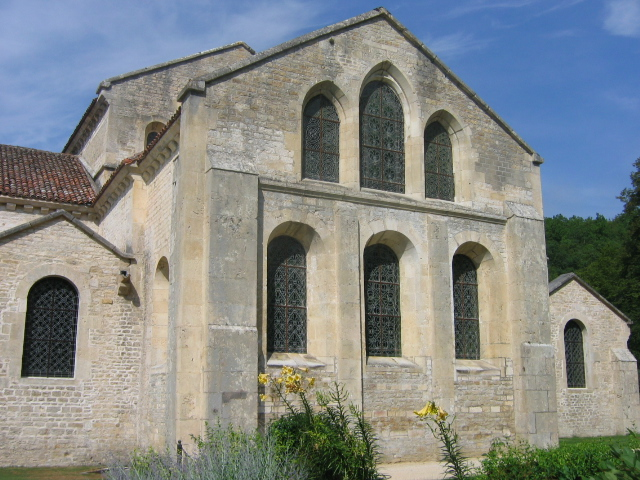
Abbaye de Fontenay.
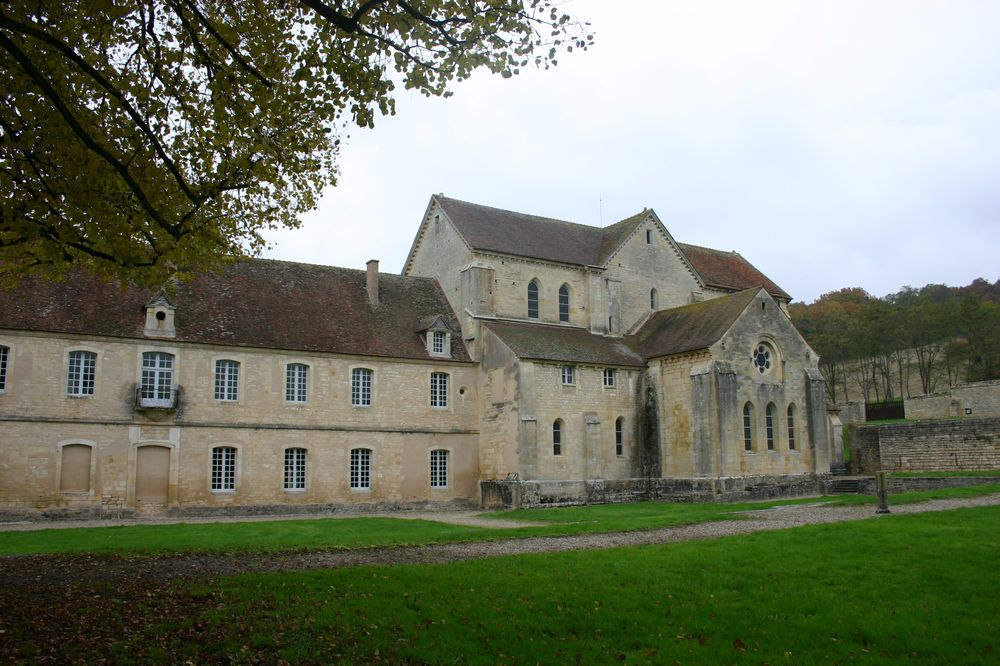
Abbaye de Noirlac.

La courbe est en effet rejetée car elle est considérée comme une gêne à la concentration de la prière. C'est le règne de la ligne : le déambulatoire est tracé à l'équerre où s'intègrent des chapelles rectangulaires. Les absides et les absidioles sont intégrées dans la maçonnerie du mur extérieur. Le chevet n'est donc plus que lignes horizontales ou verticales.

### Chevet bénédictin
Il est ainsi appelé parce qu'il apparaît à Cluny II et se confirme à Cluny III. Il est caractérisé par une abside semi-circulaire, le plus souvent sans déambulatoire ni chapelles rayonnantes, flanquée de deux ou trois absidioles formant des volumes disposés en « échelons », décroissant au fur et à mesure que l'on s'éloigne du chœur. L'ensemble forme une pyramide au sommet de laquelle culmine le clocher. Exemples : Saint-Philibert de Tournus et Paray-le-Monial en Saône-et-Loire, Saint-Benoît-sur-Loire dans le Loiret, Fontevraud en Maine-et-Loire, Fontgombault dans l'Indre.

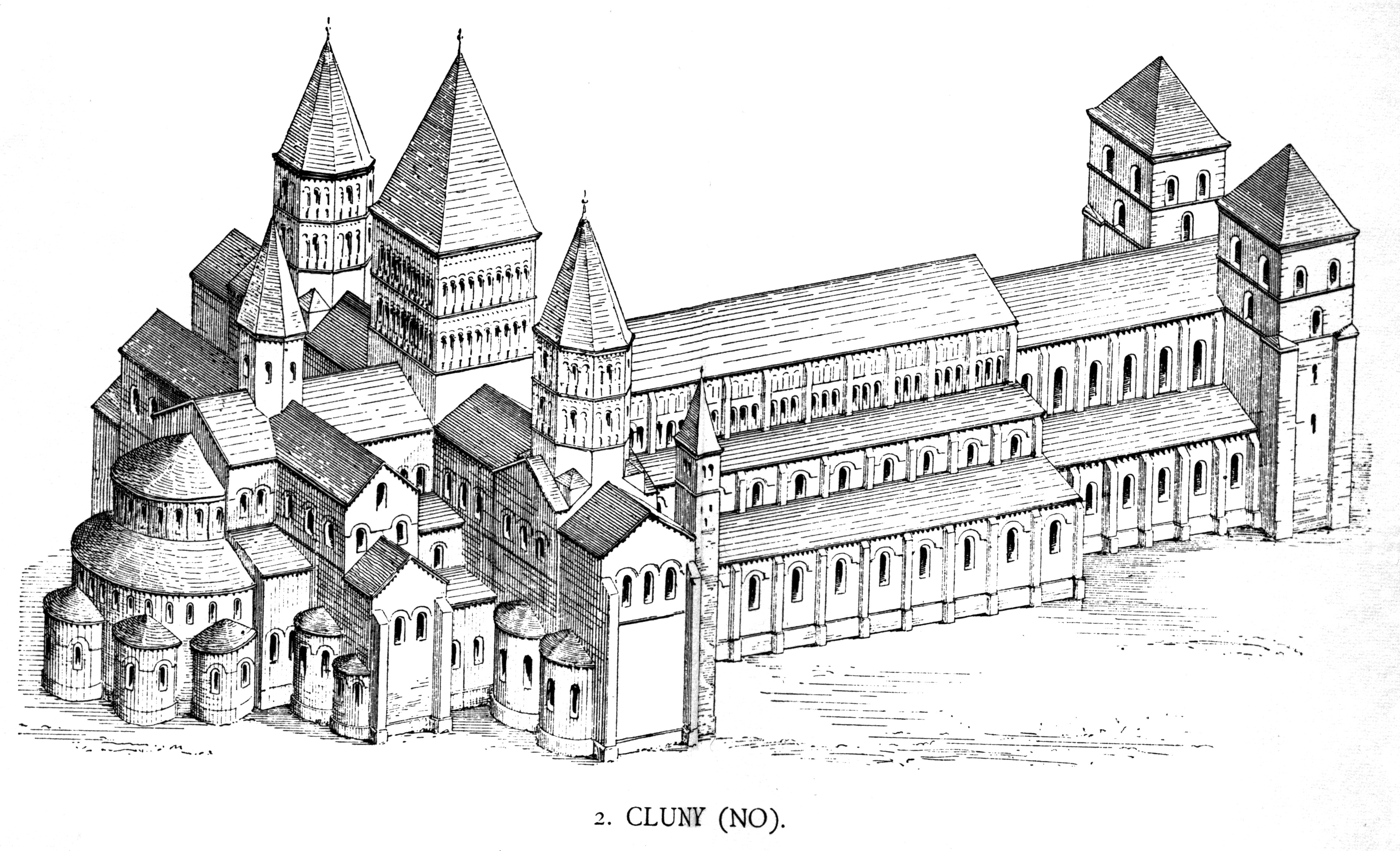
Abbaye de Cluny.
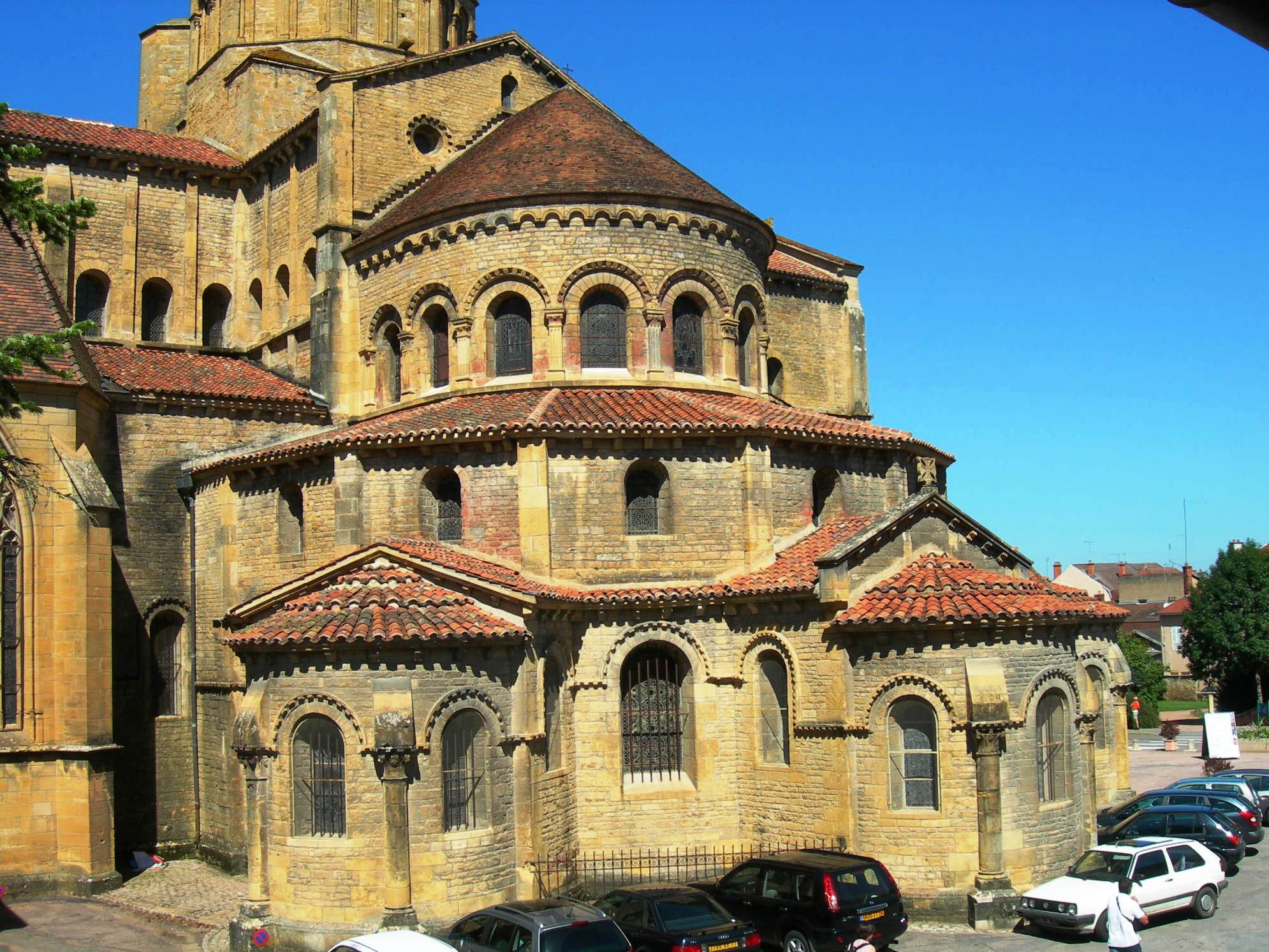
Paray-le-Monial.
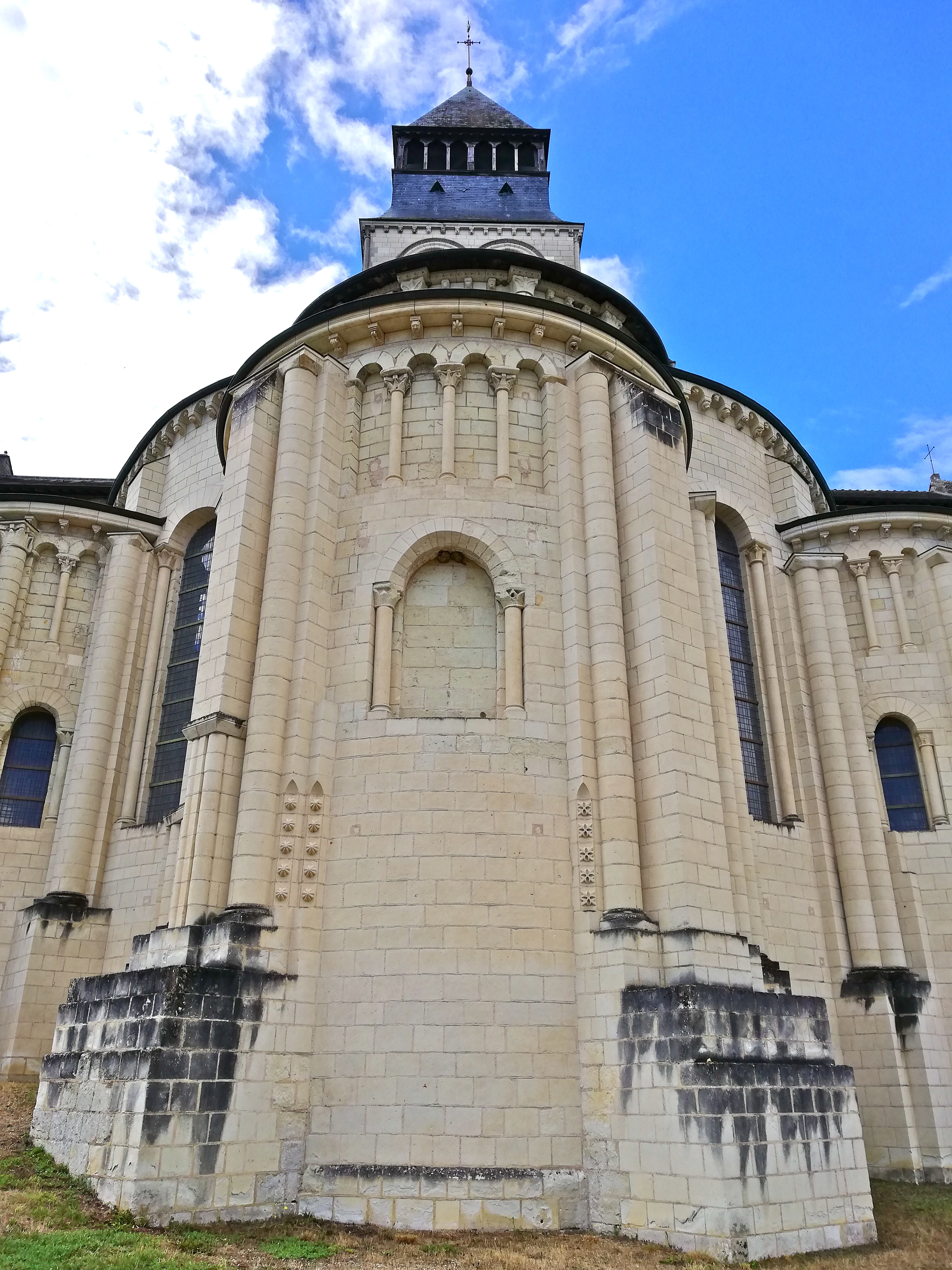
Abbaye de Fontevraud.